# Château de Brest
Le château de Brest est un château fort classé monument historique depuis le 21 mars 1923 situé dans le département du Finistère. Du castellum romain du IIIe siècle à la citadelle de Vauban jusqu'à aujourd'hui, il traverse dix-sept siècles d'histoire et conserve pendant tout ce temps sa vocation originelle de forteresse militaire. Il demeure aujourd'hui un site stratégique de première importance.
Sa structure n'a de cesse d'être remaniée au fil des siècles pour se prémunir contre toute attaque terrestre ou maritime. Sa composition hétéroclite est le résultat d’une adaptation continuelle de ses défenses à l'évolution des techniques de siège et de l'armement. Son architecture est donc complexe et faite de multiples rajouts. Quelques éléments des murailles romaines sont toujours visibles. Les tours Paradis conservent leur aspect médiéval avec toitures en poivrière et mâchicoulis. Dans son état actuel, le château reste avant tout caractéristique d'une architecture bastionnée, développée pour répondre à l'emploi de l'artillerie.
Le contrôle de la région passant par sa possession, il suscite la convoitise du duc de Bretagne Jean Ier qui l'achète au vicomte de Léon en 1235. Au cours de la guerre de Cent Ans, il devient un enjeu pour les belligérants. Livré aux Anglais par Jean de Montfort, le château est assiégé à plusieurs reprises, avant d'être racheté par le duc Jean IV en 1397. Occupé successivement par les Bretons, les Anglais et les Français, il est l'objet d'importants travaux pour lui garder son caractère de forteresse quasi imprenable. Les ducs Jean V, puis François II en 1464 le dotent d'une puissante artillerie et font construire la porte d'entrée flanquée de deux grosses tours, d'un pont-levis et d'une herse pour en défendre l'entrée. L'édification des autres tours s’achève au début du XVIe siècle et Vauban met la dernière touche aux fortifications en 1689. En juin 1940, l'armée allemande s'y installe. Après la guerre, une nouvelle préfecture maritime est édifiée dans la cour, en lieu et place des casernes détruites par les bombardements. Il accueille, depuis 1958, un musée de la Marine.

## Localisation

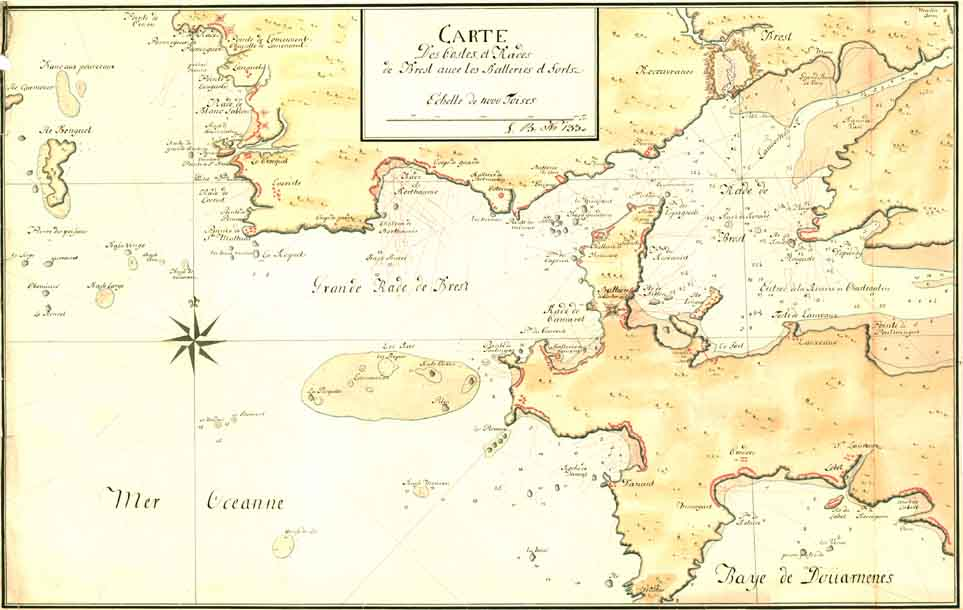
Carte des costes et rades de Brest avec les batteries et forts.

Le château est situé au centre-ville de Brest. Son entrée principale s'ouvre sur le boulevard des Français-Libres. Il est construit sur un éperon rocheux que la rivière a creusé dans la falaise à l’embouchure de son estuaire. Depuis ce lieu où il domine la mer, il contrôle l’accès à la Penfeld et la remontée de l’Élorn vers Landerneau tout en surveillant une majeure partie de la rade et son entrée : le goulet.
La rade de Brest, bien protégée par un goulet étroit, mais suffisamment large pour permettre une évolution aisée des navires, constitue un abri naturel. Ses dimensions sont à l'échelle d’une petite mer intérieure, capable d’accueillir les plus grandes flottes. Elle est si grande qu’il lui fallait un port plus encaissé pour offrir un havre aux marins.
La rivière Penfeld qui descend du nord, des plateaux du Léon présente un cours inférieur, sinueux, qui piège les lames. Ses rives élevées, comme dans une ria, brisent les rafales de vent. Les bateaux, même d’un fort tonnage peuvent y mouiller en sécurité car l’espace est vaste et les fonds importants. Elle présente aussi l'intérêt, à l'endroit où elle joint la rade, de former un cap protégé par la nature sur trois côtés tandis que le quatrième reste facile à défendre. C'est cette situation géographique particulière qui confère au site une position stratégique majeure.

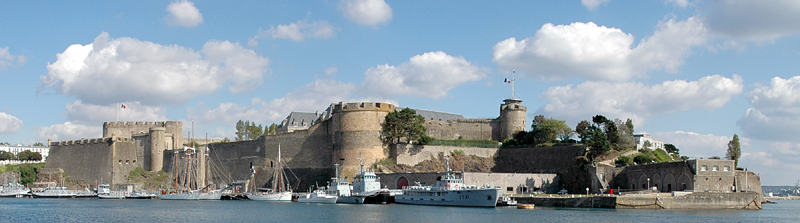
Panorama du château de Brest, vue de Recouvrance.

« C'est le seul port naturel que le Roi ait dans la mer océane, si avantageusement disposé de toute façon que s'il avait été au choix de Sa Majesté d'en régler la situation et la forme, je suis persuadé qu'Elle ne l'aurait choisi ailleurs ni voulu faire autrement »

— Vauban, Correspondance échangée avec le souverain lors de sa venue à Brest

## Historique

### Aux premiers temps

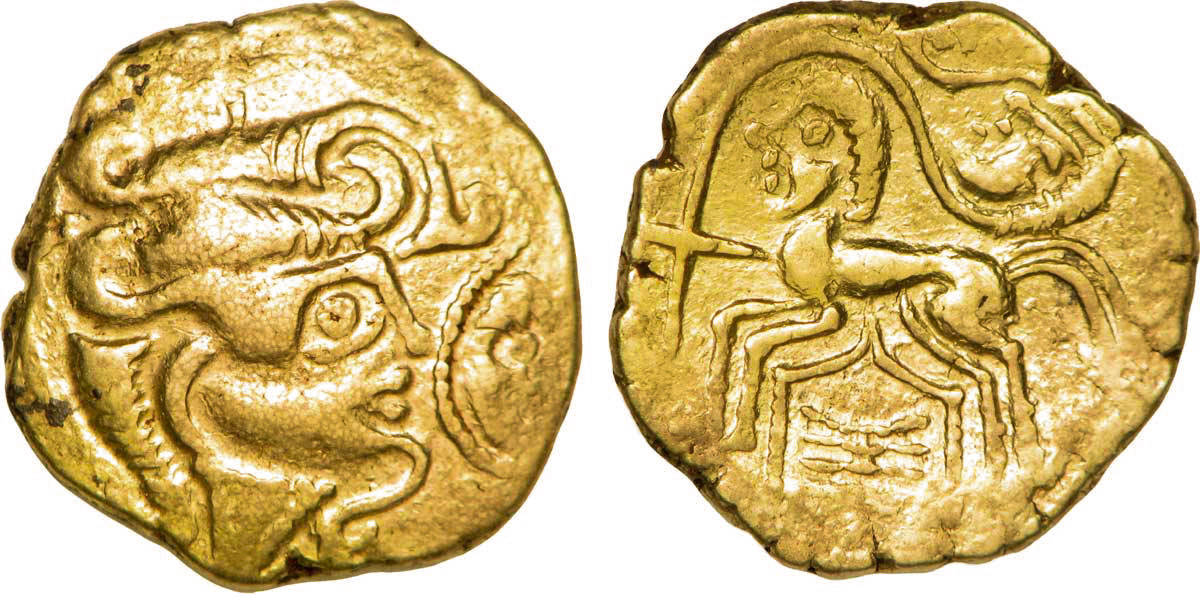
Statère d'électrum frappé par les Osismes.

La région de Brest est fréquentée dès le Paléolithique inférieur (300 000 av. J.-C.). Au Néolithique (5 000 à 2 000 av. J.-C.) des agriculteurs s’y installent. Les côtes sont connues par d’autres populations dès les VIe et IVe siècles av. J.-C. et l’éperon rocheux est occupé à la fin de l’âge du fer. Sa situation remarquable permet de faire l’hypothèse d’une fortification du site dès la Protohistoire. Mais le début d’un véritable habitat n’est avéré qu’à l’époque romaine.
Cinq siècles avant Jésus-Christ, un peuple de commerçants et d'habiles marins naviguant sur des barques de cuir, les Osismes, peuplent la région. On leur attribue des monnaies, découvertes autour et dans Brest, ainsi qu'un réseau routier antérieur à la présence romaine dans le Léon.

### Le camp romain d'Osismis - fin duIIIesiècle

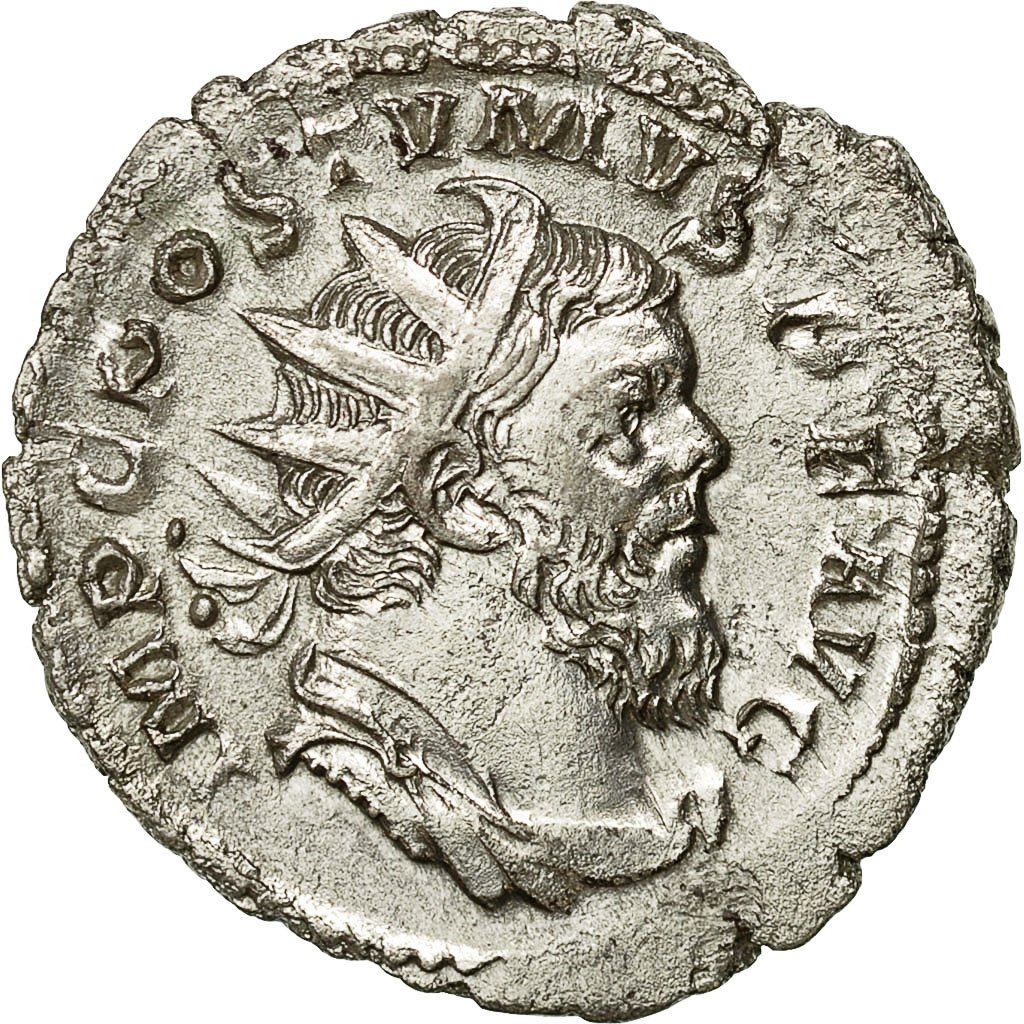
Monnaie à effigie de Postumus.

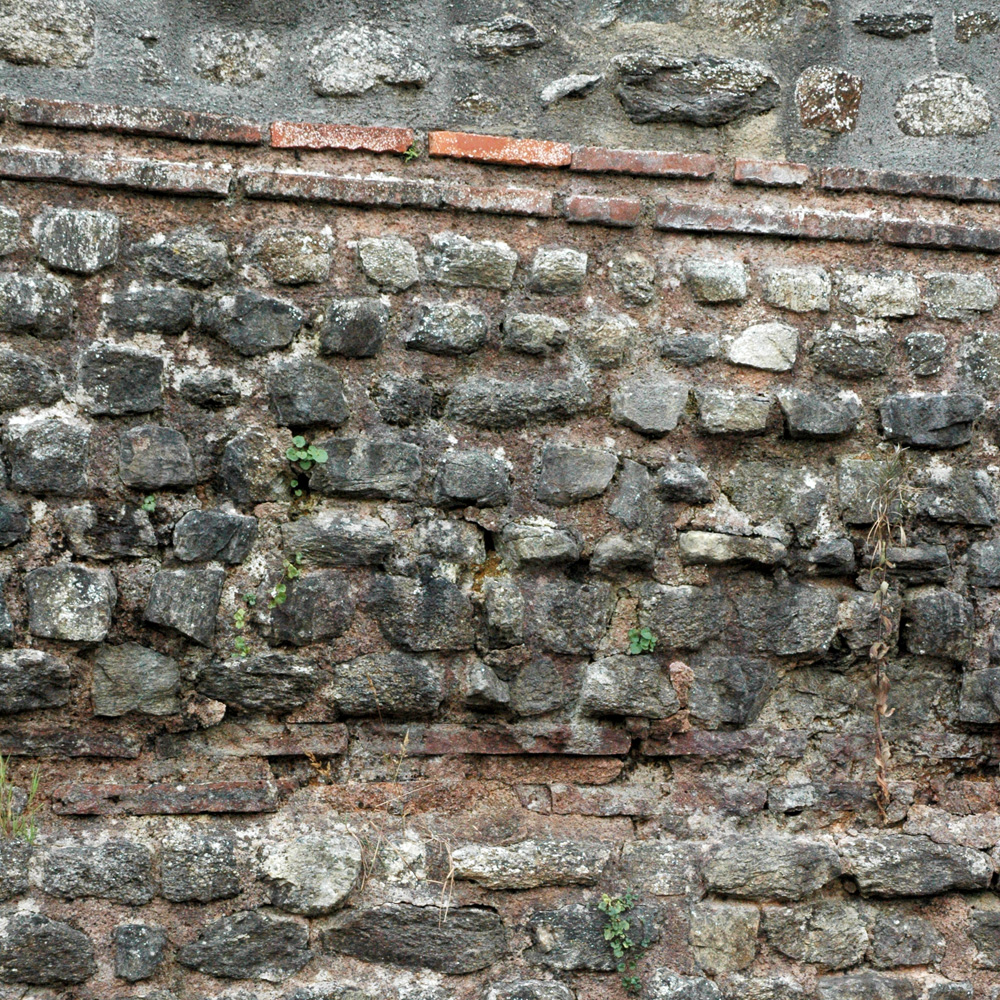
Opus mixtum.

Le château de Brest, est l’un des monuments gallo-romains les plus importants du Finistère. C’est le seul endroit du département où l’on trouve une enceinte construite selon les techniques du IIIe et IVe siècles, avec alternance de chaînages de briques et d’assises de moellons, liés par du mortier de chaux et dénommé « opus mixtum ». C’est ce qui a conduit archéologues et historiens a y placer Osismis, la garnison de Maures que mentionne la Notitia dignitatum. D'après la découverte de monnaies, il apparaît que les Romains y ont été présents au moins depuis le règne de l'empereur Postumus (260-269). La province romaine d'Armorique subit alors des attaques de pillards saxons. Pour faire face à la menace d’invasions barbares et à l’éclatement de l’Empire romain, il devient nécessaire de fortifier les côtes. C’est ce qui entraîne l’établissement de nombreux sites, dont celui de Brest, au sein du « litus saxonicum ».
Les Romains érigent donc un ouvrage défensif à la fin du IIIe siècle. Ce camp accueille une garnison d’un millier d’hommes de la légion des Maures osismiaques qui s'installent avec à leur tête un préfet et peut-être une flotte destinée à intercepter les navires pirates.
Il est probable que Vorgium, chef-lieu des Osismes, ait connue un déclin semblable aux autres capitales de l'Armorique romaine durant le IVe siècle. La fin de la pax romana
et l'absence de muraille urbaine a du entrainer le transfert du siège du pouvoir de la civitas vers Osismis.
De ce castellum, seule une partie de la muraille reste visible de part et d’autre des tours du portail d’entrée. Ces substructions, enchâssées dans les deux courtines du château actuel, occupent une étendue de 120 à 140 mètres de long, sur une hauteur moyenne de 2 à 3 mètres côté rade et 7 à 8 mètres côté rivière. Ce mur d’enceinte, épais de quatre mètres, flanqué de dix tours cylindriques largement saillantes défendent l'accès à la pointe. Deux tours de la partie de droite disparaissent lors de la construction du bastion de Sourdéac mais les deux autres sont encore présentent en 1634. Elle ne figure plus sur les plans de 1670. Les trois tours restantes de la partie gauche disparaissent entre 1685 et 1689 lors des travaux commandés par Vauban. Elles sont arasées pour améliorer le flanquement de la courtine. Il existe d'autre vestiges de murs romains dans le donjon et de la tour Madelaine qui semble indiquer qu'il y avait là des tours d'angles et qu'elles ont été incorporées dans le donjon et la tour médiévale. Les deux tours romaines du portail d'entrée ont dû disparaitre de la même manière. L'empreinte d'une poterne et visible sur la partie sud du mur.
De ce camp, il ne demeure que cette seule muraille qui barrait la pointe et l'amorce d'un prolongement au niveau la tour de la Madeleine. En 1832, on mit au jour les restes d'une vieille tour qui pourrait avoir fait partie de l'enceinte, mais sa datation n'est pas avérée. Si les certitudes archéologiques manquent il est communément admis qu'il suivait la forme d'un trapèze et ne constituait pas seulement un éperon barré. On peut imaginer que les trois autres côtés était moins puissamment bâtis, étant donné, les défenses naturelles.

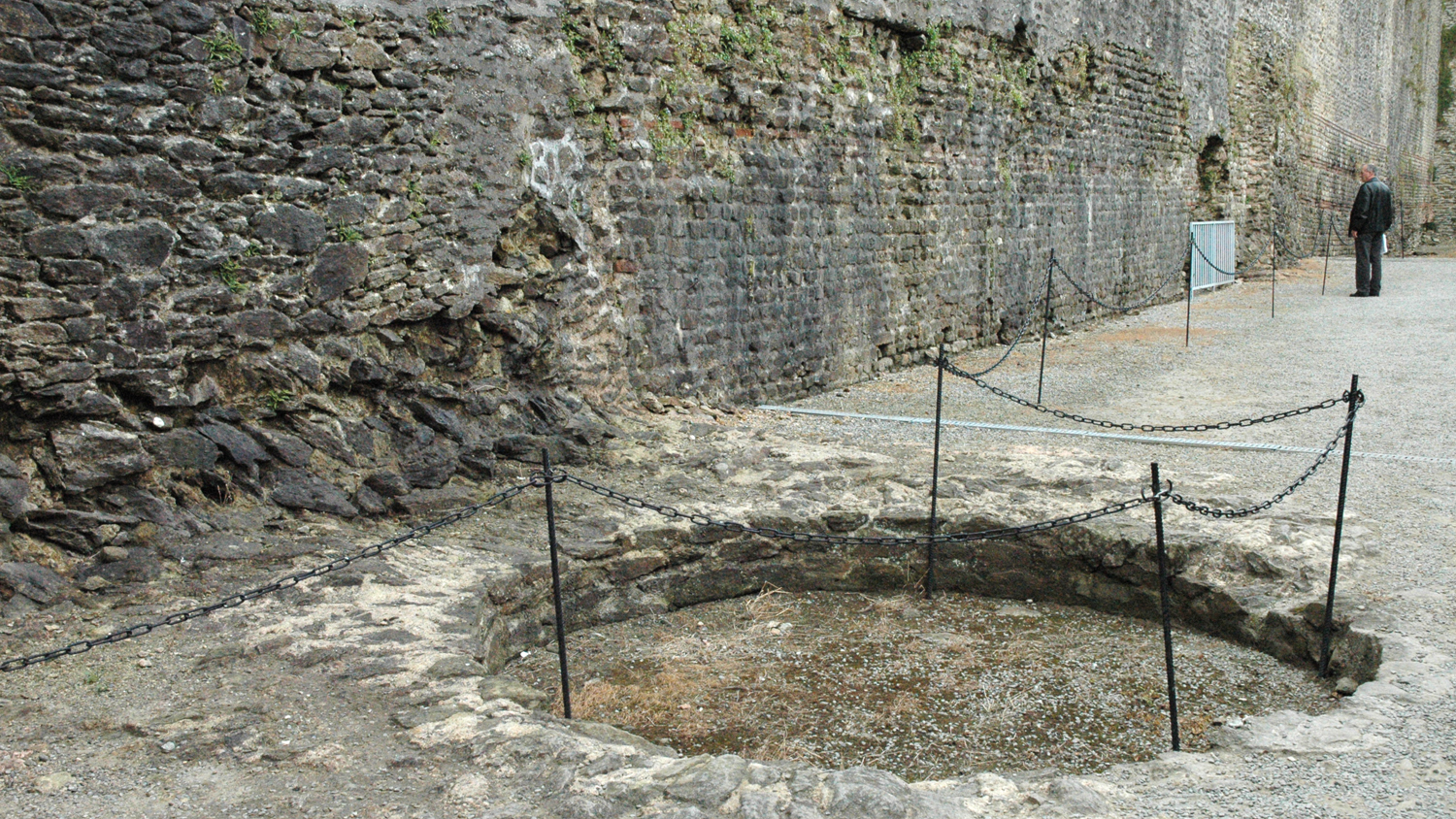
Les fondations d'une des tours romaines.
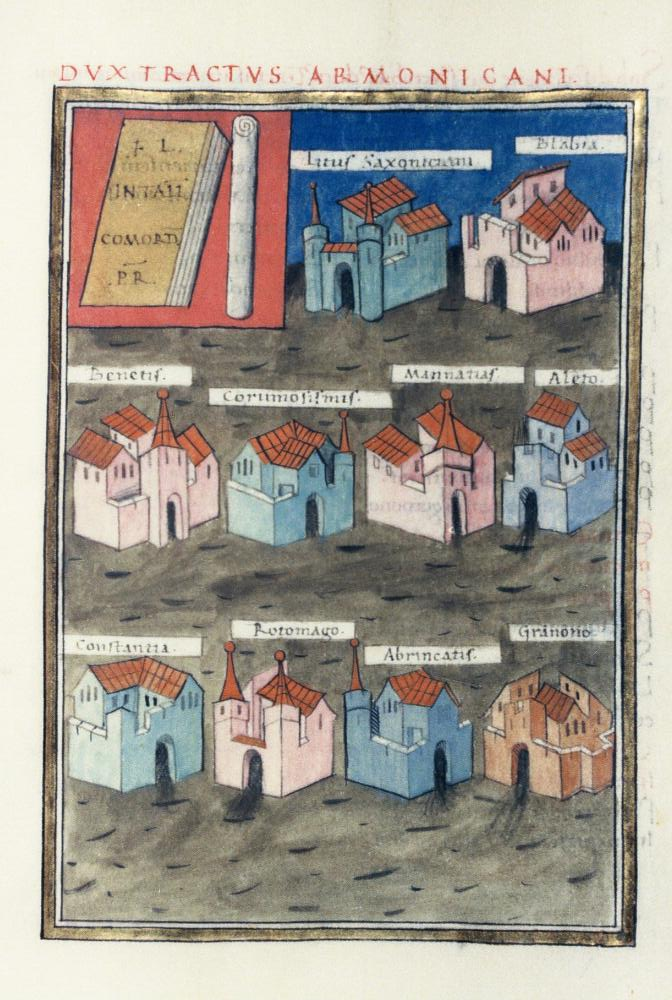
Notitia Dignitatum.
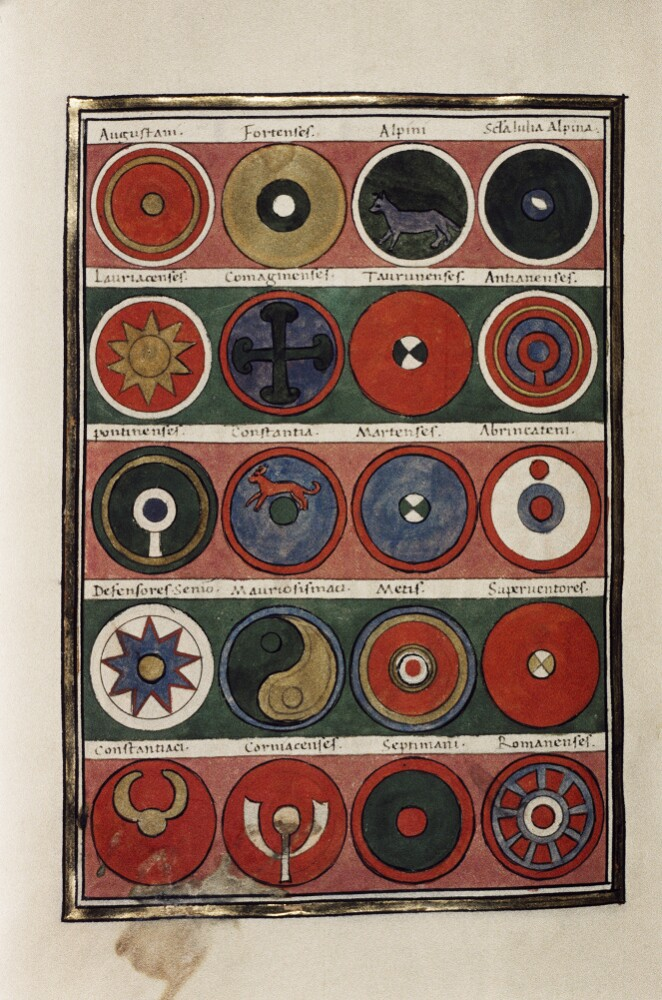
Bouclier Osismiaci.

### Le temps des légendes
Le pouvoir romain s'effritant le camp a dû être abandonné dans le courant du Ve siècle et jusqu'au XIe siècle, l'histoire du castellum de Brest est mal connue. On imagine qu'une place aussi forte n'a pas dû rester inoccupée longtemps. Un chef local, des nouveaux arrivants dans la région ou des moines fuyant des pillards l'ont probablement investie rapidement. En l’absence de documents historiques, il n'est possible de mentionner que des légendes :
IVe siècle
- d'après la légende de Saint-Rioc, d'Albert Le Grand, Breistok régnait à Gesocribate ou Brest en 350 ;
- Imbault ou Jubault, fils de Jugonus, roi de Tolente, commandait à Brest, pour les Romains, vers la fin du IVe siècle. Il était en train de faire reconstruire la forteresse, lorsque Conan Mériadec s'en empara ;
- Conan Mériadec dut achever la construction du château, entre 383, année de l'invasion de Maxime, et 388 ou 424, dates indéterminées de sa mort.

VIe siècle - 557, selon la légende de Saint-Budoc, Le Prince de Léon, le comte Even, tient sa cour à Brest, en 537, c'est pourquoi il était appelé Roi de Brest. Ce prince était le père de la belle Azénor, qui fera l’objet d’une légende qui, bien plus tard, fera qu’on donne son nom à l’une des tours du château.
VIIe siècle - Le prince Mélaire s'enferme dans le château de Brest pour échapper à la barbarie de son oncle Rivod ou Rivoal ; mais sa retraite ayant été découverte, il se sauve au château de Conomor, en Aginense, où il est massacré par les satellites de son oncle.
IXe siècle - La chronique de Nantes rapporte qu'en 856, Salomon, roi des Bretons, fut assassiné près du château de Brest : apud oppidum quod dicitur Bresta.

### Les comtes de Léon

Armes de la vicomté de Léon.

Une ville close s'est développée au sein de l'enceinte romaine appartient alors aux comtes du Léon. Le château est toujours une place forte.
Après les disparitions successives d'Alain le Grand et de Gourmaëlon, la Bretagne connait un regain d'attaques de la part des vikings. Ces derniers ne se contentent plus d'expéditions de pillages comme au IXe siècle mais cherchent à se substituer aux dynastes locales et à établir une principauté comme ils l'ont fait à la même époque en Irlande, en Angleterre et même à Rouen en 911. Nombre de Bretons sont contraints à l’exil. Les établissements religieux sont la première cible des pirates scandinaves et l'abbaye de Landévennec est détruite en 913. Le château ne bénéficie pas de la politique de reconstruction qui suit les victoires d'Alain Barbetorte sur les Normands établis en Basse-Loire (936-940). La cité semble particulièrement délaissée. On la nomme Brest sur Chevrette, du nom de la rivière, La Penfeld, qui coule à ses pieds. Le château reste néanmoins invaincu des Normands.
Vers 1065, le duc Conan II aurait ordonné la rénovation de la cité et du fossé qui l'entoure, ainsi que la construction de la chapelle « Notre Dame de Pitié » (ou « de la Trinité » détruite en 1819) à l’intérieur de l’enceinte. Selon Albert le Grand, elle est plus ancienne puisqu'il rapporte qu'en 878 elle reçut le corps de Saint Hervé, qui y fut transporté de Lanhouarneau, pour éviter qu'il fût profané par les Normands.
L’an 1189, Richard Cœur de Lion, cherche à s'emparer de son jeune neveu Arthur Plantagenêt, futur duc de Bretagne en 1196. Pour le mettre en sécurité André de Vitré, le conduit au château de Brest. Le roi d’Angleterre envoie une armée de brigands, nommés les Cotereaux, avec ordre de ravager la seigneurie de Léon et de s'emparer du Baron de Vitré, en vain.
En 1240, le château passe aux mains du duc de Bretagne Jean Ier le Roux et devient un maillon essentiel du système défensif du duché. Hervé III, ruiné, cède la ville et le port contre cent livres de rente.
Durant cette période, on construit la tour César, peut-être sur les ruines d'une tour gallo-romaine. Elle bloque tout accès par l’éperon rocheux. On édifie un donjon à l'angle nord de l'enceinte. On bâtit également la tour Azénor et la courtine qui s’y adosse.

### Les ducs de Bretagne

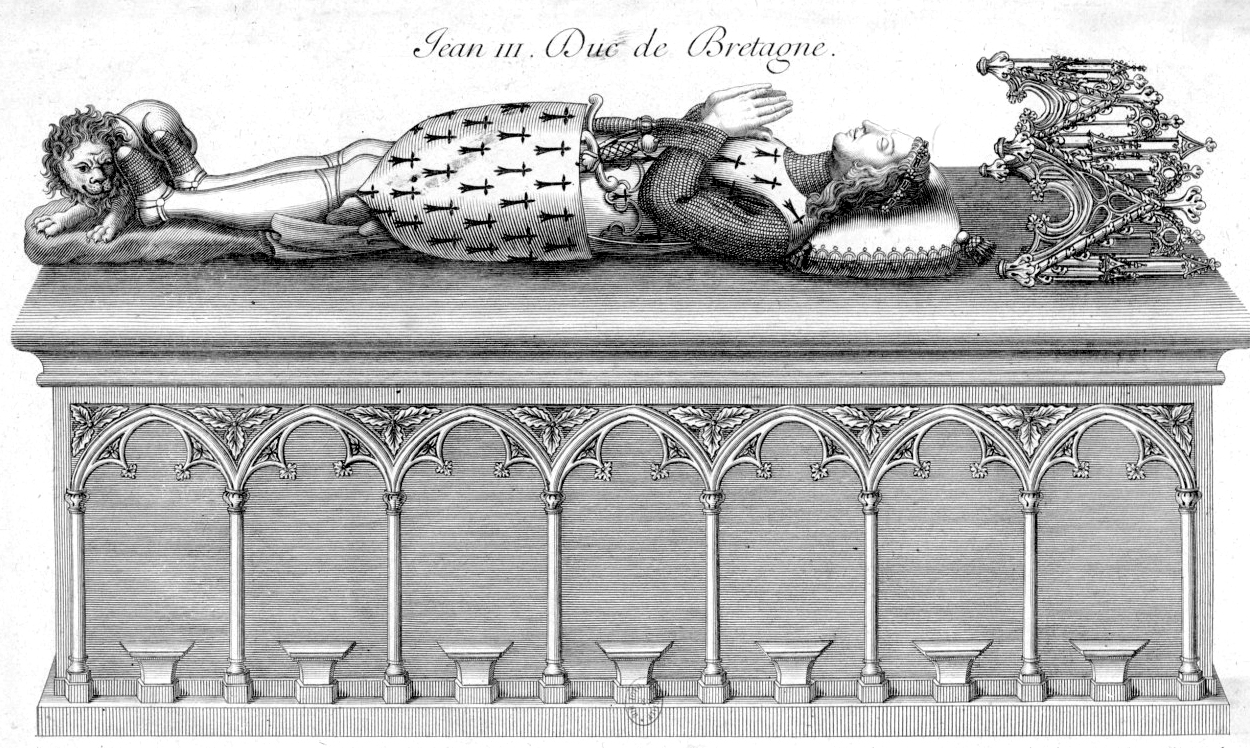
Gisant de duc de Bretagne.

Le bourg s'étend et sort du château. Les deux bourgs primitifs se situent, l'un du côté de Recouvrance (rive droite de la Penfeld) au pied de la tour Tanguy actuelle ; et l'autre plus vaste et clos devant le château (rive gauche).
La mort sans héritier direct du duc de Bretagne Jean IIIle 30 avril 1341 ouvre la guerre de succession. Jean, comte de Montfort, demi-frère de Jean III de Bretagne, époux de Jeanne de Flandre, dispute le duché de Bretagne à Jeanne de Penthièvre épouse de Charles de Blois. La France et l'Angleterre sont, quant à elles, en conflit depuis 1337.
Sans attendre que ses prétentions soient validées, Jean de Monfort s'empare de Nantes et de plusieurs villes avant d'accourir vers Brest, accompagné d'Hervé VII de Léon. La prise de Brest lui est indispensable pour éviter que la place devienne un refuge pour ses ennemis. Elle lui offre aussi un point d’entrée en Bretagne pour d'éventuelles troupes alliées. Pour prendre le château il s’assure d’une large supériorité numérique et de puissants engins de siège pour battre en brèche les murailles. L’assaut dure plusieurs jours. Le capitaine de la place se nomme Garnier de Clisson. Il meurt lors d’une contre-attaque, piégé hors des murs, herse baissée. Les défenseurs capitulent sous condition d’avoir la vie sauve. Après cela, le château ne sera plus jamais pris par la force.
On remet en état les ouvrages malmenés et améliore encore les défenses. La garnison est placée sous les ordres de Tanguy du Chastel. Il édifiera la première enceinte de Brest.
En juillet, Jean de Montfort embarque pour l'Angleterre et rencontre Édouard III qui lui promet une aide militaire et l'investit du comté de Richmond. De retour en France, il tombe entre les mains de son rival qui tient de son oncle Philippe VI de Valois. Le 7 septembre, la cour des pairs admet que Charles de Blois prête foi et hommage pour le duché. En fin d’année, Jean de Montfort est emprisonné au Louvre. Jeanne de Flandre, son épouse, se met à l’abri des remparts. Elle dépêche un émissaire auprès d’Édouard III pour passer alliance en mettant à sa disposition les places bretonnes qui lui seront utiles. Les Anglais s'installent donc au château en profitant des désordres politiques en août 1342. De fait, ils contrôlent la route maritime qu'empruntent leurs convois militaires et les flottes de commerce vers l'Aquitaine de 1342 à 1397. Guillaume de Bohun, comte de Northampton, occupe la place avec le titre de lieutenant général de Bretagne. Édouard III y débarque a son tour le 19 octobre à la tête de renforts. Le 20 novembre de cette année, il désigne un capitaine anglais, nommé Gatesden, pour devenir capitaine de Brest et gouverneur du comté de Léon.

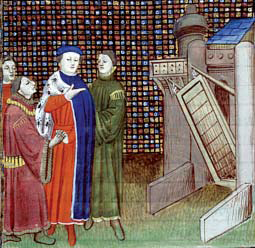
Le duc de Bretagne et ses conseillers, Chroniques de Jean Froissart.

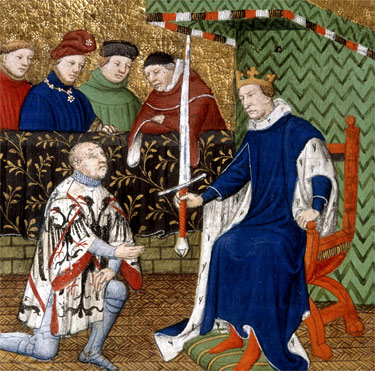
Du Guesclin est fait connétable par le roi.

À la mort de son père en 1345, Jean IV de Bretagne hérite de ses titres et poursuit la compétition pour le duché. Charles de Blois meurt le 29 septembre 1364 lors de la bataille d'Auray qui voit la victoire finale du parti anglo-breton sur le parti blésiste et la fin de la guerre de succession. Jean IV est reconnu par le traité de Guérande signé le 12 avril 1365 comme seul duc de Bretagne. Jean de Montfort rend hommage à Charles V. Dès lors, Édouard III n’a plus de raison de maintenir sa présence. Mais la place est trop importante pour la céder.
Montfort demeure dépendant financièrement de l’Angleterre, il y passe de nombreuses années en exil. Il doit confirmer à plusieurs capitaines et seigneurs anglais le contrôle de places fortes et de leurs environs (dont Brest). En butte à la défiance de sa noblesse qui lui reprochent la présence de ces troupes et de « rogues », seigneurs anglais, jusqu'à son entourage et son gouvernement, et à la révolte ouverte d'Olivier de Clisson, Bertrand du Guesclin et son cousin Olivier de Mauny. Charles V décide de le dispenser de participer à la lutte dans laquelle il se lance contre Édouard III. Mais Montfort fait double jeu et passe un traité le 21 février 1372 pour ouvrir ses terres aux troupes anglaises. La découverte fortuite du traité d'alliance, ainsi que l'annonce du débarquement à Saint-Malo de 4 000} mercenaires d'Outre-Manche donne le signal d'un soulèvement de la population que met à profit Charles V. Au printemps les seigneurs bretons s’emparent des principales places du duché, dénoncent leur suzerain et se rangent du côté du roi de France. Le connétable Bertrand Du Guesclin est chargé de chasser les Anglais. Jean IV, abandonné de tous, doit s'embarquer pour un nouvel exil en Angleterre le 28 avril 1373.
Le connétable va de victoire en victoire. Il reprend Concarneau et se présente finalement en juin devant le château. Le commandement en est assuré par sir John de Neville sous l’autorité du lieutenant général Robert Knowles. Robert Kermoulès et Fenville, fameux capitaines anglais, défendent la place. Du Guesclin, après trois semaines de siège convient d’une trêve de six semaines le 6 juillet. Au-delà de cette durée, Kermoulès promit de livrer Brest aux assiégeants si aucun secours ne parvient aux défenseurs et à condition que la place ne puisse être ravitaillée. Le connétable laisse le commandement à Olivier de Clisson pour rejoindre le duc d’Anjou au siège du château de Derval. Clisson profite de la trêve pour enlever le fort du Conquet. Le 2 août, la flotte anglaise de Salisbury débarque vivres et renforts qui rendent le château définitivement imprenable. On lui confie la défense de Brest.
Le roi de France confie l'administration du duché à son frère le duc Louis d'Anjou avec le titre de « lieutenant général ». Dès le mois d'août Charles V interroge le parlement de Paris sur l'opportunité d'annexer le duché à la couronne. Toutefois jusqu'en 1378 l'administration reste nominalement sous la responsabilité du duc d'Anjou mais de facto sous le contrôle d'Olivier de Clisson et du vicomte de Rohan. De son côté, Jean IV participe à la grande chevauchée menée en France par Jean de Gand entre Calais et Bordeaux qui se termine en fiasco.
Le traité de Bruges du 27 juin 1375 qui signe l’armistice entre la France et l’Angleterre inclut également la Bretagne. Officiellement Brest est rendue à Jean de Montfort, mais la ville demeure sous tutelle anglaise. Montfort est contraint de rejoindre l’Angleterre en septembre.
L'échec des Anglais devant Saint-Malo en 1378 compromet encore l'avenir de Jean IV de plus en plus dépendant du roi d'Angleterre. En prévision du traité qui allait le rendre maître de Brest, le roi d'Angleterre, Richard II, fait, le 16 mars, un envoi important de munitions de guerre et autres objets, pour la défense et le ravitaillement. Dans cet envoi se trouvent quatre canons. Il s’agit de la première artillerie du château. Elle n’emploie alors que des boulets de pierre. Le château est à cette époque considéré comme l’une des places les plus fortes, du duché, mais aussi de France. Les Anglais s’attachent donc à le garder en leur possession. Froissart le désigne comme le plus fort château du monde. Pour obtenir l’aide du roi d'Angleterre, Jean passe un nouveau traité le 5 avril. Il se trouve dans l’obligation d’échanger avec Richard II, son château de Brest avec celui de Rising, situé en Angleterre, dans le comté de Norfolk, à la condition qu'il lui soit rendu à la paix. Il s'ensuit un renforcement de la garnison par des troupes conduites par le comte de Buckingham, le 15 juin, cependant que les troupes du roi, commandées par le vicomte de Rohan, les sires de Laval, de Clisson et de Beaumanoir attaquent le château, sans succès.
Charles V le cite devant le Parlement et la Cour de Paris pour crime de lèse-majesté et à la suite de son refus de comparaître il fait prononcer sa déchéance et la confiscation du duché le 18 décembre 1378 à titre de sanction contre son vassal, pour le rattacher au domaine royal, comme l'avait fait Philippe Auguste à l'encontre des Plantagenêts. Sa reprise en main fut très brutale et rapidement l'ensemble de la population s'oppose à l'annexion. La décision royale méconnaît de plus totalement les droits de la famille de Penthièvre reconnus par le traité de Guérande en 1365. Une ligue se constitue en avril 1379 elle comprend Jeanne de Penthièvre, le vicomte de Rohan Jean Ier de Rohan, le sire de Beaumanoir. Une députation est envoyée à Londres pour réclamer le retour de Jean IV.
Jean IV saisit l'occasion qui se présente, débarque avec des troupes anglaises à Dinard le 3 août 1379 dans un climat d'allégresse et reprend le contrôle du duché. Une trêve est signée avec la France dès le 14 octobre. Les Anglais prennent quatre places fortes maritimes et dix châteaux, places fortes stratégiques, pour garantir la dette contractée par Jean IV pour cette reconquête de son duché. En avril 1380 les représentants des États inquiets de la présence anglaise envoient une supplique au roi afin qu'il accorde son pardon au duc et lui permette de conserver son héritage.

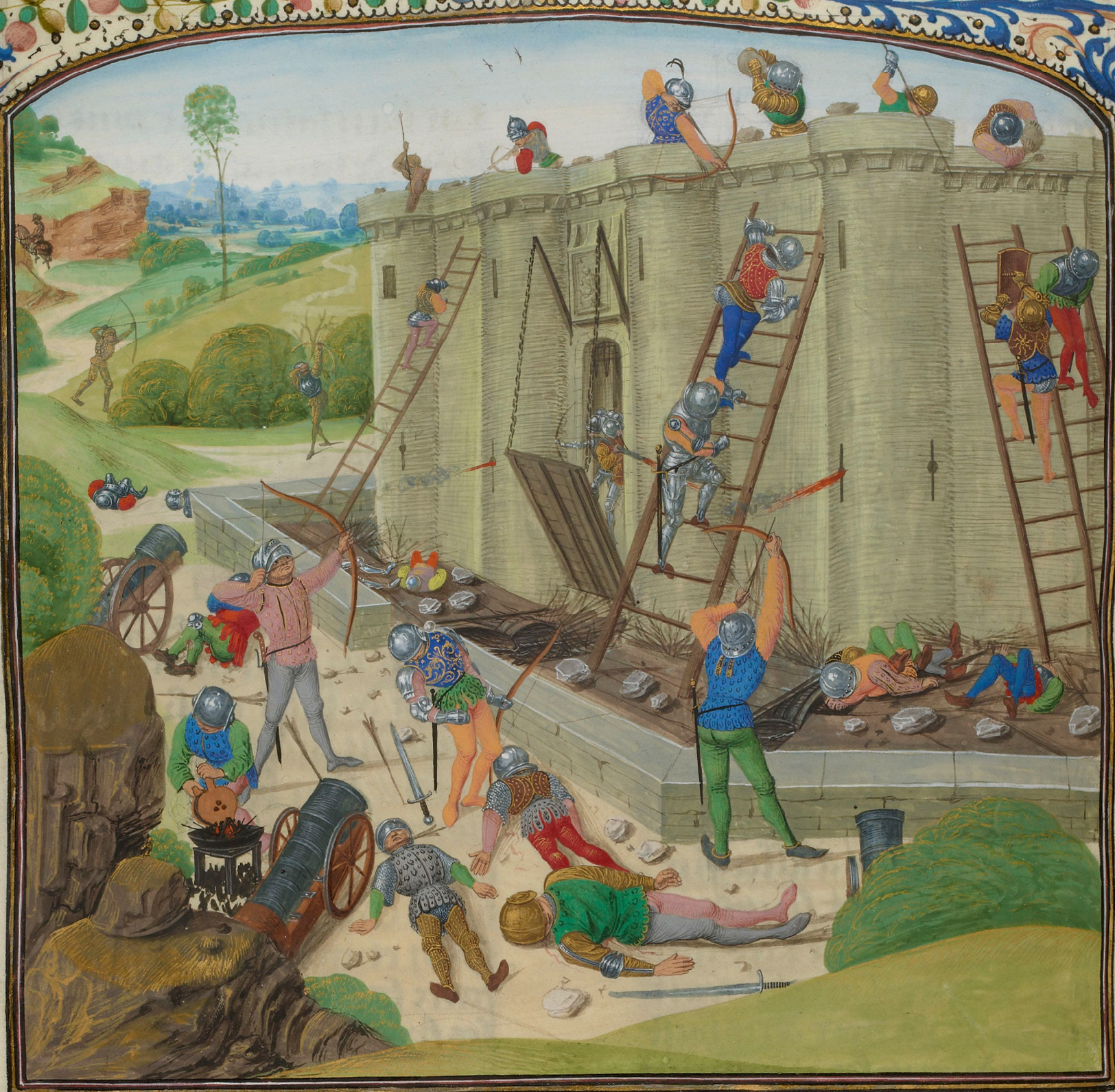
Le siège de Brest en 1386.

Une alliance franco-bretonne voit le jour en 1381. Le duc de Bretagne demande en vain la restitution de son bien. Irrité par la mauvaise foi de son parent anglais il fait le siège de la ville en 1386. Olivier de Clisson, se joint à lui pour le compte de Charles VI. Sachant l’assaut direct impossible ils font élever deux forts pour faire blocus. Les deux forts, l’un en bois et l'autre en pierres, sont attaqués et renversés par les Anglais. L'attaque se renouvelle l’année suivante. Pour empêcher des secours par la mer, on construit un fort de bois sur des bateaux que l’on place au milieu du goulet et à l'entrée de la rade. Pour soutenir ce fort on en élève en pierres sur chaque rive. Mais le capitaine anglais Henri de Percy, ruine le fort de bois et s'empare des deux autres. Entre 1387 et 1392, de grands travaux sont exécutés au château par Jean Roche, capitaine anglais, qui commandait à Brest.
En 1385, 10 000 livres sont engagés pour la réparation de quatre tours et d'une partie de la muraille qu'une violente tempête a dévastée.
La paix se dessine entre le royaume de France et celui d’Angleterre par la signature d’une trêve entre Charles VI et Richard II. C’est finalement le 28 mars 1397, que le duc de Bretagne récupère son bien. Jean Périou, sieur de Mesguéant, devient capitaine et la bannière d’hermine de Bretagne flotte de nouveau au-dessus de la forteresse. Jean IV qui dira « n’est pas sire de Bretagne qui n’est pas sire de Brest » n'occupe son château que deux ans, il meurt le 2 novembre 1399.
La ville se développe très lentement. Le château accroît son périmètre vers l'ouest. La défense de l'entrée est renforcée par un châtelet. En fonction des techniques de l’époque on peut imaginer qu’on ajoute un chemin de ronde en bois et des toitures aux tours.

### Le château des ducs

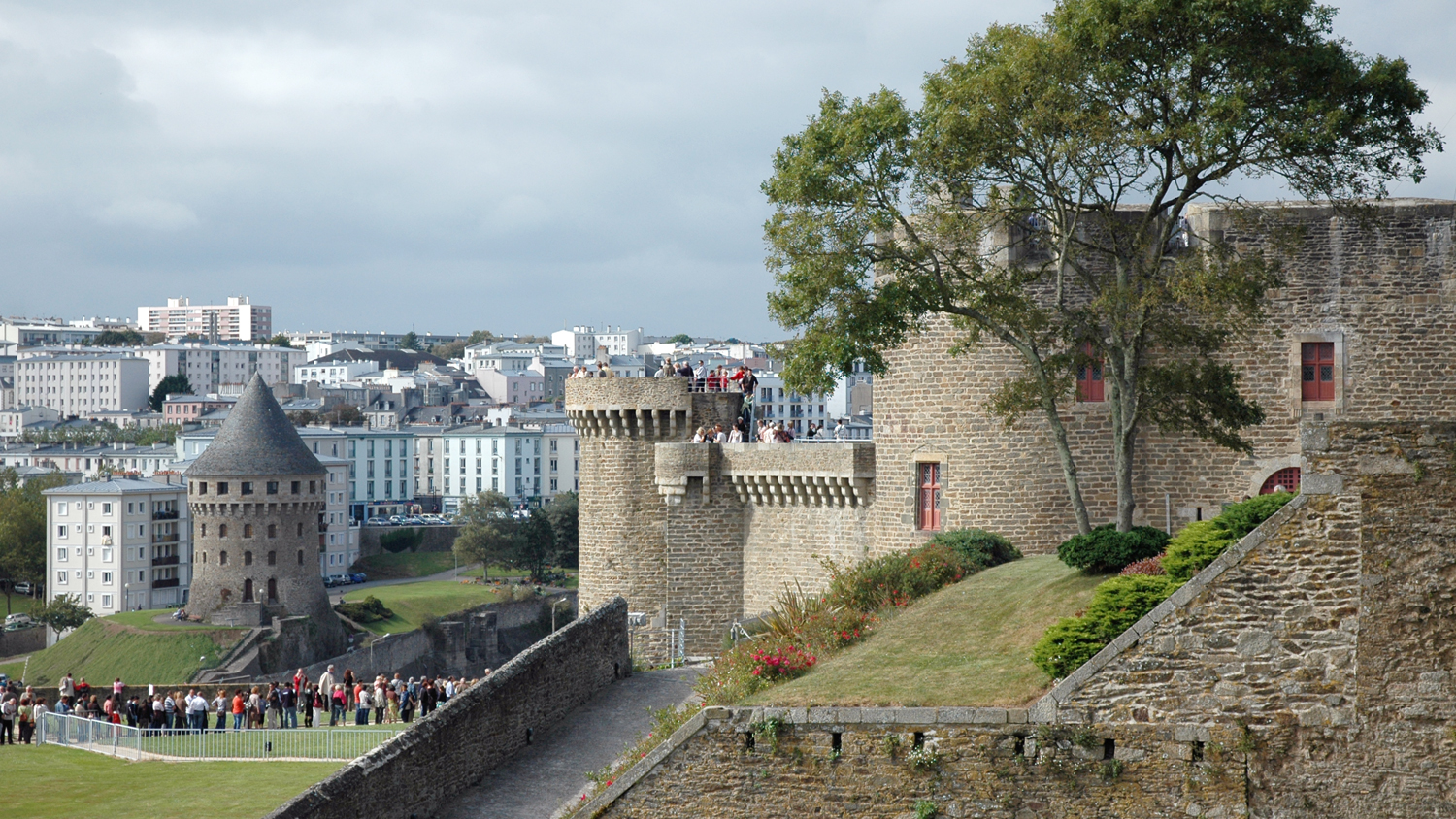
Le donjon.

La guerre reprend en 1403. Jean V est à son tour pris dans guerre entre la France et l'Angleterre. C'est à cette époque que naît véritablement, à l'ombre de son château fort, la ville et le port de Brest. Les deux rivages font tour à tour l’objet d’attaques. En 1405, ancien capitaine du château, le comte de Huntingdon, brûle la flotte du comte de la Marche qui mouille en Penfeld. Jean V marche sur Brest, à la tête de 2 200 hommes, le maréchal de Rieux avec 700 hommes d'armes le rejoint ainsi que Tanguy du Châtel avec des paysans, armés de fourches et de faux. Exacerbés par les exactions commises par les Anglais, Huntingdon et sa troupe se font tailler en pièces. L'amiral de Bretagne, Jean de Penhoat, appareille de Roscoff et conclut la bataille en détruisant et prenant 40 navires et 2 000 hommes.
Les Anglais sont repoussés une nouvelle fois en 1453 par la garnison de Jean de Quélennec, vicomte du Faou et amiral de Bretagne. En représailles Crozon est pillée et brûlée.
Le XVe siècle est celui de grands travaux d’adaptation aux nouvelles armes et du développement des ouvrages défensifs. Les commandants du château (le comte de Languévez, 1405 - Éon Phelips, 1407 - Tanguy de Kermorvan, 1424) le restaurent et le mettent à l'épreuve des pièces de siège. Comme dans les autres villes fortifiées de l’époque, le duc édifie une résidence fortifiée afin de rendre le séjour à Brest plus agréable et plus sûr. C’est ainsi que s’ajoutent la tour Duchesse Anne, la tour Nord et la tour Azénor qui abritent cellier, cuisine, salles, logements ainsi qu'une chapelle. L’ensemble des tours sont reliées par des courtines et forment le véritable château seigneurial de la ville close. En 1424 on ajoute la tour de la Madeleine.
Le château connaît une période de trente-huit ans sans travaux. Ceux-ci reprennent en 1462, dès les premières années du règne de François II. Un ravelin en avant de la porte principale vient en défendre l’accès. À cette époque, Guyon de Quélennec, vicomte du Faou, conseiller et chambellan du duc et amiral de Bretagne commande la ville, le château et la forteresse de Brest. En 1464, débute l’édification les tours Paradis, un logis-porte, qui fait portail.

### Au temps de la duchesse Anne de Bretagne
Charles VIII concrétise ses visées sur le duché de Bretagne par la prise de Guingamp, le 10 janvier 1489, par le vicomte de Rohan et ses troupes. La duchesse Anne, inquiète pour Brest, ordonne au sire de Kérousy l’acheminement de renfort. Mais le château ouvre ses portes au vicomte de Rohan, sans doute aidé par la trahison du capitaine de la place.
Comme ses prédécesseurs, Anne fait alliance avec l’Angleterre en remettant Concarneau et Brest à Henri VII. La nouvelle coalition anglo-bretonne, aligne vingt-deux vaisseaux pour bloquer Brest par la mer et engage une forte armée pour tenir le siège ainsi qu’une bonne artillerie. Mais le maréchal de Rieux et l'Amiral Bizien de Kérousy doivent renoncer devant les moyens mis à la disposition du commandant de Guillaume Carreau pour défendre Brest. Une escadre française, conduite par l'amiral de Graville et renforcée par les Malouins de Jean de Porcon, met en fuite la flotte anglo-bretonne et ravitaille les assiégés. Rieux, harcelé par les Français, n’a d’autre choix que d’abandonner.
En signe de souveraineté, Charles VIII ordonne de placer, l'écusson de France au-dessus de la porte du ravelin. Le mariage d'Anne de Bretagne avec Charles VIII, le 6 décembre 1491, puis avec Louis XII, le 17 janvier 1499, fait définitivement entrer le château de Brest dans le giron de la France.

### La visite d'Anne de Bretagne, reine de France

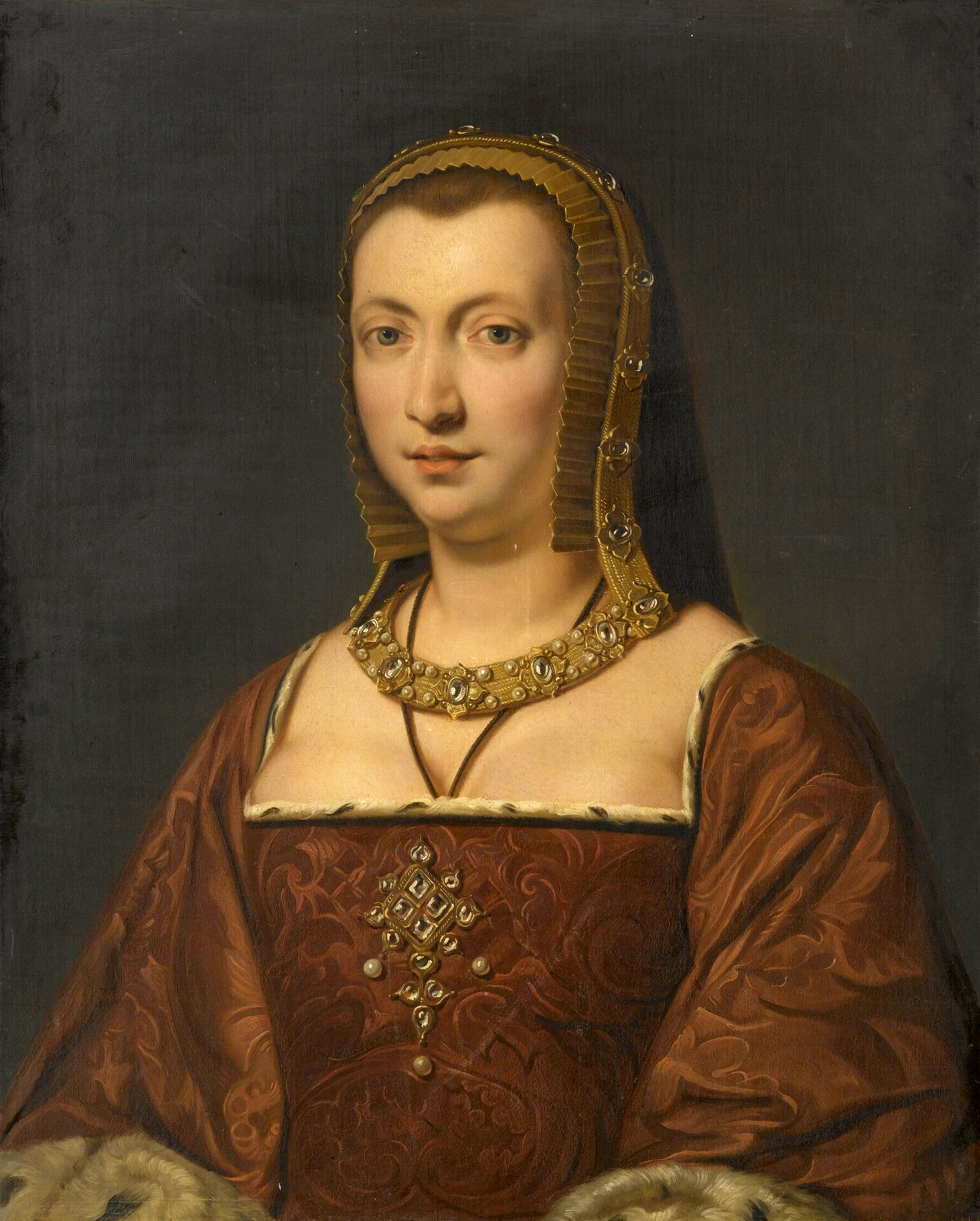
Anne de Bretagne par Luigi Rubio.

Au mois d'avril 1505, le roi est gravement malade. La reine Anne décide d’effectuer au mois d’août un pèlerinage pour demander la guérison du roi Louis. Le cortège quitte Blois pour la Bretagne. Son écuyer Gilles de Texue l’accompagne ainsi que princes et seigneurs de France, barons et gentilshommes bretons. Anne entreprend le Tro Breizh, pieux pèlerinage des Bretons, qui fait le tour de la Bretagne. Il conduit les pèlerins jusqu’aux sept cathédrales consacrées aux Saints fondateurs. C'est aussi l'occasion d'un véritable voyage d'inspection. Le cortège passe, de ville en ville, de château en château : Nantes, Vannes, Hennebont, Quimper, Locronan.
« Elle fut tant honorablement reçue que ce fut un merveilleux triomphe », rapporte Jean d’Auton dans ses chroniques de Louis XII.
« suivant le bord de la mer, jusqu'à Notre-Dame-du-Folgoët, et estoit chose miraculeuse de veoir par les champs, chemins et boys si grant multitude d'hommes femmes et petits enfants qui accourayent pour veoir leur dame et maistresse ».
Arrivée au Folgoët, terme de son pèlerinage, le 19 août 1505, Anne manifeste le souhait de rallier Brest. Elle désire contempler le puissant château que son père François II a embelli et modernisé — les tours du Moyen Âge sont alors adaptées à l'artillerie —, ainsi que la grande nef Marie La Cordelière, l'un des plus grands navires de guerre de l'époque.
À la fin du mois d'août, l'imposante suite de la reine se présente au portail du château. Les cloches de l'église de la Trinité, la chapelle du château, sonnent la bienvenue à leur souveraine. Elle délaisse sa litière de voyage pour sa monture blanche. Escortée de nombreux gentilshommes chevauchant à ses côtés, entourée des dames d'atours, suivie des valets et piqueurs, elle franchit le pont-levis du premier fossé entourant le ravelin. Cet ouvrage triangulaire qui commande le grand portail, est à l'époque, connu sous les noms de moineau ou cornichon. Couronné de mâchicoulis, cet ouvrage recèle des casemates percées par des meurtrières. Sa porte ogivale s’orne de l'écusson de France entouré du cordon de Saint-Michel et surmonté d'une couronne ouverte fleurdelisée. Anne voit, sans doute en passant, ce symbole, venu seize ans plus tôt inscrire dans la pierre bretonne sa soumission à la France. Le cortège pénètre enfin dans le château par le pont-levis de la porte royale. Cette porte en plein cintre, fermée par une herse est doublée d'un guichet ogival. L'ensemble est couvert par les tours Paradis : deux tours semi-circulaires couronnées de mâchicoulis et coiffées de toitures en éteignoirs. À cette époque, les courtines qui se trouvent de part et d'autre sont encore flanquées de leurs tourelles gallo-romaines.
À l’intérieur des murs peu de constructions notables à part la chapelle de la Trinité dans laquelle la pieuse reine Anne ira se recueillir. La cité est surtout constituée de modestes habitations, la ville se développe jusqu'à s'étendre aux abords de l'enceinte (à la fin du XVe siècle, on recensera 260 habitations, soit environ quelque 1 300 habitants).
La reine et sa petite cour empruntent un chemin qui serpente au long d'un ravin au fond duquel se trouvent une fontaine et des lavoirs pour accéder à une poterne qui donne sur un ouvrage avancé nommé « fer à cheval ». À cette époque, il n’y a pas de quai. Cette construction est donc baignée par la mer. C’est de cet emplacement, qu’ils peuvent admirer La Cordelière. Remis à neuf à l'issue d’un carénage, La caraque amirale resplendit sous les murs du château. Le port n'abrite pas de flotte de guerre. Sa position excentrée par rapport aux grandes voies de commerce fait qu’il ne connaît qu'une faible activité. Mais la forteresse conserve son intérêt stratégique. Elle accueille environ 500 hommes et dispose de l'armement le plus important de Bretagne : cent armes à feu dont près de cinquante canons.
Quand la duchesse Anne y séjourne, le château n’est plus seulement une forteresse c’est aussi une résidence ducale moderne et spacieuse. On héberge les nobles visiteurs dans le donjon. C'est là que résident les ducs de Bretagne lors de leurs séjours à Brest. On y accède par un troisième pont qui franchit un fossé avant de parvenir au portail à l'architrave en arc brisé surbaissé, frappé du lion tenant l'écu de Bretagne. Mais la nombreuse suite est habituée à des demeures plus spacieuses. La tour du Midi, malgré la salle d'apparat et l'oratoire aux fenêtres gothiques, les cuisines seigneuriales et les vastes cheminées ne suffisent pas. La reine ne demeure donc pas longtemps à Brest.
En 1556 on établit la fortification avancée, comprise entre la porte et Porstrein, elle défend le front du château du côté de la mer.
Le 30 juillet 1558, 7 500 soldats Anglais débarquent sur la plage des Blancs-Sablons pour prendre Brest. Guillaume du Chastel mène une contre-attaque à la tête de 9 000 nobles et paysans. Les assaillants ont le temps d'incendier l'abbaye de Saint-Mathieu et de ravager Le Conquet et Plougonvelin avant d'être rejetés à la mer. Cet évènement convainc le gouverneur de la place, le duc d'Étampes, qu'il faut renforcer les défenses. Pour cela, il fait venir à Brest l'ingénieur Pietro Fredance en 1560, pour édifier un bastion qui enveloppe le donjon. Il faudra attendre trente-sept ans pour qu'il soit achevé.

### La ligue
« La populace cruelle, barbare et endiablée du venin de la ligue, c'estoit armée au nombre de quinze ou vingt mil, et incommodoient infiniment la ville et le chasteau de Brest, de laquelle monsieur de Chasteauneuf estoit gouverneur, qui estoit la seule place de la Basse-Bretagne qui tenoit pour le service du Roy » (Mémoires de Montmartin).

René de Rieux, seigneur de Sourdéac.

François de Carné de Rosampoul prend la capitainerie le 12 juin 1580 et se rallie à la Ligue. Mais il est peu apprécié de la population et doit céder rapidement le poste devant Guy de Rieux, seigneur de Châteauneuf. Ce lieutenant général du roi, se fait livrer la place grâce à ces relations dans la ville, à la fin de septembre 1589. La fidélité de Guy de Rieux conserve Brest au parti du roi protestant Henri IV. La situation étant suffisamment sûre à Brest, le nouveau gouverneur part l'année suivante au siège d’Hennebont. Ses armes ornent aujourd'hui la tour Duchesse Anne. Son frère René de Rieux, seigneur de Sourdéac, lui succède et mène, à son tour, des opérations vigoureuses contre la Ligue. Il achève le baston qui prendra son nom, fait édifier la tour du Donjon, les casernes appelées quartier de Plougastel et dresser autour de la ville une enceinte.
En 1592, le siège de la justice royale est transféré à Saint-Renan. En juin, 5 000 à 6 000 ligueurs investissent Recouvrance, pour tenter de faire tomber la citadelle. Appuyés par les Espagnols, ils assiègent en vain le château pendant cinq mois. La garnison repousse les assaillants et met en pièces les assiégeants. Pour prix de leur fidélité, les Brestois reçoivent le 31 décembre 1593 le droit de bourgeoisie.
Persuadés qu’un siège est voué à l’échec, les ligueurs décident au printemps suivant de bloquer l'accès de la rade. Ils comptent sur l'aide de leurs alliés espagnols présents en Bretagne depuis deux ans. Élisabeth d'Angleterre venant au secours d'Henri IV déploie 2 400 hommes dans le Léon. Sourdéac, qui n’est pas certain des intentions d’Élisabeth, refuse d'abriter une garnison anglaise égale à celle des Français et par là de respecter les termes du traité signé par le roi en garantie des sommes prêtées par l'Angleterre.
Douze vaisseaux espagnols débarquent au printemps 1594 à Camaret. Le colonel Juan d'Aguila fait débarquer les hommes et le matériel nécessaires à l'édification d'un important ouvrage fortifié. Construit sur la pointe des Espagnols par Cristobal de Rojas (es) et nommé « Castilla de Léon », il possède une position stratégique face aux côtes anglaises. Son but est également de se rendre maître du château de Brest en bloquant son accès maritime par le goulet en son point le plus étroit. Ses feux se croisant avec ceux d'une autre batterie à construire sur la rive nord du goulet doivent interdire tout ravitaillement de Brest par la mer.
L'armée royale avec à sa tête Jean, duc d´Aumont, maréchal de France, aidés de la flotte et de la troupe anglaise fait le siège du fort à partir de la mi-octobre. Il est solidement défendu par les 400 farouches Espagnols du capitaine Praxède. Malgré 3 000 Français, 2 000 Anglais, 300 arquebusiers à cheval et 400 gentilshommes, la place ne tombe que le 18 novembre 1594.

### La citadelle de Vauban

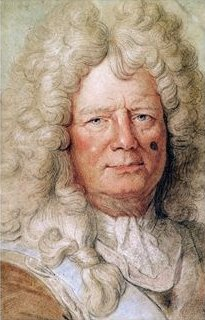
Sébastien de Vauban.

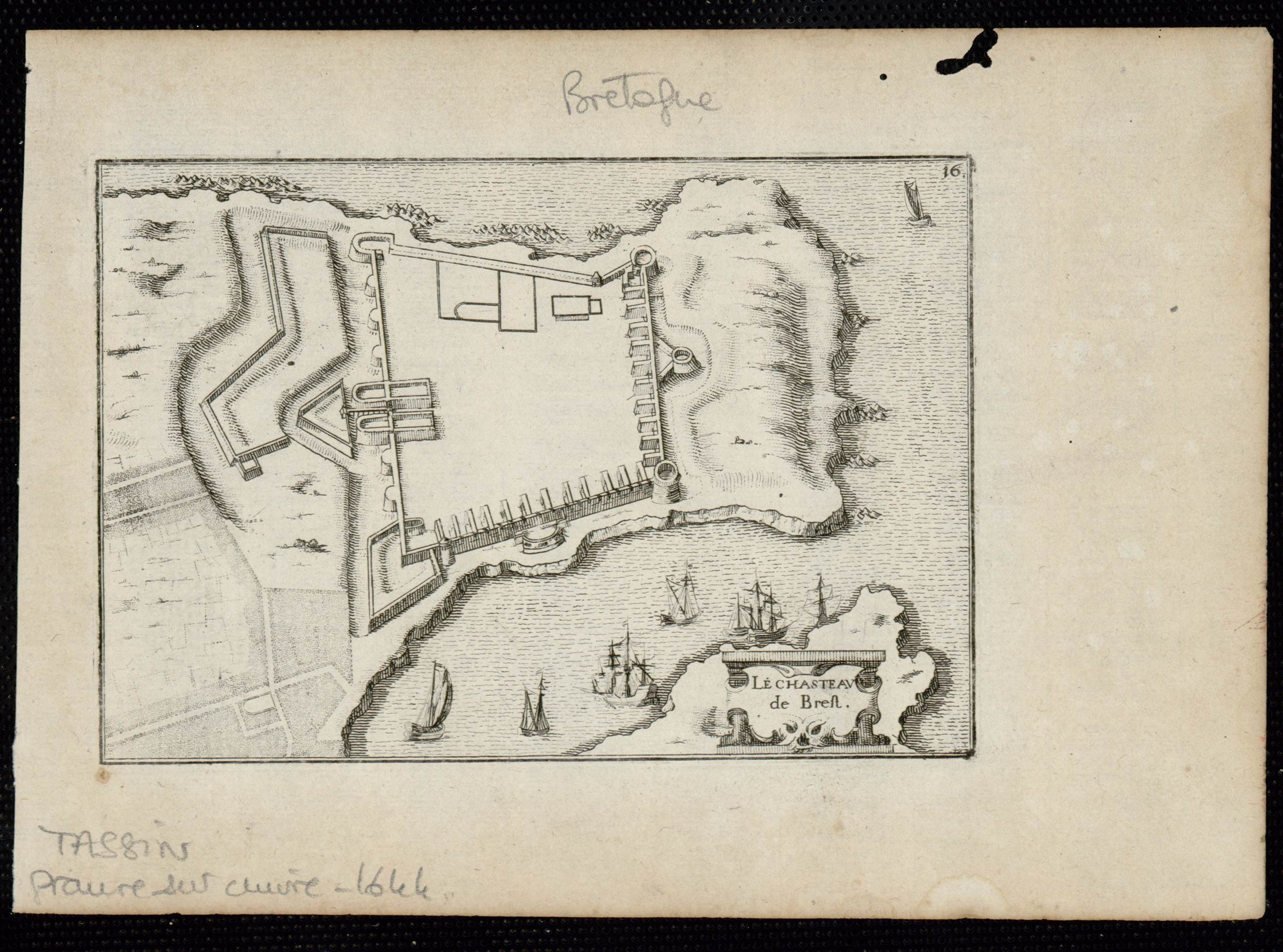
Plan cavalier de Tassin.

En 1631, le cardinal de Richelieu, désireux de doter la monarchie d’une marine puissante, fait entreprendre des travaux à Brest qui a sa faveur. C’est à cette époque qu'est né un véritable port de guerre.
« …Brest, le grand port militaire, la pensée de Richelieu, la main de Louis XIV ; fort, arsenal et bagne, canons et vaisseaux, armées et millions, la force de la France entassée au bout de la France… »
— Jules Michelet, Tableau de la France, 1833
Mais c’est Colbert, ministre en titre de la Marine, qui donne à Brest son véritable essor avec le développement, à partir de 1669 de l'arsenal. L’intendant Pierre Chertemps de Seuil est le responsable des premiers programmes de construction de l’arsenal entre 1670 et 1680. Renforcé et modernisé, le château défend désormais le premier port de la marine du roi. En 1680, la batterie neuve complète le château au sud-ouest pour assurer la défense de l'entrée du port. Au nord-est un imposant front bastionné « à la Vauban » protège les approches.
La population augmente alors nettement d’autant qu’elle s’est unie avec celle de Recouvrance en 1681. Le projet de Pierre Massiac de Sainte-Colombe trouve un début d'exécution cette année-là. Ce plan de modernisation de la défense de la ville, de son arsenal et de ses abords est repris et transformé par Vauban en mai 1683.
Vauban intervient donc, entre 1683 et 1695. Il fait détruire les dernières tours romaines et les toitures en poivrières du donjon. À cette époque, les défenses protègent efficacement le château d'une attaque directe par la mer. Mais la forteresse doit avant tout se protéger, d'un assaut terrestre après un débarquement éventuel de l’ennemi anglais sur la côte. Le château devient « citadelle » surveillant à la fois la ville, la campagne et le large.
Glacis, chemin couvert et demi-lunes prolongent la fortification du côté de la terre. Les parapets sont redessinés et dotés d'embrasures plongeantes. Pour constituer une vaste plate-forme adaptée à l'usage de l'artillerie, on relie par un nouveau bâtiment la tour Duchesse Anne et la tour Nord. Seules les tours Paradis conservent leur aspect médiéval. On élargit des courtines, tandis que la fausse braie renforce la muraille entre la tour Madeleine et les tours Paradis face aux tirs de canon. On aménage également des batteries à l’entrée du goulet (Camaret et Bertheaume). Après l’intervention de Vauban le château n’évoluera plus beaucoup.

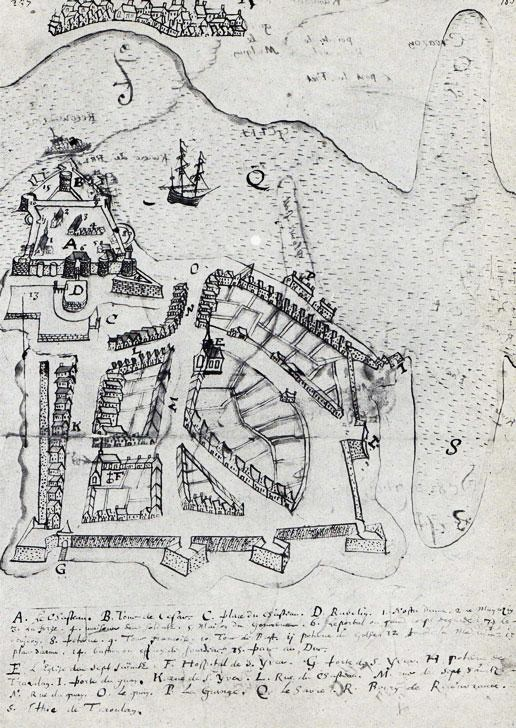
Brest, 1636.
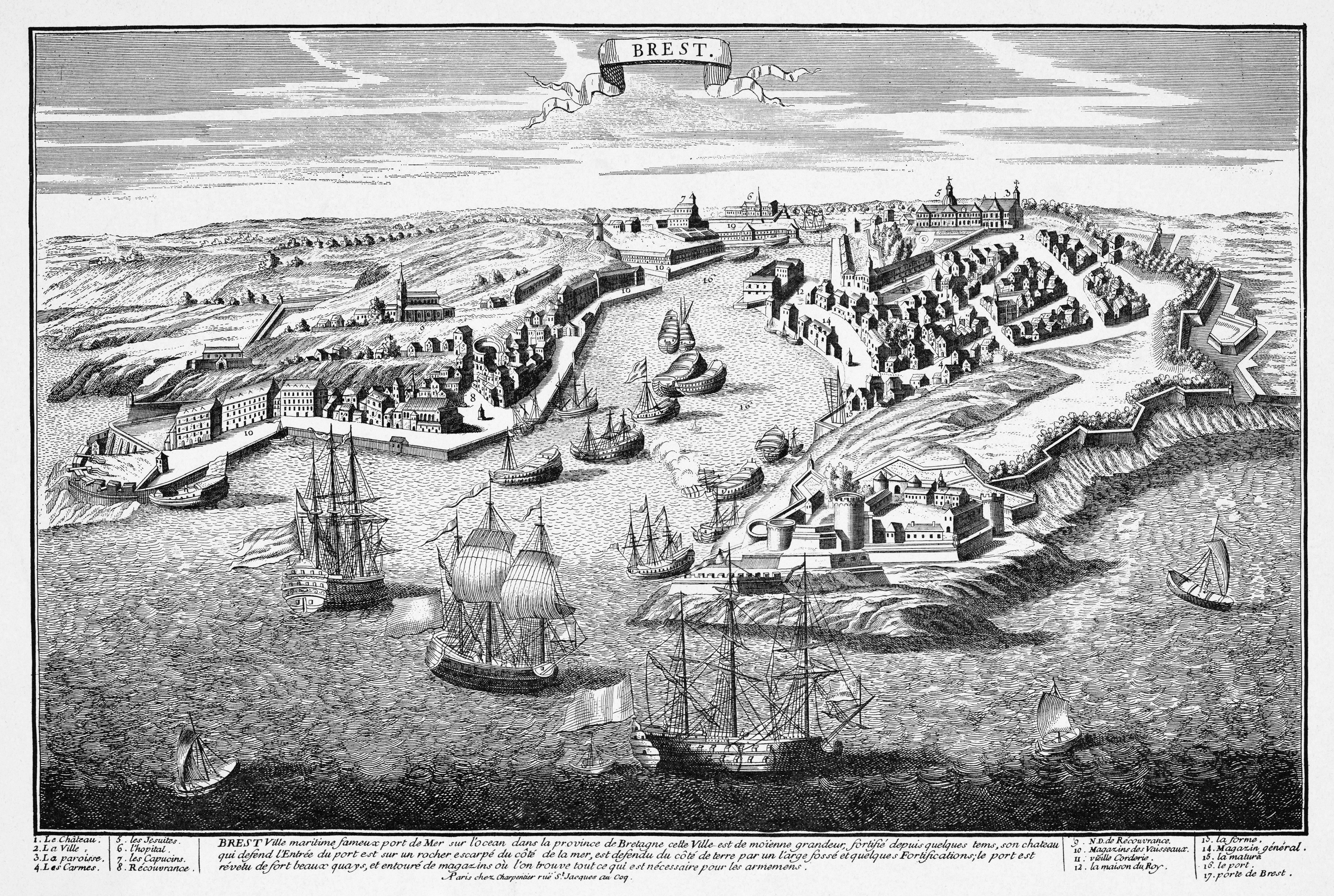
Vue cavalière par A. Aveline.
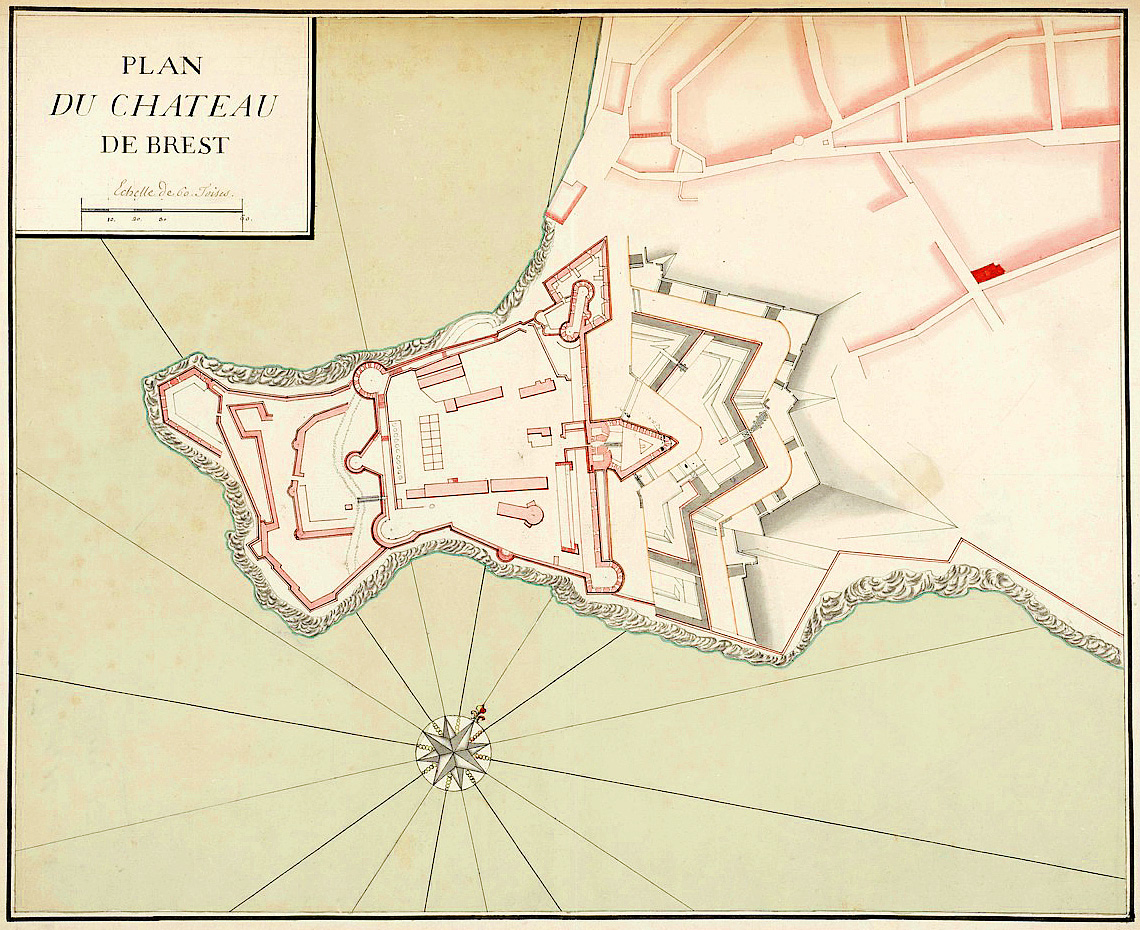
Plan du château en 1723.
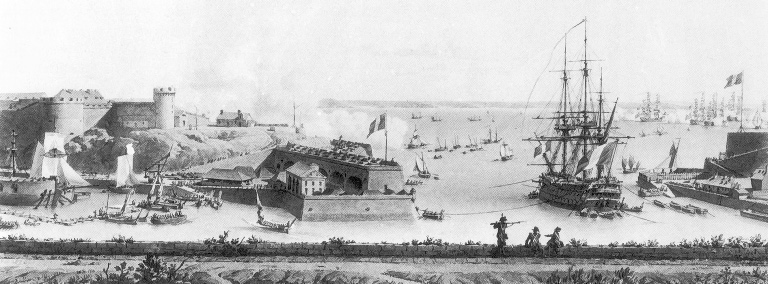
Pierre Ozanne (1737 - 1813). Le château et l'avant-port vus du rempart de Recouvrance.

### La statue deLouisXVI

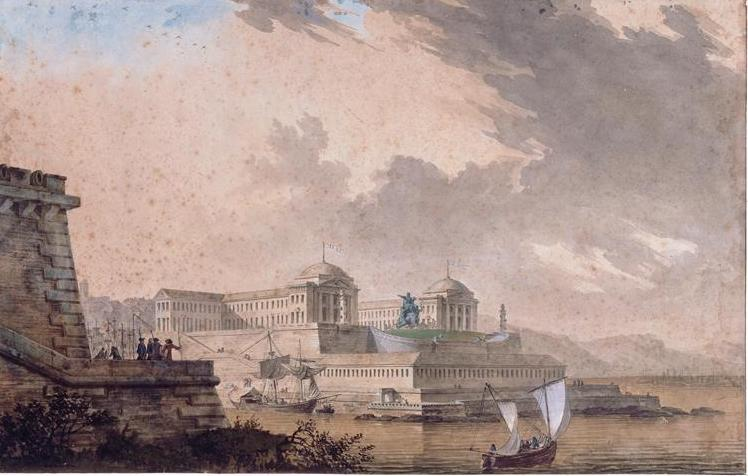
Projet de place à Brest par Jallier de Savault, 1784.

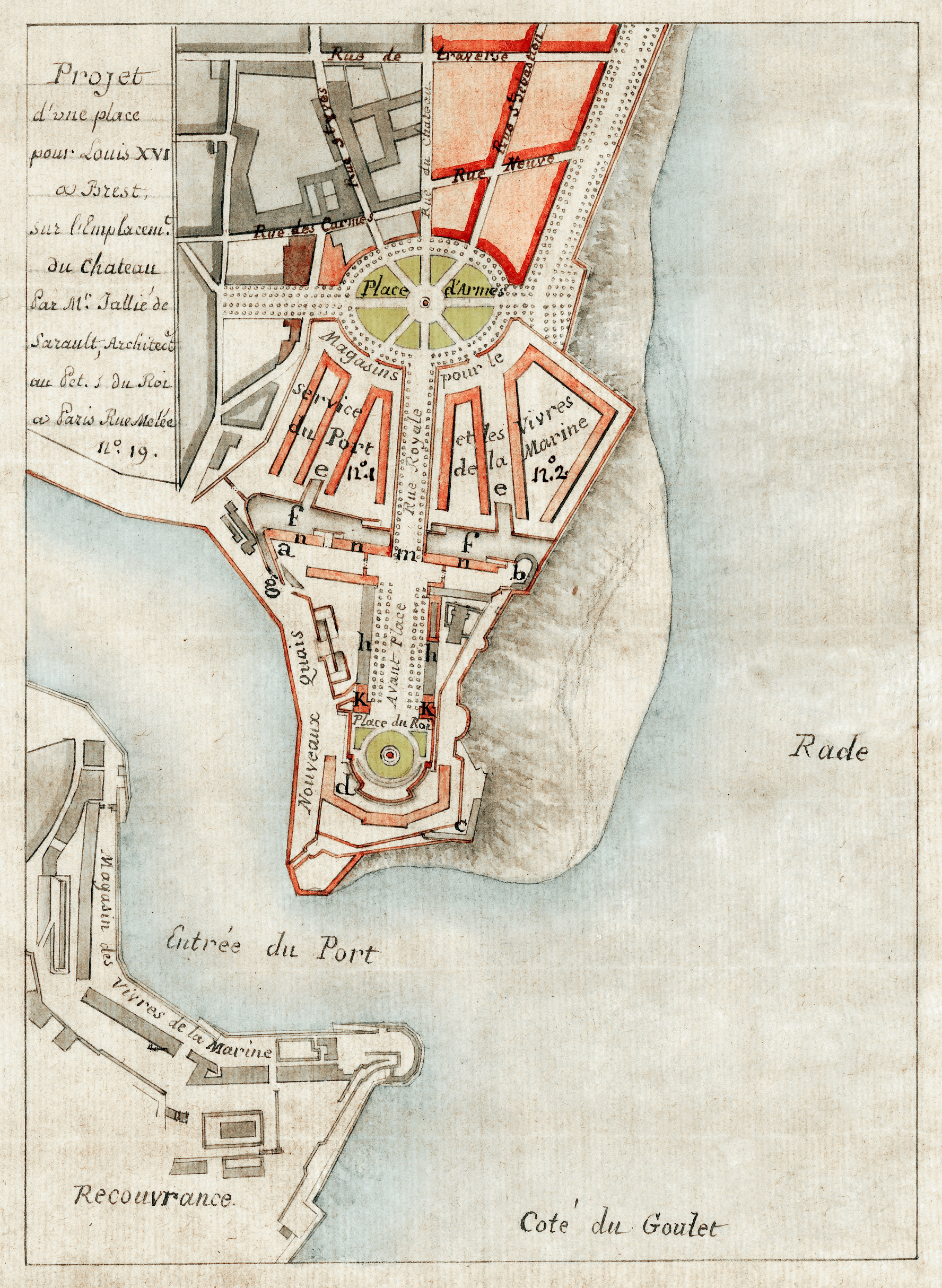
Plan du projet par Jallier de Savault.

En 1785, Louis XVI lance un grand projet de construction en lieu et place du château afin de marquer sa reconnaissance pour la ville. C’est le projet de Claude Jean-Baptiste Jallier de Savault qui est retenu. Il prévoit notamment d'ériger à l'endroit le plus majestueux de la ville une statue monumentale du souverain. Elle doit trôner à l'emplacement de la tour César.
« afin qu'aucun bâtiment, petit ou grand, ne pût entrer dans la rade, aucun mouvement se faire dans le port, aucun salut se donner ou se rendre, sans que le Roi les vît et y présidât en quelque sorte. »
— M. Jallier de Savault
Le projet comprend, au bas de la rue du château, une place d'armes de forme ovale, plantée d'arbres. Allant de cette place jusqu'à l'extrémité du Parc-au-Duc, la rue Royale, une large rue permet de se trouver face à la rade.
« le public verrait avec quelque émotion un monument à Louis XVI rendant les privilèges à la Bretagne et la liberté des mers, élevé sur les débris d'un édifice consacré à ce César qui l’ôta aux Romains et mit aux fers le monde entier. »
— M. Jallier de Savault
Ce projet manque de faire raser, sans regrets, le vénérable témoin de quatorze siècles d’histoire. Mais en avril 1788, le comte d'Hector, commandant la Marine déclare que le projet de M. Jallier de Savault est inconciliable avec les travaux que la Marine envisage sur le terrain du Parc-au-Duc. Les événements à venir n’auraient de toute façon pas permis l’aboutissement de ce plan.

### Le Fort-la-Loi

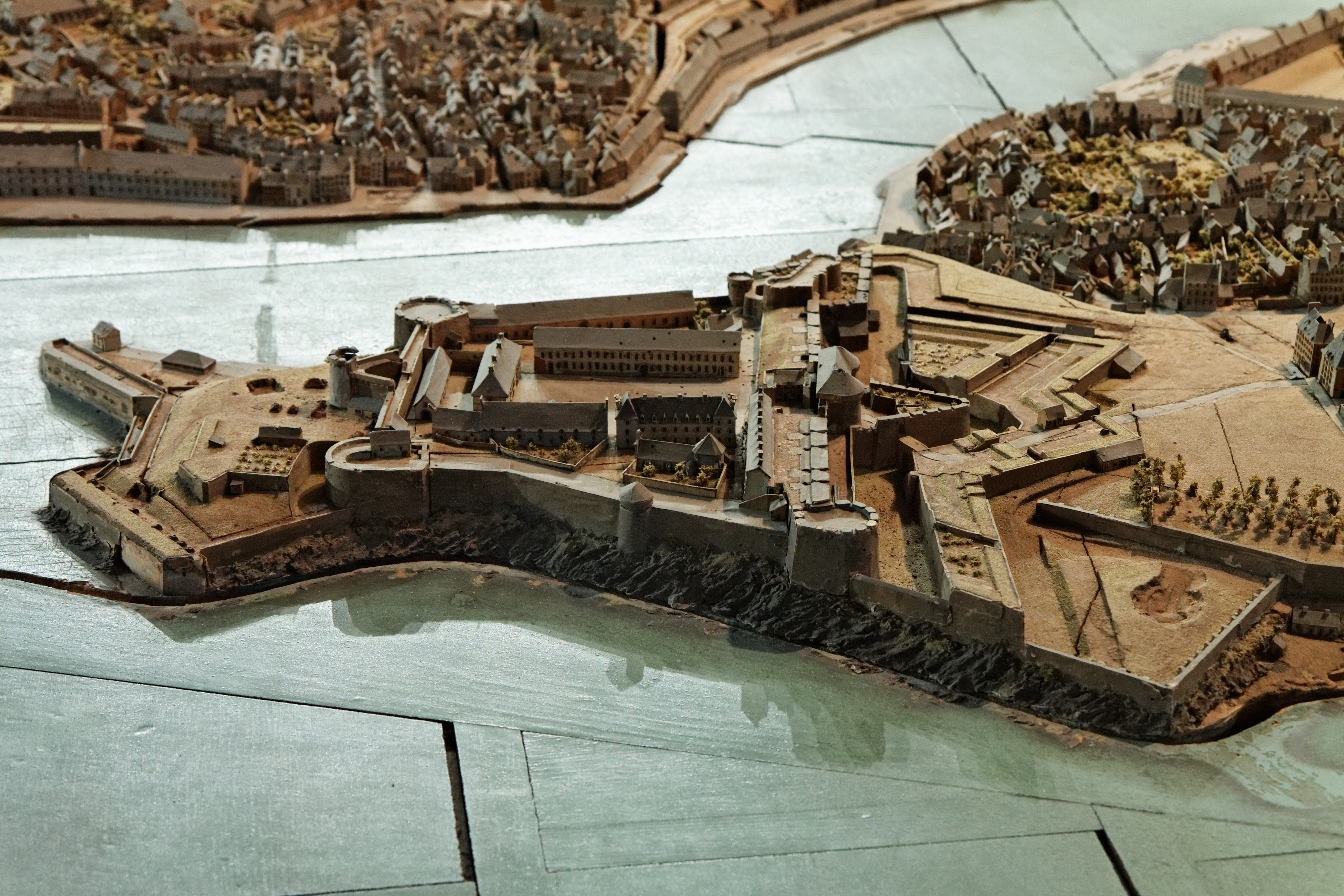
Le château, extrait du Plan-relief de 1811.

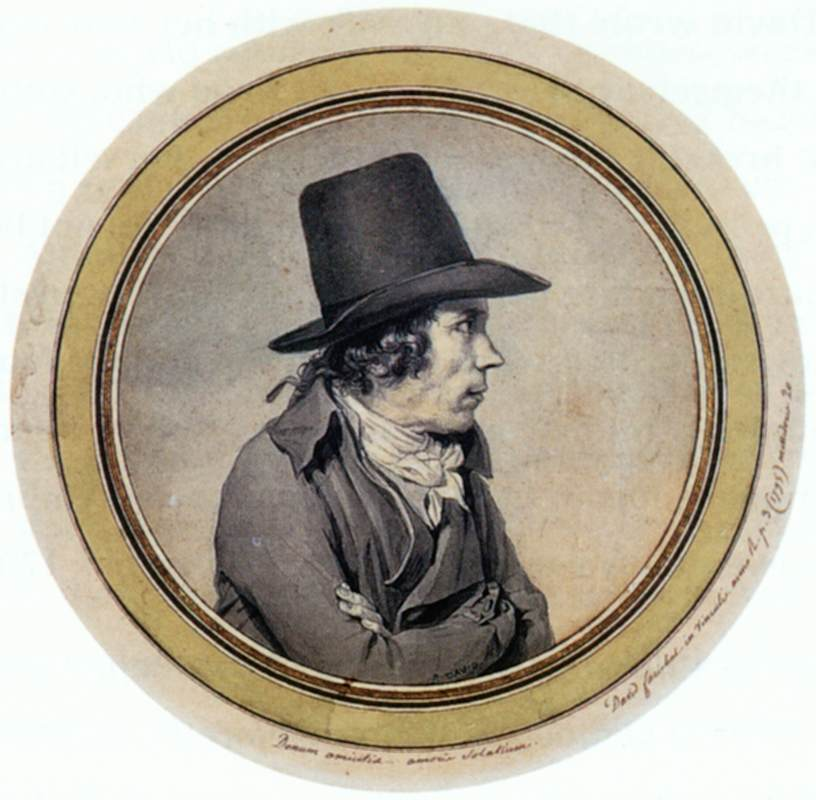
Jeanbon Saint-André par David.

La nouvelle de la prise de la Bastille arrive à Brest, dans la nuit du 19 au 20 juillet 1789. La ville craint la réaction des aristocrates du château. Mais quelques jours plus tard, le commandant militaire de la place, et la Marine, en la personne du comte d'Hector, se rendent à l'hôtel de ville faire allégeance au nouveau pouvoir. L’esplanade devant le château est baptisée le 14 juillet 1790 « Champ de la Fédération ».
Après l’enthousiasme des premiers mois de la Révolution la situation se dégrade. À partir de 1791, la production de l'arsenal est largement désorganisée, les équipages de la flotte se mutinent régulièrement et les officiers, d'origine noble émigrent massivement.
Avec la guerre qui éclate, les affrontements politiques qui n’en finissent plus et la nouvelle que Toulon est livrée aux Anglais, le moral est atteint. Face à la menace des armées étrangères et à celle des ennemis de l'intérieur, le château retrouve toute son utilité. Le « Champ de la Fédération » devient la « place du Triomphe du Peuple » et la vieille forteresse est rebaptisée Fort-la-Loi. Elle redevient une prison. On y enferme les ennemis de la République. Des centaines de personnes vont y connaître les rigueurs de l'emprisonnement. Parmi eux on trouve notamment l’officier de marine Kerguelen le découvreur des terres australes, mais aussi des prêtres réfractaires, des chouans comme Cadoudal, ou les suspects de sympathie avec les Girondins.
Puis vient l’époque de la Terreur. La guillotine s'installe en lieu et place de l'autel de la patrie, devant le château.
Jeanbon Saint-André, membre du Comité de salut public, a pour mission de réorganiser la Marine, fortement éprouvée par l'émigration des officiers, faire face à l'insubordination chronique des équipages. Il tente également de canaliser les excès de la Terreur et du Tribunal révolutionnaire qui s'est installé le 17 pluviôse an II (5 février 1794).
Le 3 prairial an II (22 mai 1794), en représailles de la fronde Girondine, 26 administrateurs du Finistère sont guillotinés sur la place du Triomphe du Peuple.
À la suppression du Tribunal révolutionnaire, il reste encore 361 prisonniers dans le Fort-la-Loi dont Kerguelen qui jure de son innocence et de sa fidélité à la République.

### Première Guerre mondiale
Le 19e régiment d'infanterie, caserné au château, est commandé en 1914 par le colonel Chapès. Au début de la guerre il est composé presque exclusivement d'éléments bretons. En 1914 il combat à Maissin, dans le Luxembourg et la Marne. En 1915 le régiment participe à la seconde bataille de Champagne et monte au chemin des Dames. Il est engagé à Verdun en 1916 et sera décoré de la Croix de guerre 1914-1918 avec quatre citations à l'ordre de l'armée.
Les troupes américaines débarquent à Brest avant de rejoindre le front. On met à leur disposition certains locaux à l’intérieur du château, en plus du camp de Pontanezen.

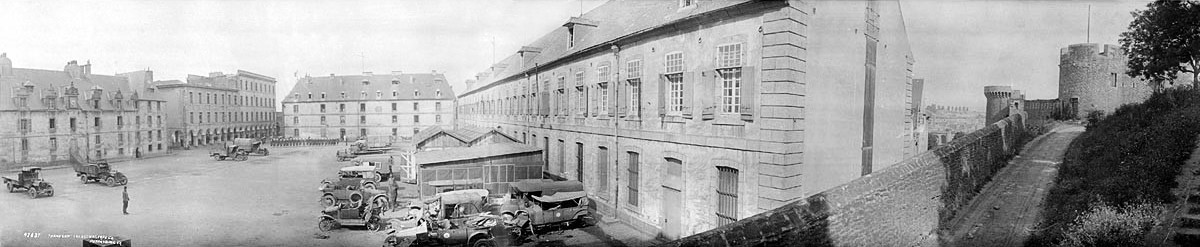
Photographie panoramique montrant le donjon et de la cour du château vers juin 1919.
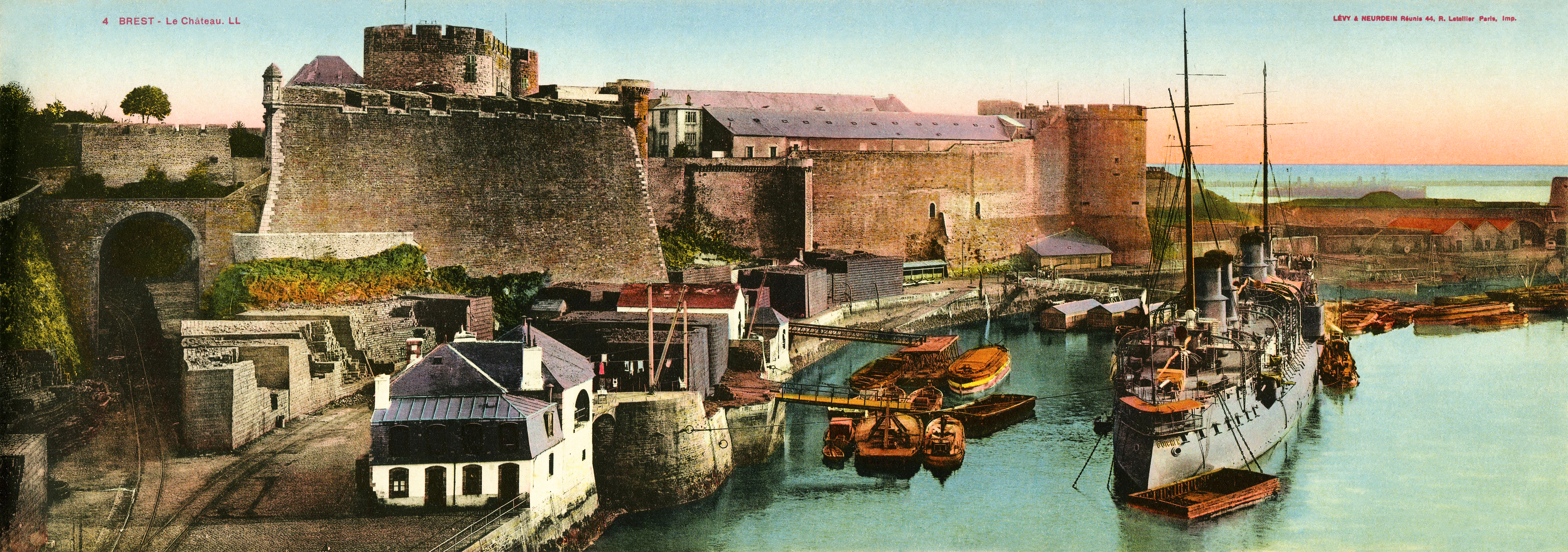
Vue panoramique du château et de l'arsenal en Penfeld.

### Seconde Guerre mondiale

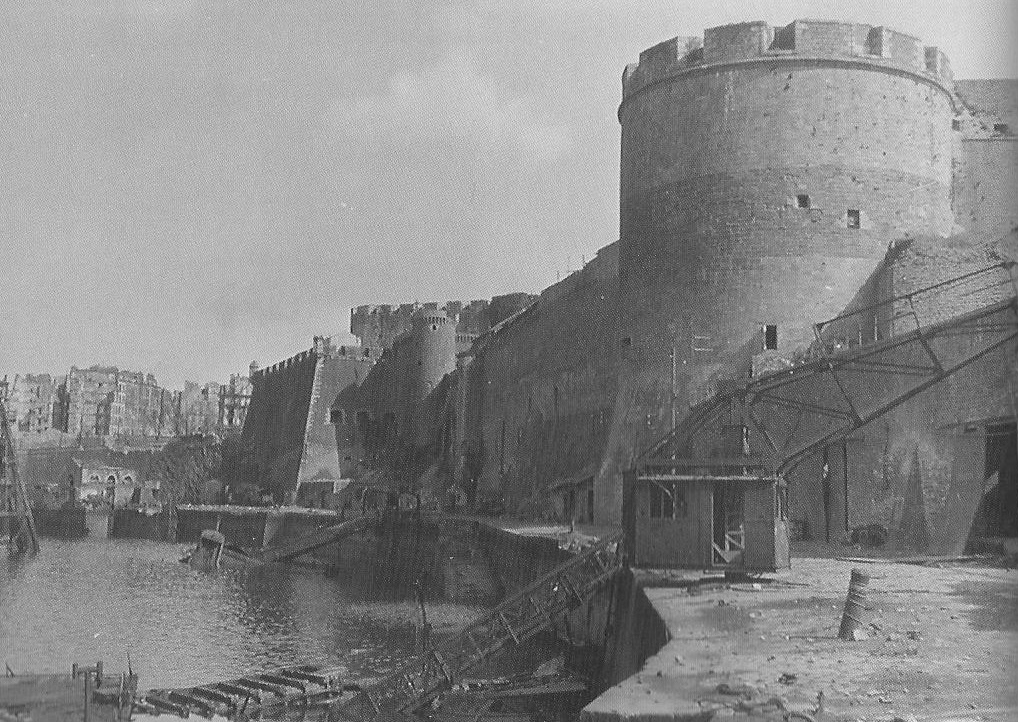
le château en 1944.

Brest tombe aux mains de l’armée allemande le 19 juin 1940. La citadelle est occupée. Les tours Paradis servent une nouvelle fois de prison. On y enferme des condamnés à la déportation. Depuis un terre-plein gagné sur la mer en 1931, les Allemands creusent des souterrains dans la falaise d’où on peut accéder au château.
Après la retraite des troupes allemandes, qui fait suite au débarquement la « Forteresse Brest » devient l’une des « poches » de résistance voulues par le Führer. Elle est commandée par le général Ramcke, de la 2e division parachutiste. En août 1944, les troupes alliées arrivent devant les remparts de Brest. La population civile est invitée à évacuer le 7 août. La place du château est particulièrement touchée le 14 août par les nombreux bombardements qui préparent l'assaut. Le 25 août, le général Ramcke rédige l'ordre du jour « Je compte que chaque parachutiste fera son devoir jusqu'au bout avec un zèle fanatique. La 1re division s'est immortalisée à Monte Cassino, la 2e va s'immortaliser à Brest ».
Le château est de nouveau touché par un bombardement le 2 septembre au début de l'après-midi. Le pont National est détruit le lendemain. Le drame de l'abri Sadi-Carnot survient dans la nuit du 8 au 9 septembre. Le siège de la ville dure quarante-trois jours. Brest tombe aux mains des troupes du général Middleton le 18 septembre. Après avoir refusé la capitulation, le général Ramcke part pour Crozon avec une poignée de fanatiques. Il finit par se rendre le 23 septembre.
Bien qu’ébranlé et portant les stigmates des combats, le château reste fermement établi sur son assise rocheuse. Les casernes bâties sur l’esplanade sont à terre et ne seront pas reconstruites.

### Le château d’aujourd’hui

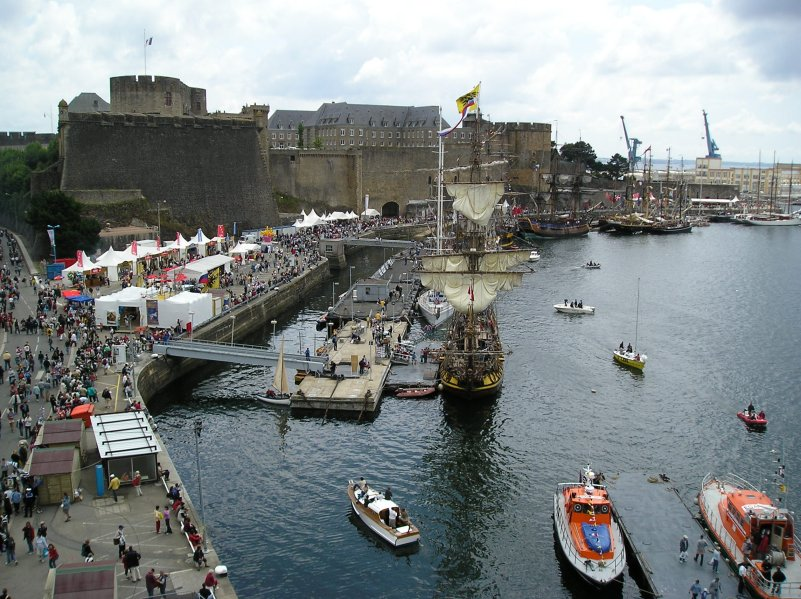
le château pendant la fête de Brest 2004.

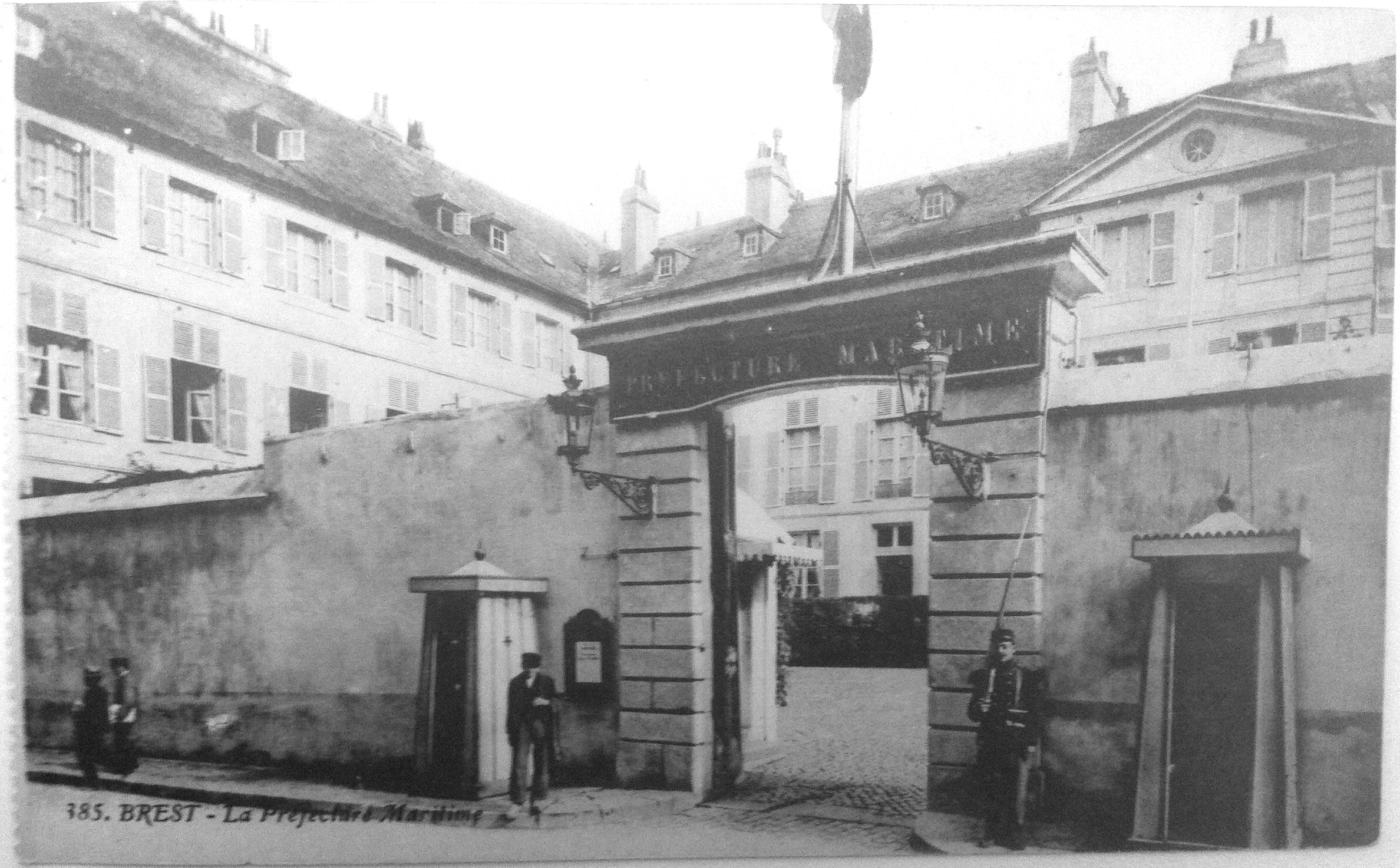
L’hôtel Saint-Pierre, ancienne préfecture maritime, rue de Siam.

Les derniers bâtiments sont cédés à la Marine nationale en 1945. La restauration de l’ensemble du château est entreprise. On y installe la préfecture maritime. Le siège du Commandement maritime était jusque-là hébergé dans l'hôtel Saint-Pierre. Un nouveau bâtiment central, dû aux architectes Niermans et Gutb, est édifié. La préfecture maritime de la deuxième région et le Commandement en Chef pour l'Atlantique s'y installe en 1953. La grande galerie conduisant à la salle du Conseil des Directeurs accueille les portraits des 150 prédécesseurs du préfet, depuis 1636.
La résidence du préfet maritime remplace le sémaphore sur le Parc au Duc qui lui-même est remplacé par la vigie construite au sommet de la tour César. Les souterrains creusés par les Allemands, abritent le commandement de la Marine nationale pour l’Atlantique et celui de la Force océanique stratégique.
Depuis 1955, le château accueille également les collections du musée national de la Marine. C’est en quelque sorte l’héritier de la salle de modèles de navires installée en 1826 au premier étage de l’atelier de sculptures de l’arsenal de Brest. Les collections évacuées à Morlaix pendant la seconde guerre mondiale, sont transférées en 1958 dans les tours Paradis. Une extension du musée dans le donjon est réalisée en 1985. Seuls le musée et les remparts se visitent.
Le 29 juin 2011, les restes de l'inconnu de Vanikoro ont été inhumés dans l'enceinte militaire du château de Brest.

## Architecture de l’édifice

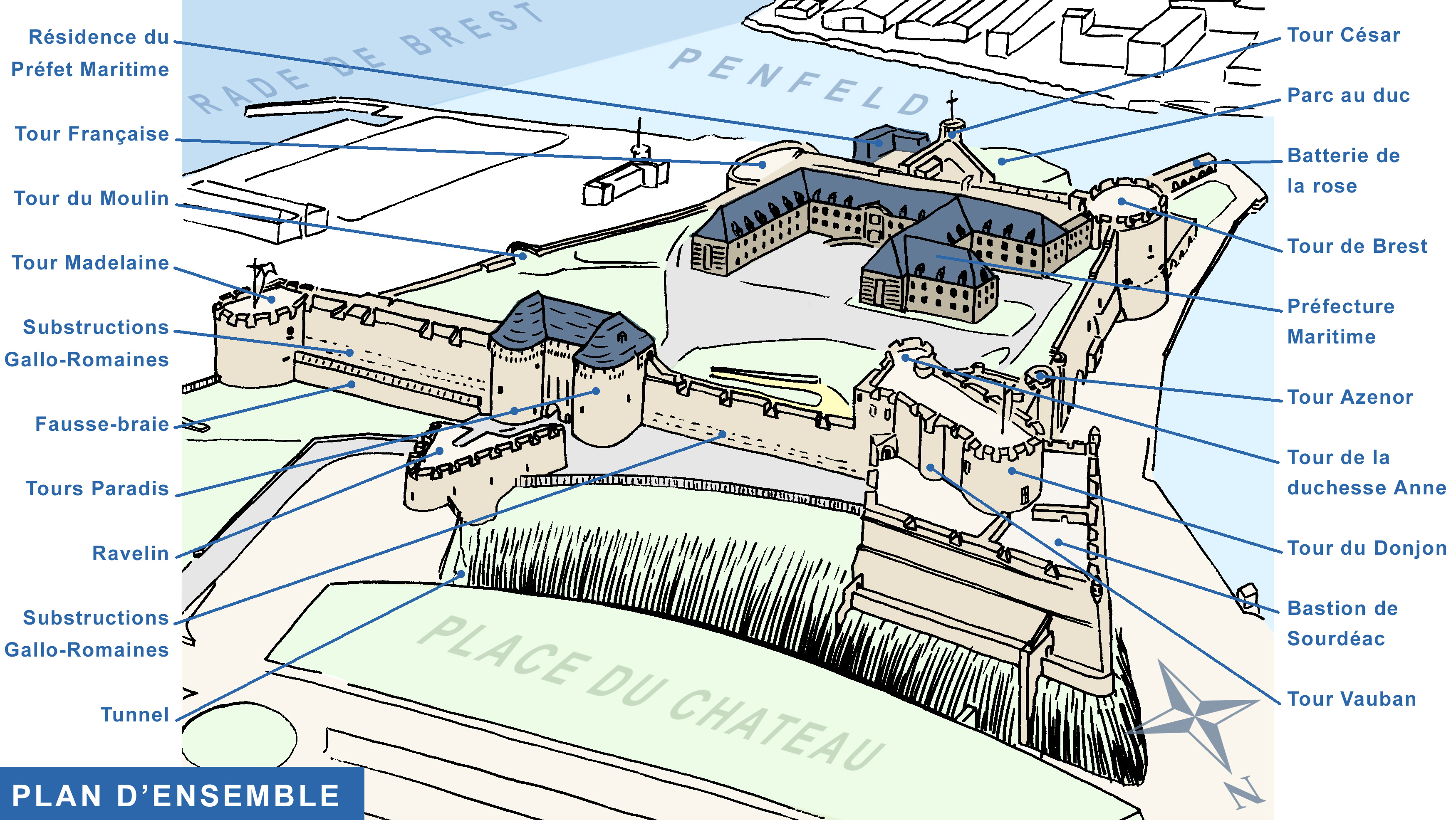
Vue cavalière du château de Brest.

### Tour César -XIIIe
La tour César qui date du XIIIe siècle a peut-être été érigée sur les ruines d’une tour gallo-romaine, d’où le nom qui lui est resté. Elle se dresse en avant de la façade sud-ouest à laquelle elle se rattache par deux courtines qui forment un réduit. Une poterne avec pont-levis permettait d’y accéder de l’extérieur du château. Bien que murée, cette poterne est visible depuis le jardin de la résidence du Préfet maritime. La tour surplombe un enclos fortifié, qui deviendra plus tard batterie côtière, appelé Parc-au-duc.
Elle fit successivement office de prison, puis de magasin, avant d’abriter la vigie sémaphorique qui contrôle des mouvements du port. La vigie est désarmée en 1987 et remplacée par celle du Portzic. La chambre sémaphorique disparait lors de sa rénovation et une toiture est refaite au-dessus de l'escalier.

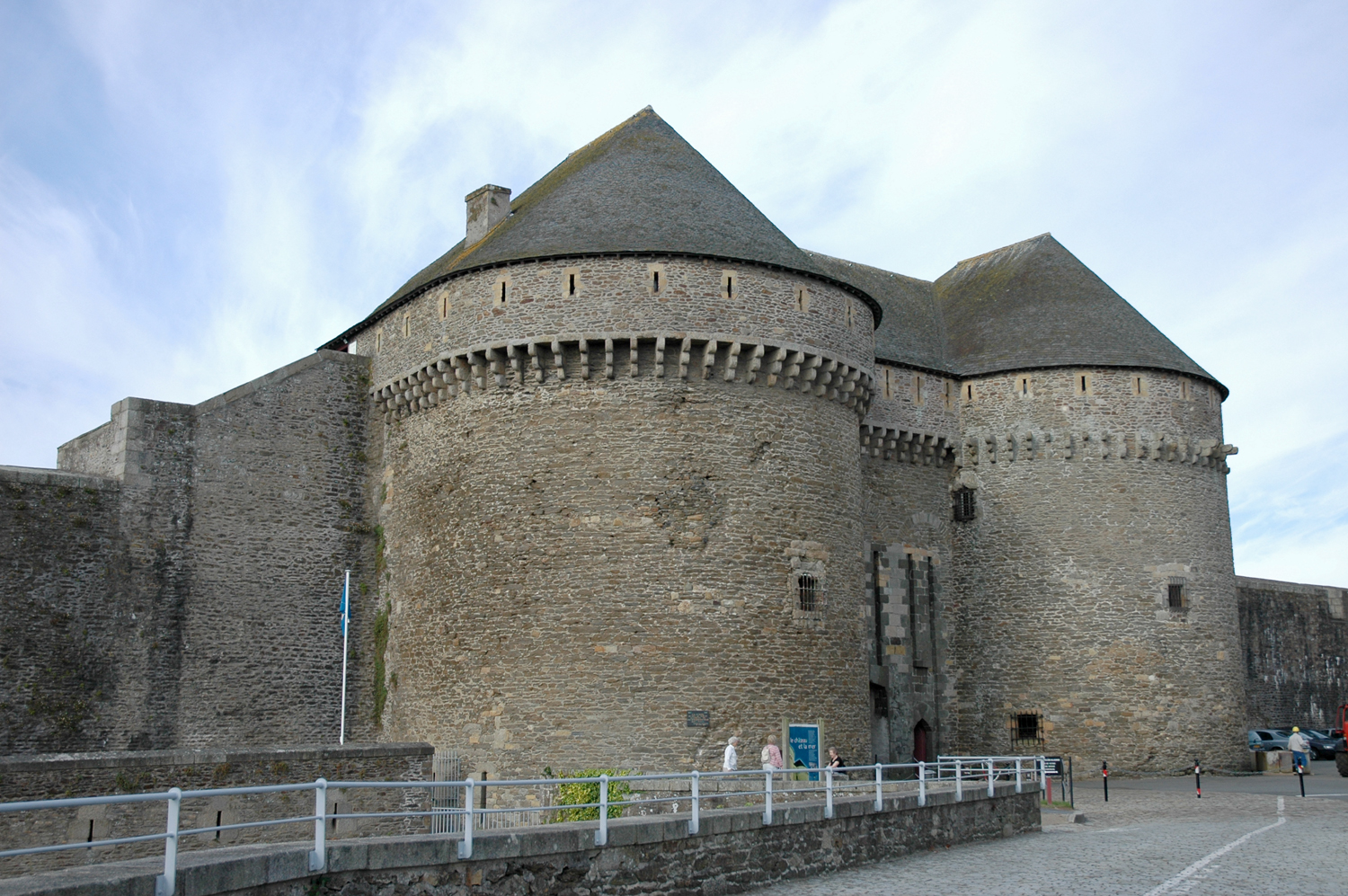
Les tours Paradis.
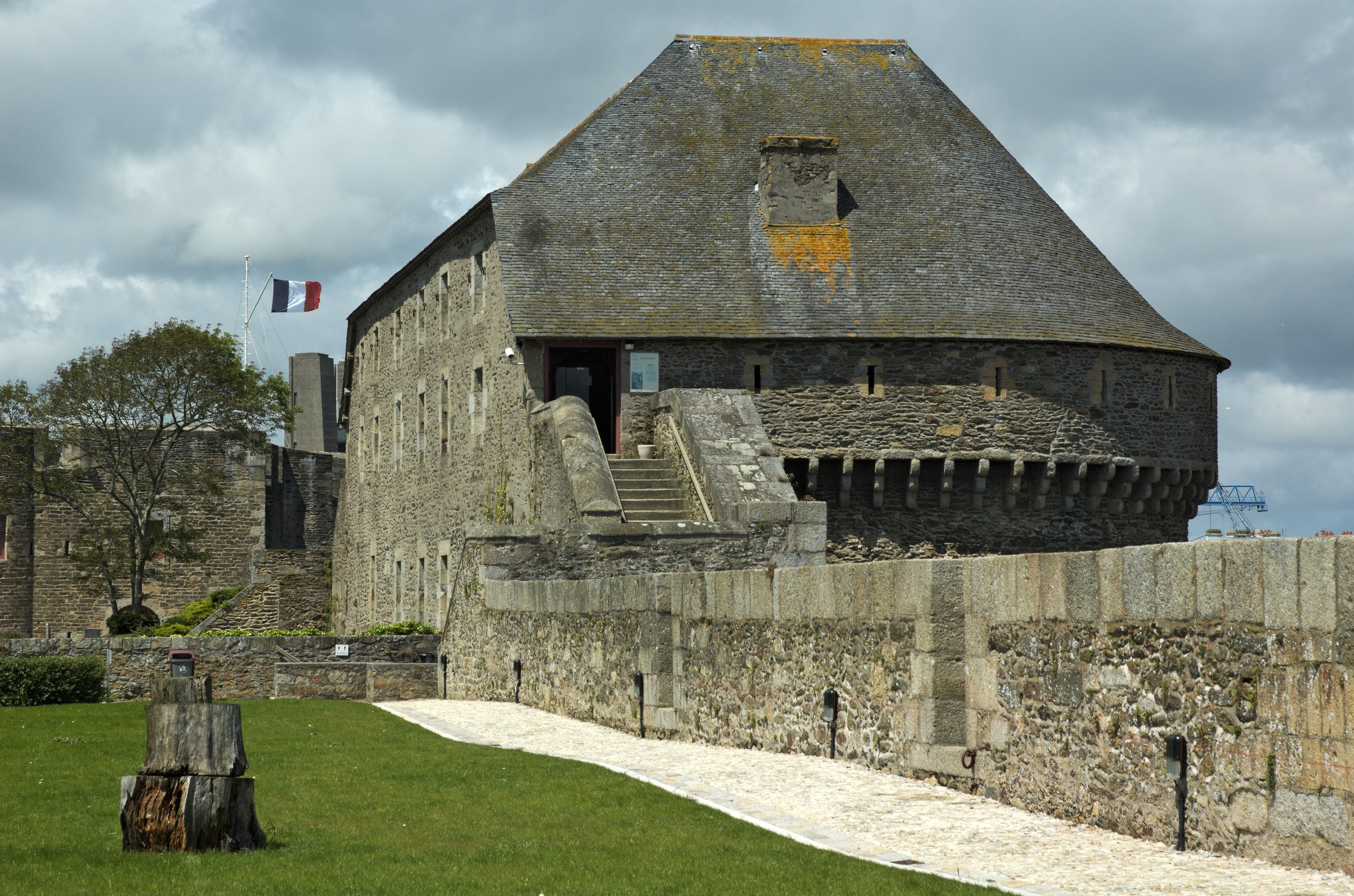
Les tours vues des murailles.
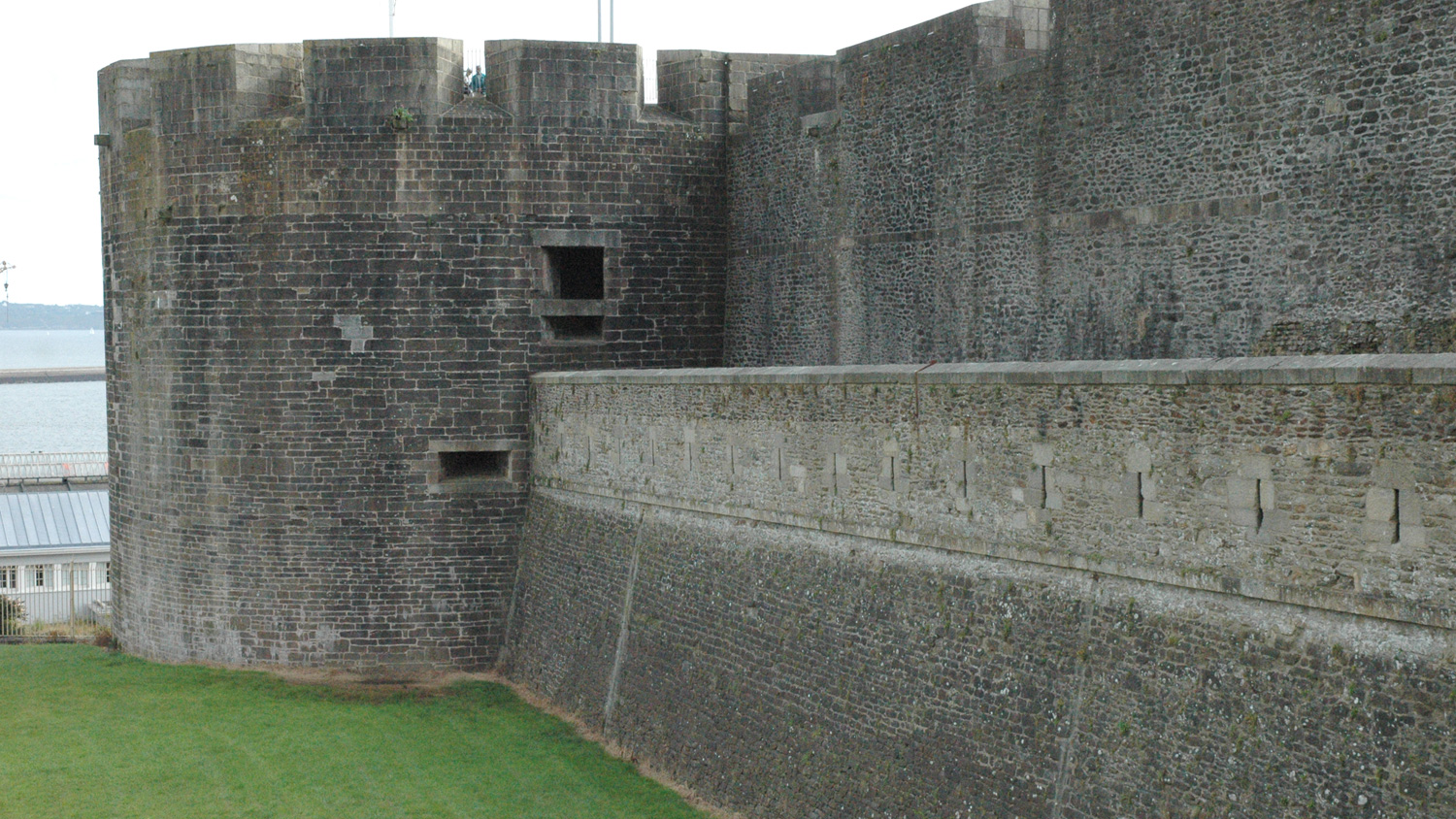
La fausse braie et la tour Madeleine.
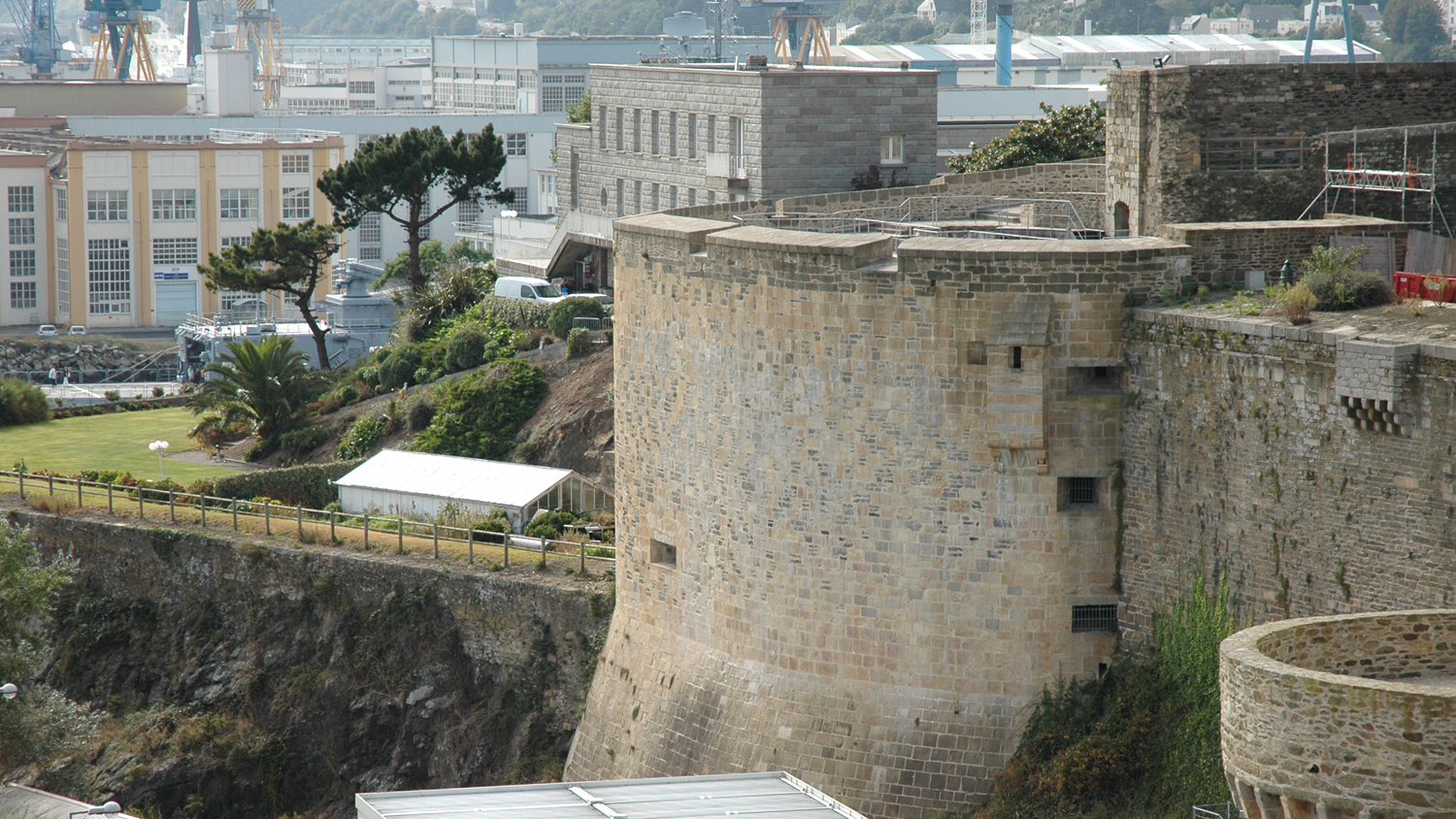
La tour Française.

### Parc aux ducs
Le 3 août 1898, en présence du ministre de la Marine, Camille Tissot établit la première liaison radio opérationnelle française en mer, de 1 800 mètres, entre le « Borda » et le sémaphore du parc aux Ducs à Brest. Convaincu, le ministre prescrit le 6 août au port de Brest, de financer à Tissot l’achat de matériel pour lui permettre de poursuivre ses essais.

### Tour de Brest
Dernière grande tour du Château elle est construite au début du XVIe siècle. Elle a subi peu de modifications. Les principales ont été réalisées par Vauban : le sommet de la tour est transformé en terrasse à canons et les salles intérieures voûtées. Le portail monumental construit à l'origine de la tour n'est plus visible depuis la construction de la préfecture maritime.

### Ravelin -XVe
Après la porte de la fortification avancée, se présente le ravelin destiné à couvrir l'entrée principale du château. À l’origine un large fossé le séparait de l'ouvrage avancé, avec lequel il ne communiquait que par une porte ogivale, surmontée des armes de France et munie d'un pont-levis. Le pont-levis n'existe plus et les armoiries de France ont disparu. Ce ravelin casematé est percé de meurtrières. La forme de celles-ci indique qu'elles étaient destinées à recevoir de l'artillerie de petit calibre, tel des fauconneaux ou des arquebuses.

### Donjon

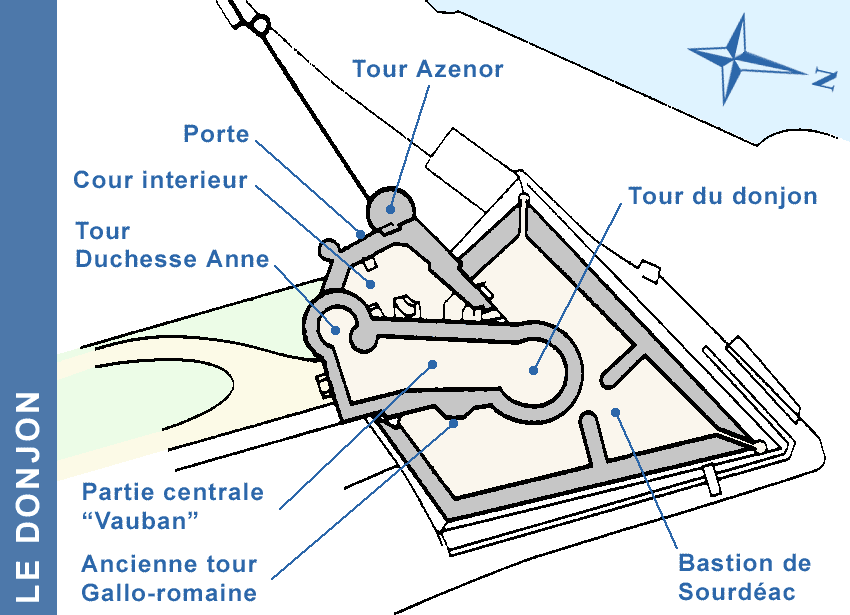
Plan de détail du donjon.

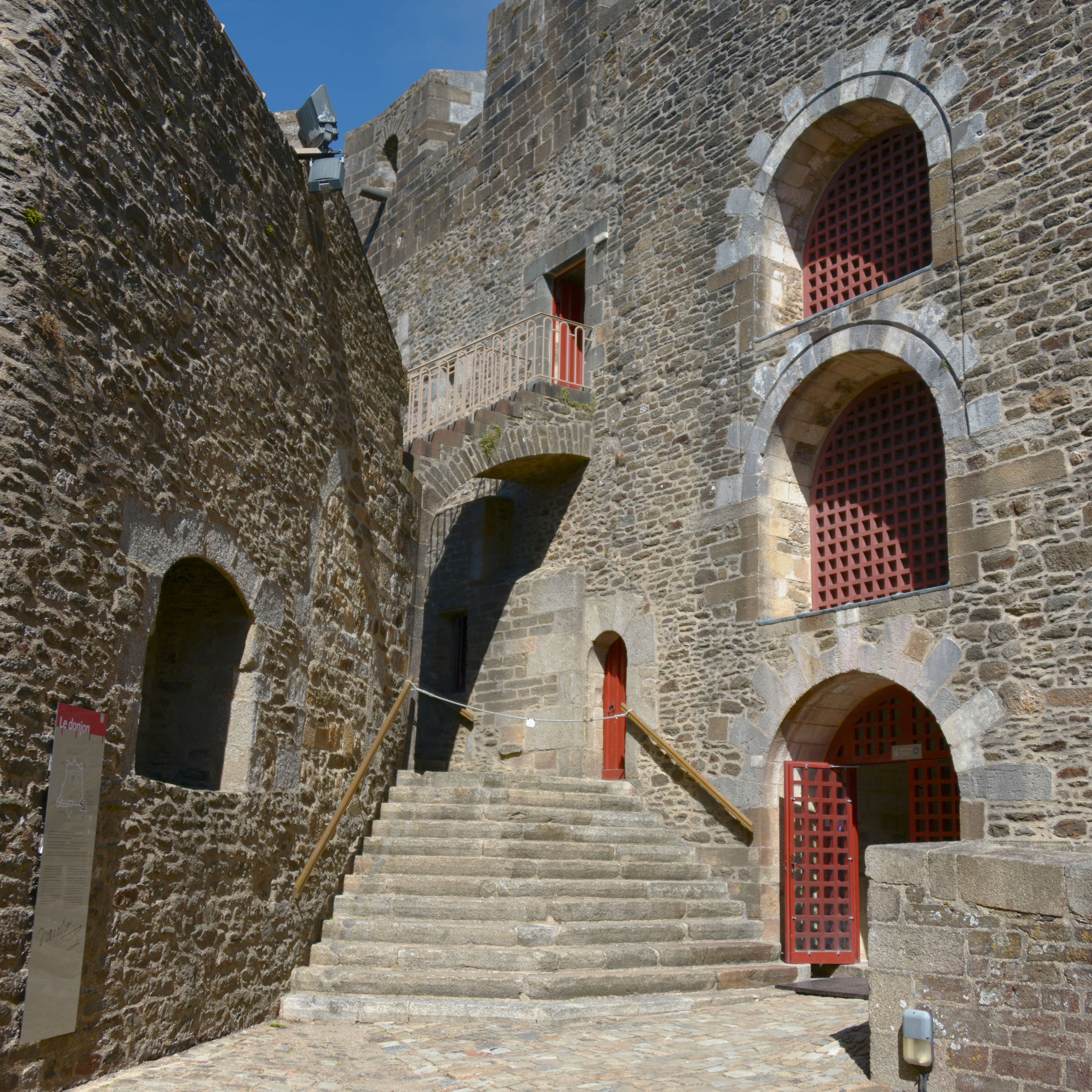
la cour du donjon.

Situé à l’angle nord-est de l'enceinte, le donjon est en fait l'ancienne citadelle de la ville close du Moyen Âge. Ce cœur de l'appareil défensif médiéval est à lui seul un petit château isolé du reste de la place.
À l’origine il était composé de trois tours principales reliées par des courtines : au sud, la tour Duchesse Anne, au Nord la tour du Donjon, à l'ouest, la tour Azénor. L'accès principal se trouve à l’ouest. Il est constitué d'une porte charretière défendue par un ouvrage de fortification crénelé et d'un pont-levis franchissant le fossé qui séparait la citadelle du reste de la ville. Cet ensemble formait une cour polygonale, dont le niveau était situé à près de 2,20 m sous le niveau actuel. L'ensemble abrite un puits, des oubliettes et plusieurs salles souterraines.
Flanqué du bastion de Sourdéac, avec une tour du donjon renforcée, le donjon sera parachevé par Vauban à partir de 1683. Un mur et des salles voûtées viennent relier les tours du Midi et du Donjon. Les poivrières disparaissent au profit de vastes plates-formes destinées à de puissantes pièces d'artillerie. Enfin, au XIXe siècle, on perce des baies. Le premier étage abrite les salles principales des Archives du port, l'étage supérieur la bibliothèque de la Marine et l'oratoire.

#### La tour Azénor -XIIIe

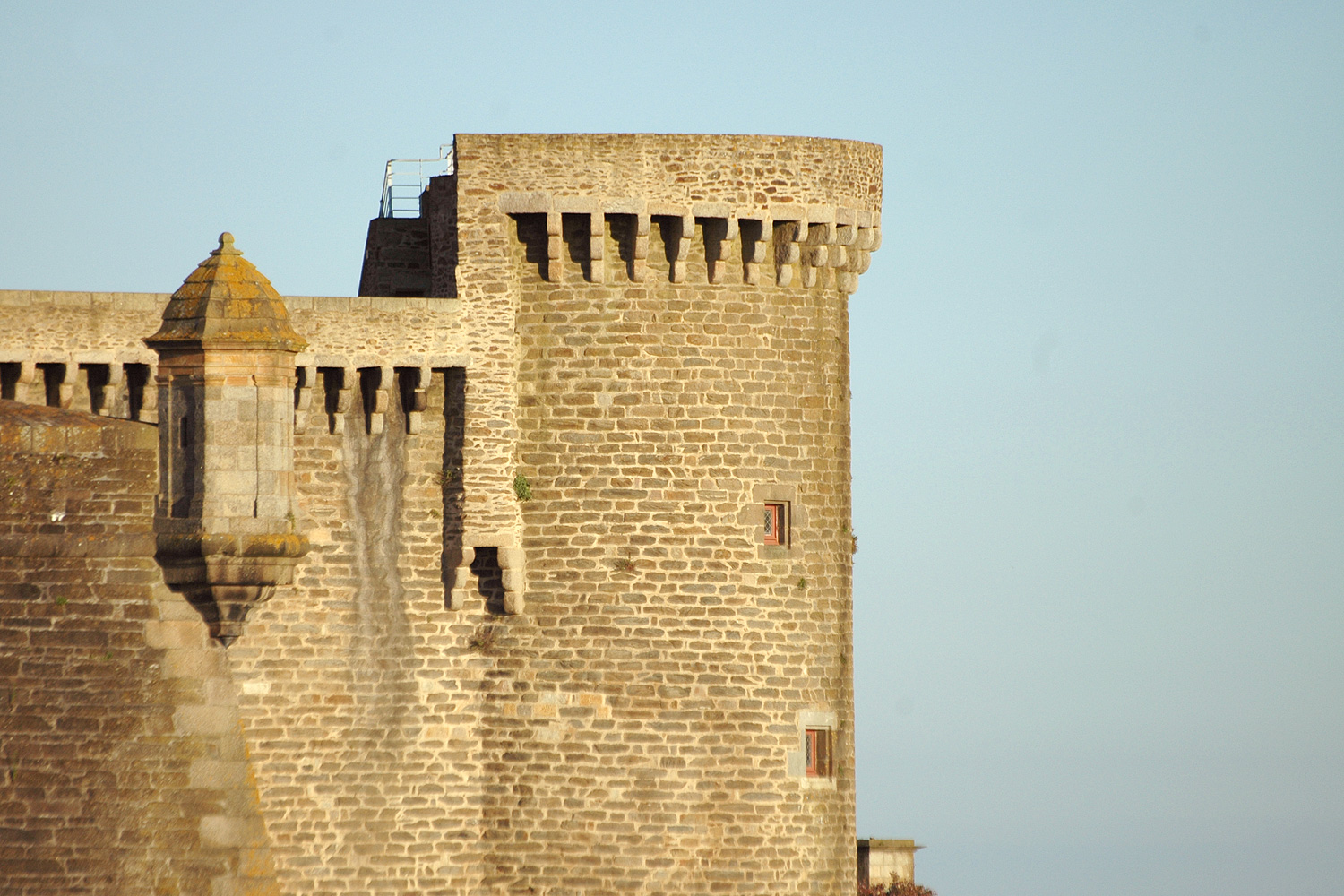
La tour Azénor.

La tour actuelle a été construite au XIIIe siècle, sur les ruines de l'ancienne. Les deux niveaux inférieurs sont accessibles depuis la cour par un escalier pris dans l'épaisseur du mur. Ils servaient de réserves et de magasins. Les deux niveaux supérieurs, réservés à l'habitation, sont pourvus de cheminées et on y accède depuis le chemin de ronde. À l’intérieur les salles sont des octogones dont les pans coupés ne se superposent pas exactement d’un étage à l’autre. Elle a subi peu de transformations si ce n’est celles de Vauban qui en modifia la toiture. Elle est abandonnée au XIXe siècle et le seul accès se fait par les courtines, l'entrée principale étant délaissée.
Son nom provient de la légende de la princesse Azénor qui nous est rapportée par le dominicain Albert Le Grand, dans un ouvrage la « Vie des Saints » : « …Azenor estoit de riche taille, droite comme une palme, belle comme un astre, et cette beauté extérieure n'estoit rien en comparaison de son âme ». Even, seigneur de Brest, n’avait qu’une fille se nommant Azénor. Vers 537, elle épouse le comte de Goëlo. Les jeunes mariés s’installent dans un château construit par le roi Audren (Châtelaudren). Devenu veuf, Even se remarie avec une marâtre qui n’eut de cesse de se débarrasser de sa belle-fille. Jalouse, elle jure la perte d'Azénor. Elle l’accuse d’adultère en s’aidant de faux témoignages. Le comte de Goëlo croit à cette calomnie, et la princesse est enfermée dans la plus sombre tour du château. Condamnée à mort, elle échappe au bûcher quand on apprend qu’elle est enceinte. Les juges, probablement achetés à prix d'or, la condamnent à être placée dans un tonneau et jetée à la mer. Le tonneau vogue ainsi pendant cinq mois. Chaque jour un ange visite la fille du prince de Léon et lui apporte le nécessaire. Au bout de sa périlleuse errance, Azénor accoste au rivage de Beauport, en Irlande.
Elle donne naissance à un fils qui reçut le nom de Budoc « sauvé des eaux » qui deviendra un grand saint. La belle-mère meurt durant son exode, en avouant la vérité à l’époux d’Azénor. Celui-ci décide de partir à sa recherche pour se faire pardonner et la ramener. Mais il meurt lors de leur retour après l’avoir longtemps cherchée, suivi peu de temps après dans la tombe par sa femme. Even recueille et élève son petit-fils.

#### La tour de la duchesse Anne (ou tour du midi) -XIVe

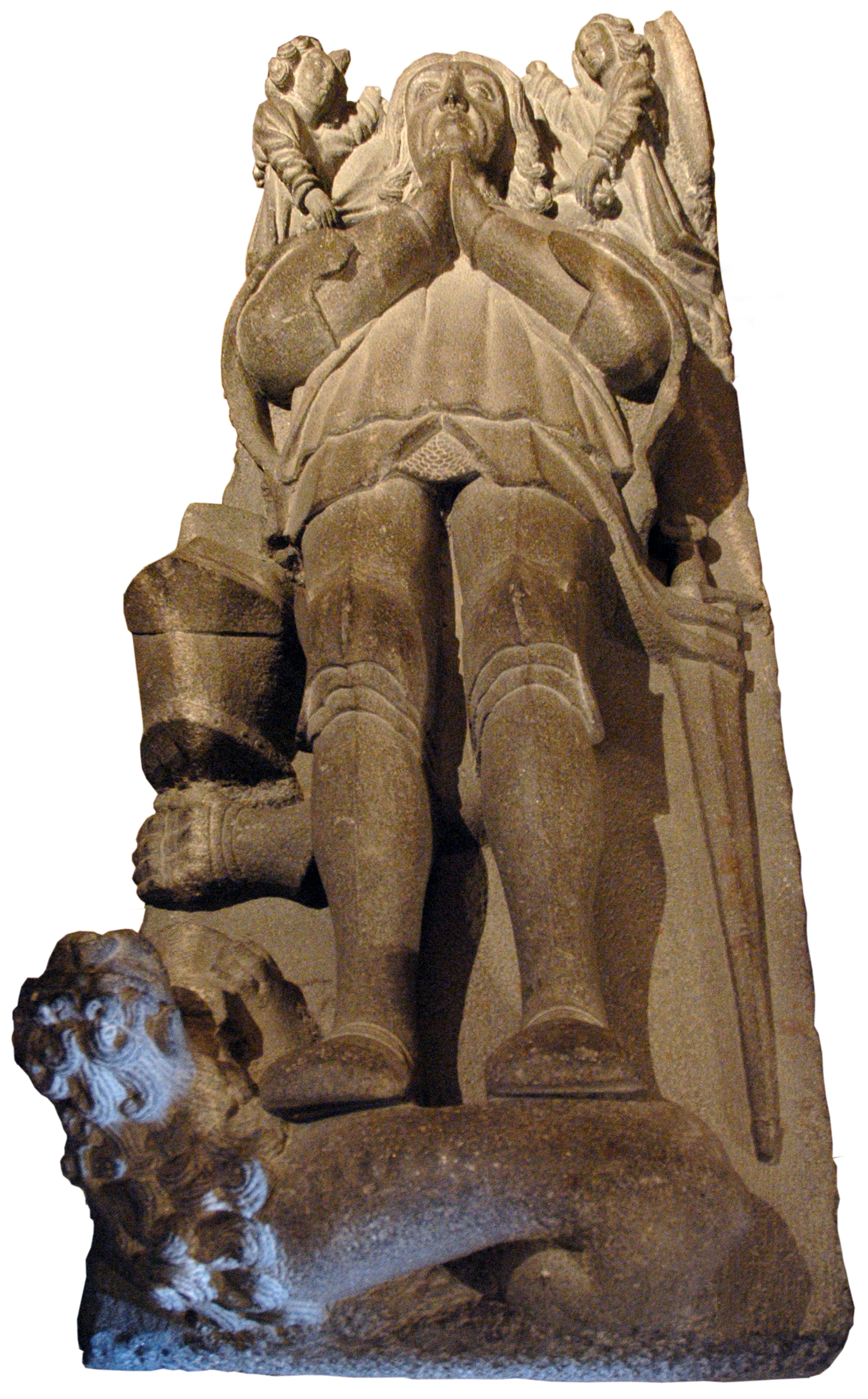
Gisant de Gilles de Texue.

Cette tour constitua initialement la tour du logis du château du Moyen Âge. Elle tourne son front défensif vers l'intérieur de l'enceinte. À l’origine, cette tour sud était couronnée de créneaux et de mâchicoulis et couvert d’un toit. L’ensemble sera arasé pour aménager une plate-forme pour l'artillerie. L’emplacement des corbeaux reste néanmoins visible.
Elle comporte, sur chacun de ces quatre niveaux, deux salles : l'une rectangulaire, l'autre hexagonale. Sa construction et ses aménagements lui permettaient d'assurer une parfaite autonomie. Elle comportait une cuisine, des appartements, des celliers percés d'embrasures de tir, une galerie intérieure et des baies d'éclairage.
La tour doit son nom au bref séjour de la duchesse Anne en 1508 de retour de son pèlerinage au Folgoët. Son aspect résidentiel se remarque aux éléments de confort comme la grande cuisine et son élégant passe-plats, les cheminées, les latrines, les baies à coussièges et le soin apporté à l’oratoire. L’oratoire est, avec l’appartement du gouverneur, la pièce du château dont l’architecture est la plus soignée. Il comporte une voûte sur croisée d’ogives qui surplombe le Gisant de Gilles de Texue. Les arcs reposent sur quatre consoles sculptées représentant chacune un des évangélistes : le lion de Marc, l’homme de Mathieu, le taureau de Luc, l’aigle de Jean. La Clé-de-voûte représente un homme accroupi.

##### Les armoiries de Guy de Rieux
|                            |  |  |
| Armoiries de Guy de Rieux. |  |  |

En 1589, le gouverneur de la place embrasse le parti de la Ligue. Mais Guy de Rieux, capitaine de l'armée royale, se fait livrer Brest qui devient alors la seule ville bretonne favorable à Henri IV. Ses armoiries sont gravées dans la pierre du château la même année. Il meurt en mer en revenant du siège d'Hennebont (Morbihan) en décembre 1590. Son frère lui succédera. Ces armes sont trouvées, après-guerre dans les décombres à proximité du donjon. La pierre est incrustée dans la façade de la tour du Midi lors des travaux de restauration au cours des années 1950

#### Le bastion Sourdéac -XVIe

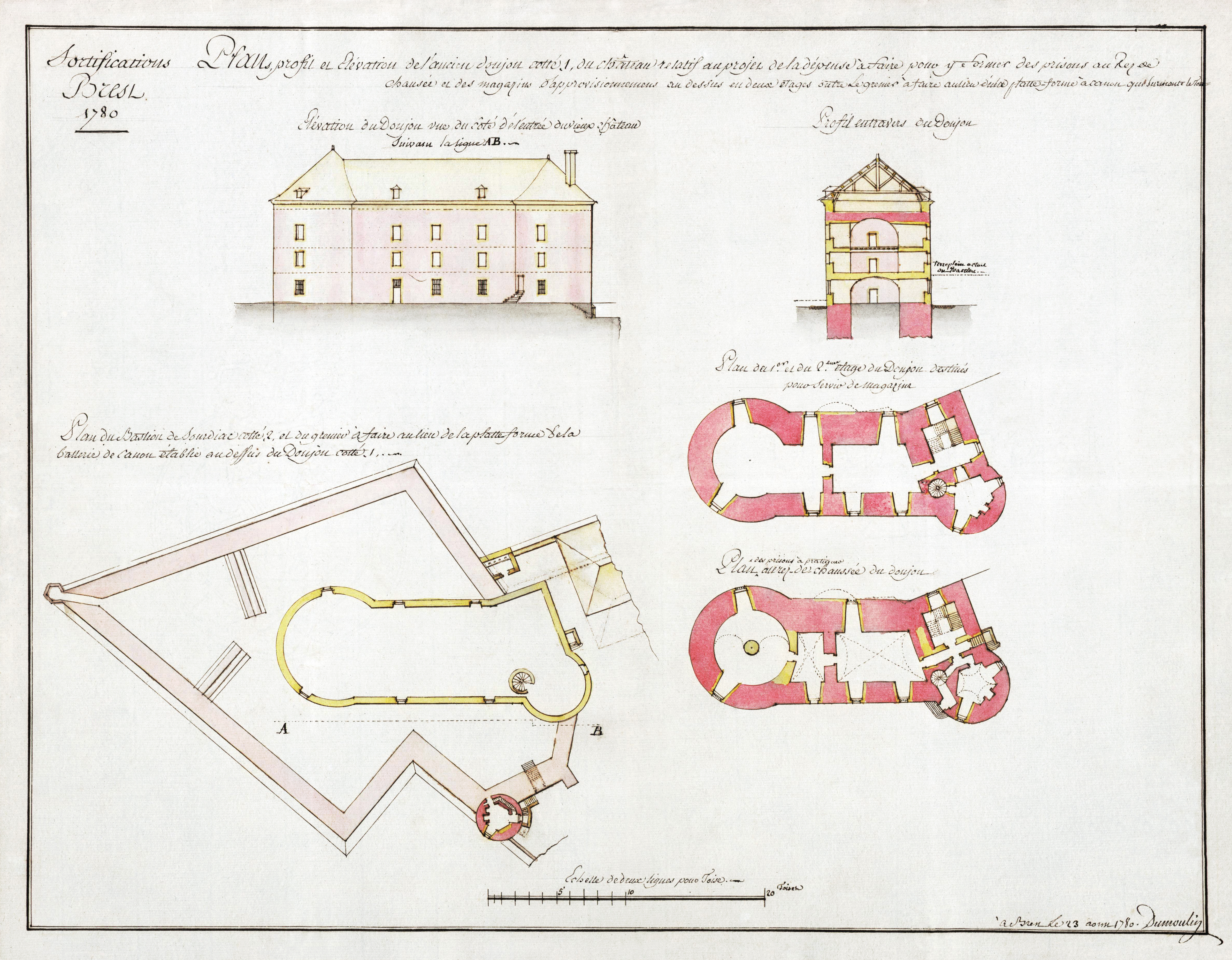
Plan de 1780 de Dumoulin.

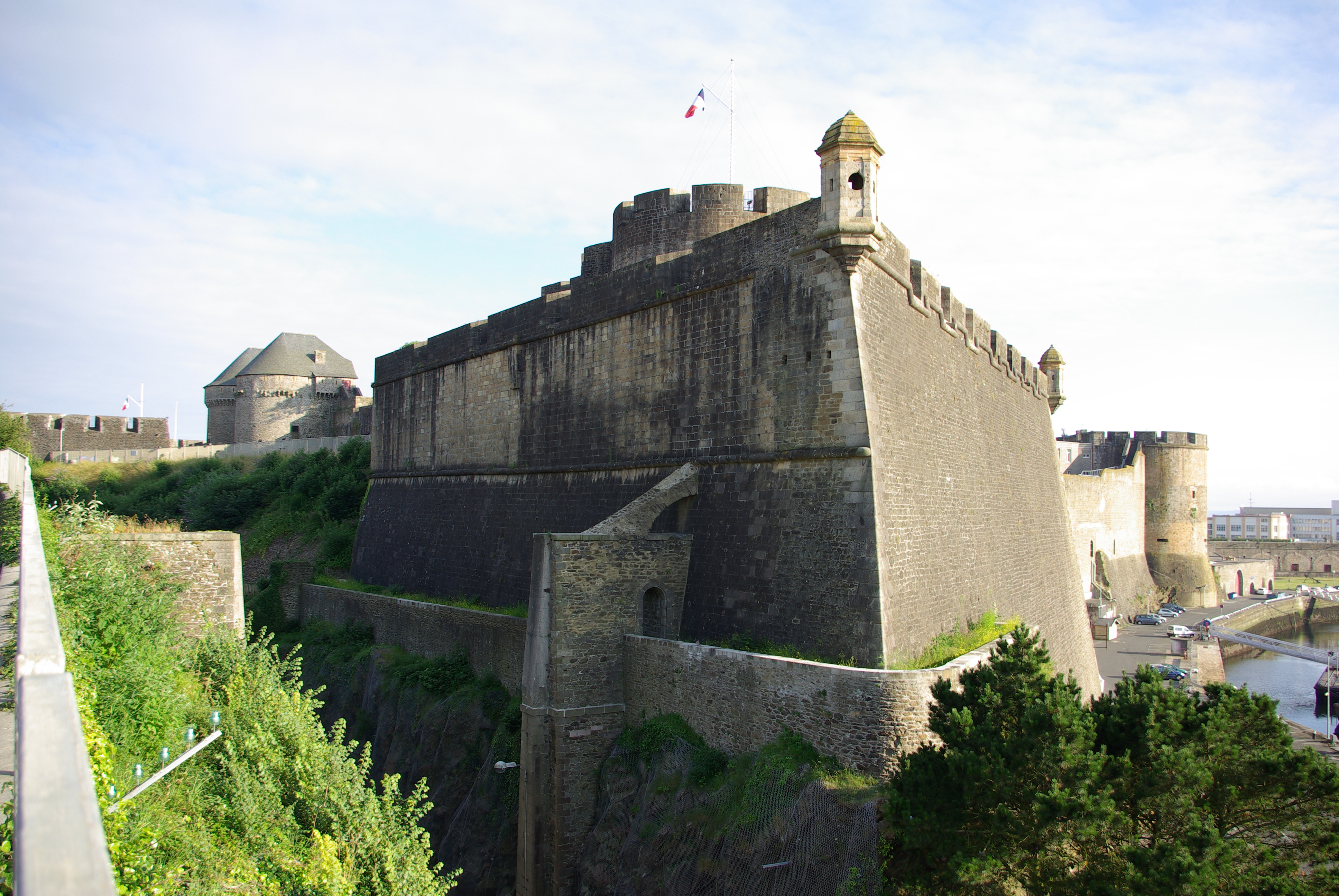
Vue du bastion avec son échauguette.

Plusieurs tentatives de débarquement anglais au milieu du XVIe siècle concrétisent la menace d’attaque du château. Elles incitent à parachever la fortification par l'édification du plus puissant ouvrage de la place. Œuvre de l’ingénieur italien, Pietro Fredance, ce bastion en forme de trapèze enveloppe le donjon au nord et le protège d'une attaque terrestre. La pose de la première pierre a lieu en décembre 1560. Sa construction dura trente-sept ans.
En 1703, la majeure partie du flanc donnant sur la Penfeld s’effondre. Vauban le fait réparer et profite des travaux nécessaires pour faire construire une grande casemate à trois embrasures qui donne sur l’entrée de la Penfeld et couvre la courtine nord.
Il comporte une vaste plate-forme d'artillerie et des casemates souterraines dont les larges embrasures couvrent l'entrée du port. On y accède par un large escalier ouvrant dans la cour du donjon. Un petit escalier desservait un guichet aujourd'hui obstrué qui se trouve au pied du bastion, à l'aplomb de ces casemates. Une galerie de contre-mine contourne les assises de la tour du donjon à 15 mètres sous le terre-plein. Elle conduit à la seconde série de casemates, couvrant autrefois la porte principale et la courtine nord de la façade. Celle-ci se trouve aujourd'hui enterrée sous le remblai du parking. Des évents, destiné à évacuer les fumées produites par les tirs des canons dans les chambres de tir, remontent jusqu’au sommet des remparts.
Des échauguettes placées à ses angles, telles des figures de proue, agrémente l’ensemble. Celle qui se trouvait du côté de la porte a disparu.

#### La tour du donjon -XVIe
La tour du donjon, fut érigée en 1597 par Sourdéac, à l'emplacement d'une tour ruinée, probablement gallo-romaine.

### Les casernes (en 1894)
En 1894, le château dispose d'un ensemble de bâtiments permettant d'accueillir les troupes qui y sont stationnées.
A. La caserne Paradis.
B. Les Bureaux de la place et de l'intendance, ancienne prison civile (1822-1859).
C. La caserne Esplanade, servant d'infirmerie, adossée à la courtine sud.

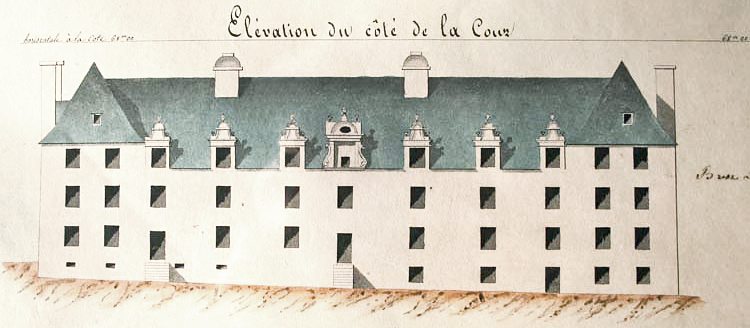
La caserne Plougastel.

D. La caserne Plougastel est construite à l’intérieur du château par Sourdéac entre 1591 et 1624 pour loger les officiers de la places. Elle s’élève entre emplacement du globe terrestre en bronze et l'extrémité de l'aile Sud de l’actuel Préfecture Maritime. Ses façades sont classés monuments historique en 1923 avant de disparaître sous les bombardements de 1944 lors du siège de la ville.
E. La Caserne Monsieur, servant de salle d'armes est située dans le prolongement de la caserne Plougastel. Ce bâtiment à galerie bâtie en 1822-1825 s’élève sur l'emplacement d'une très ancienne caserne qui tombait en ruines.
F. La caserne César est construite en 1766 perpendiculairement à la caserne Monsieur, elle forme avec elle un angle droit et l'un des côtés de la place. le passage Entre ces deux bâtiments conduit à la porte du château donnant sur le Parc-au-Duc. la caserne tire probablement son nom de la tour dont elle est proche. En arrière et sur la même ligne se trouvent des magasins qui sont adossés à la courtine qui relie la tour César à la tour de Brest.
G. La salle d'armes est bâtie en 1777 sur l'emplacement des logements du Major de la place et du lieutenant du Roi. Ces derniers disposent de deux jardins, l'un d'agrément, l'autre potager, s'étendant l'un et l'autre jusqu'à la courtine qui relie la tour de Brest au donjon. De ces jardins on pouvait descendre par un chemin en pente douce et en zigzag, jusqu'au bas du ravin où se trouvaient les lavoirs et la fontaine, ainsi que la poterne donnant sur la rivière. Ce ravin est comblé en 1777.
H. Magasins de l'artillerie, édifiés en 1777 et 1624 par Sourdéac (classée en 1923).

### Les tunnels
Sous la forteresse serpentent quatre tunnels.
Le tunnel numéro 1 sert de local de stockage à la base navale.
Le tunnel numéro 2 (anciennement casernement de la direction du port est à l'abandon hormis quelques locaux qui servent de réserves.
Le tunnel numéro 3 abrite les casernements et les locaux techniques au profit du souterrain 4.
Le tunnel numéro 4 accueille plusieurs unités :
- le Centre opérationnel maritime atlantique qui gère les zones de l'Atlantique, de la Manche, de la mer du Nord, de l'Antarctique et de l'Arctique. Il surveille l'ensemble des bâtiments de surface qui naviguent sur sa zone. Les opérations de sauvetage en mer, les pollutions par hydrocarbures, sont dirigées par le préfet maritime depuis l'une des pièces de ce tunnel ;
- la Force océanique stratégique depuis le 1er juillet 2000 qui gère les sous-marins nucléaires.

### Le triomphe d'Amphitrite
À l'origine, la fontaine fut dessinée par Jean-Bernard Tarbé de Vauxclairs, architecte et ingénieur en chef de l'Arsenal de Brest à la demande du Préfet Maritime Caffarelli pour être installée sur le quai du magasin général. Le monument consiste en un piédestal en granite flanqué de trois tritons qui crachent un filet d'eau dans leur vasque. Il est surmonté par la statue de marbre blanc d'Antoine Coysevox, le Triomphe d'Amphitrite, que le gouvernement Consulaire a détournée des jardins de Marly.
Le monument gênant les évolutions sur ce terre-plein, le préfet Chaucheprat le fait transférer en 1912 dans les jardins de la Préfecture maritime, l’ancien hôtel Saint-Pierre. En 1940, le patrimoine historique et artistique de Brest est mis à l'abri dans le château de Kerjean. À la Libération le piédestal est démonté et remonté dans la cour du château où il devient un monument à part entière. La statue, quant à elle, est exposée au musée du Louvre.

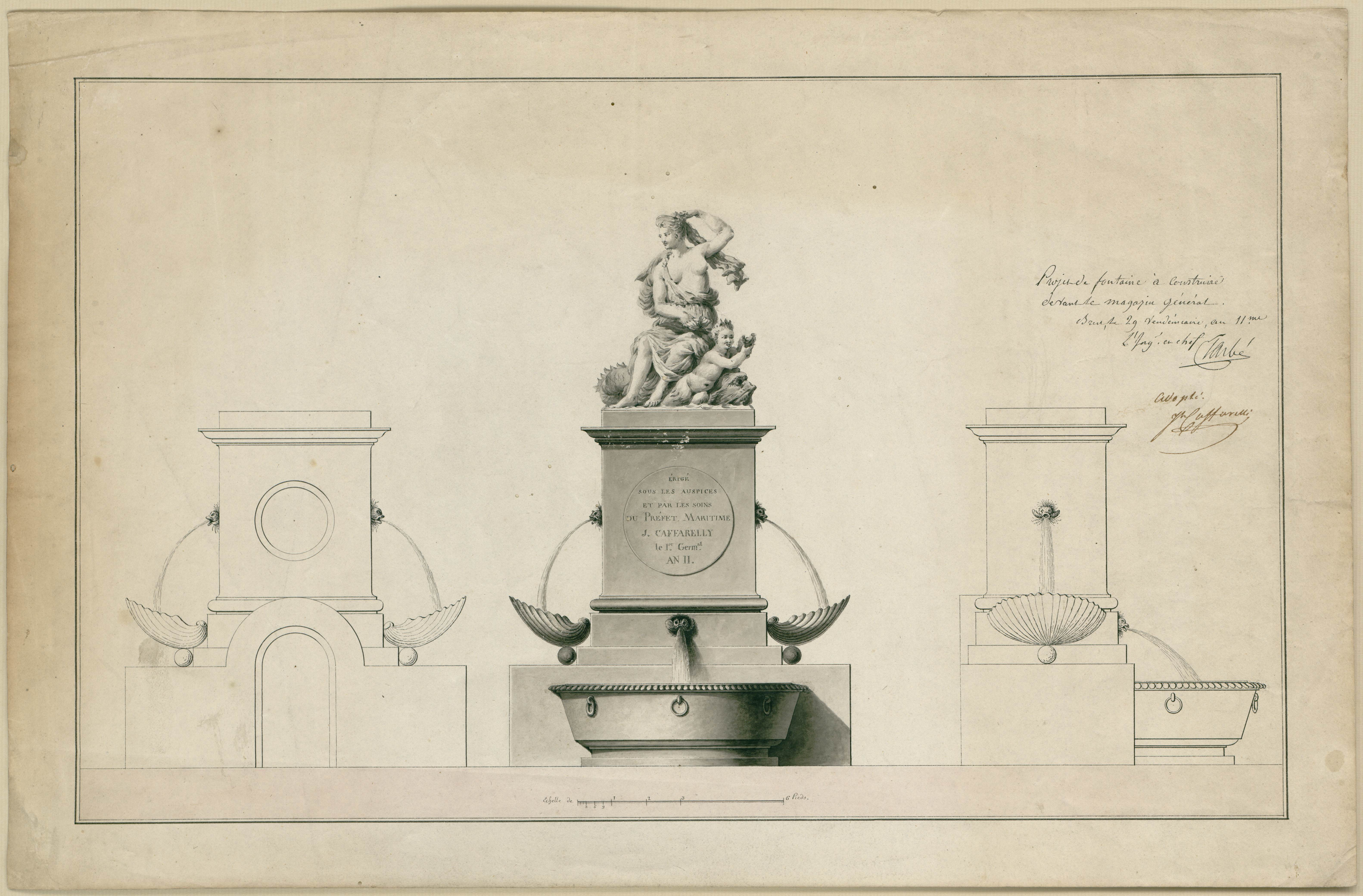
Le plan.
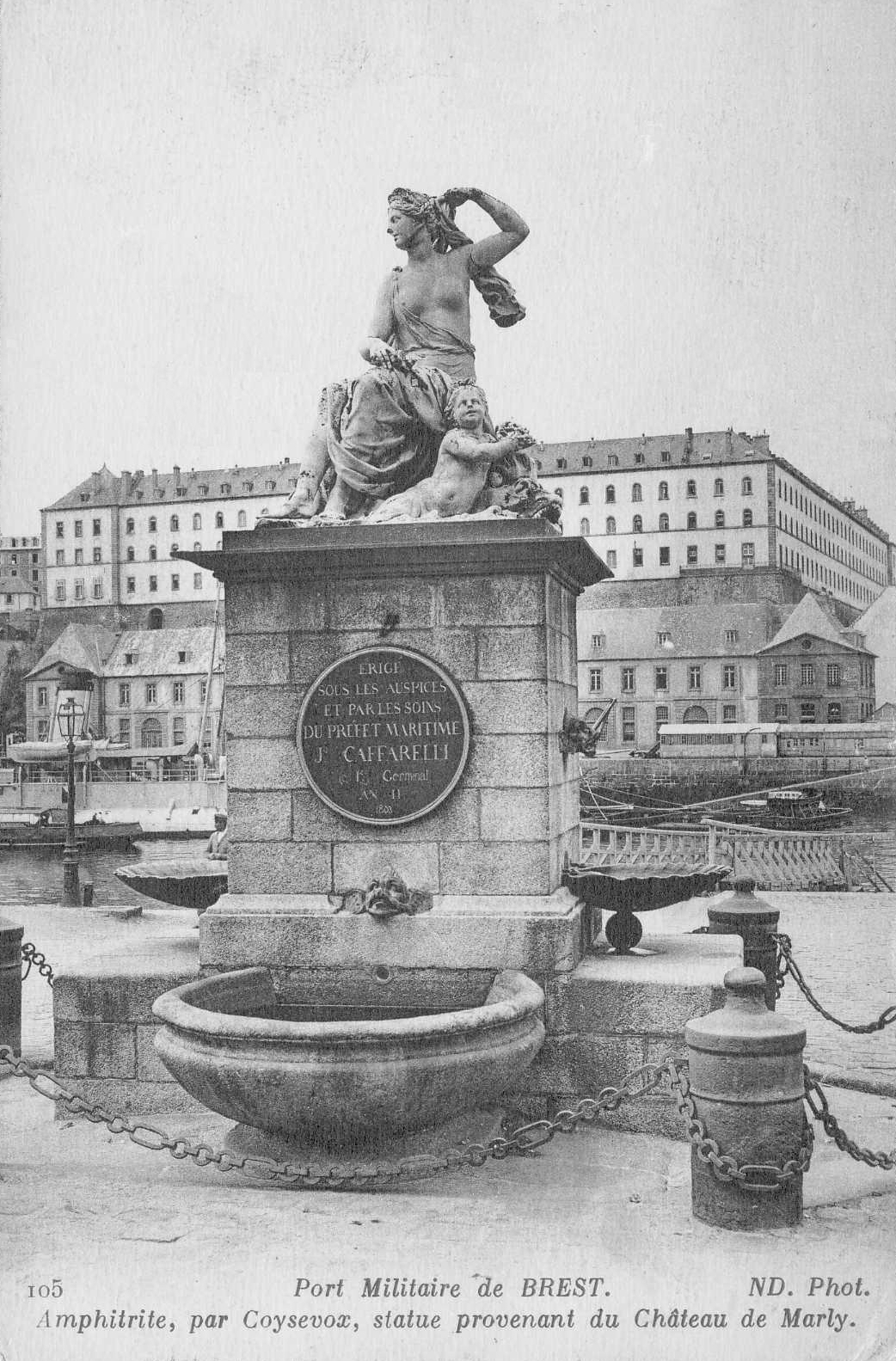
La fontaine en 1910.
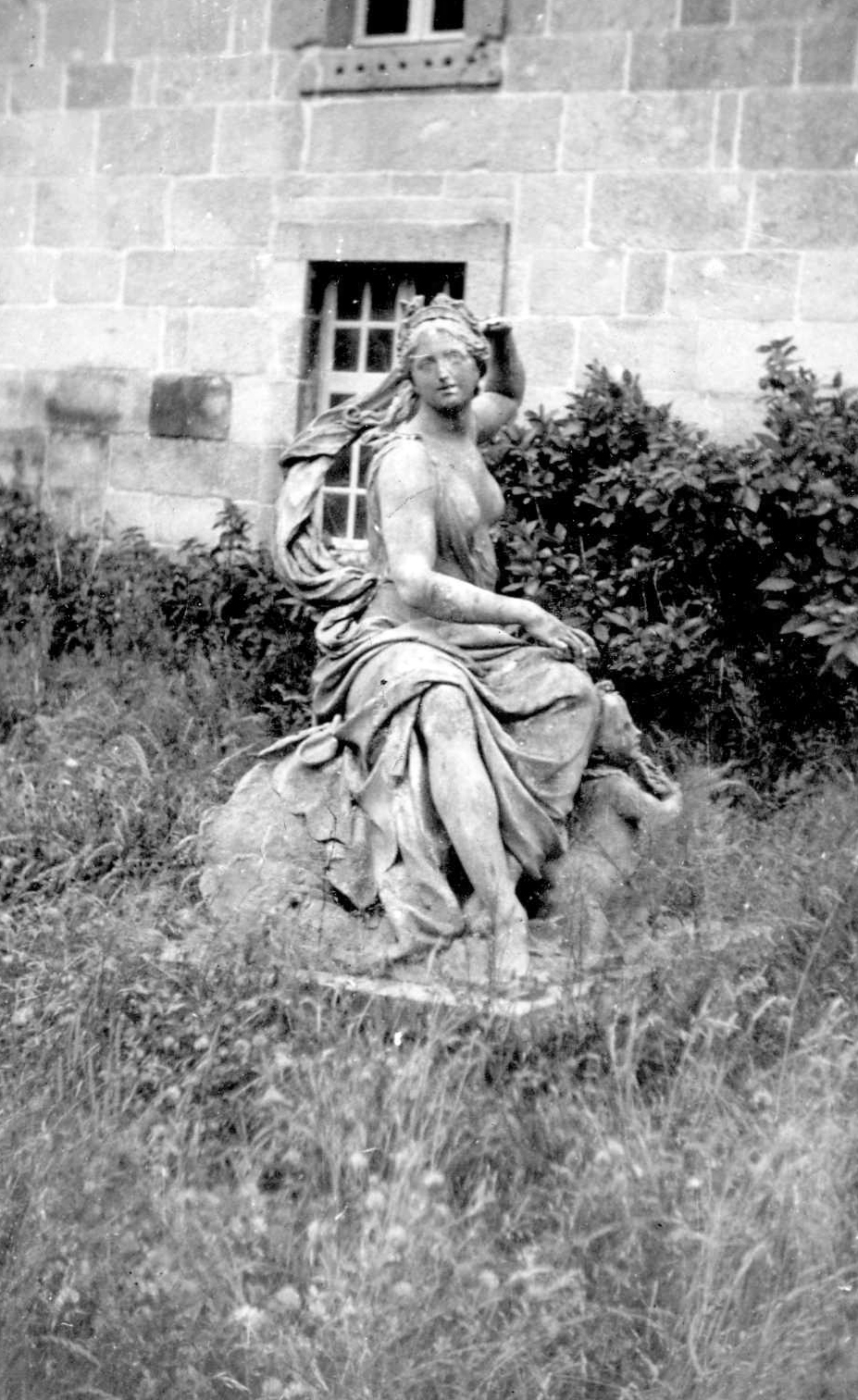
La statue dans le parc du château de Kerjean.
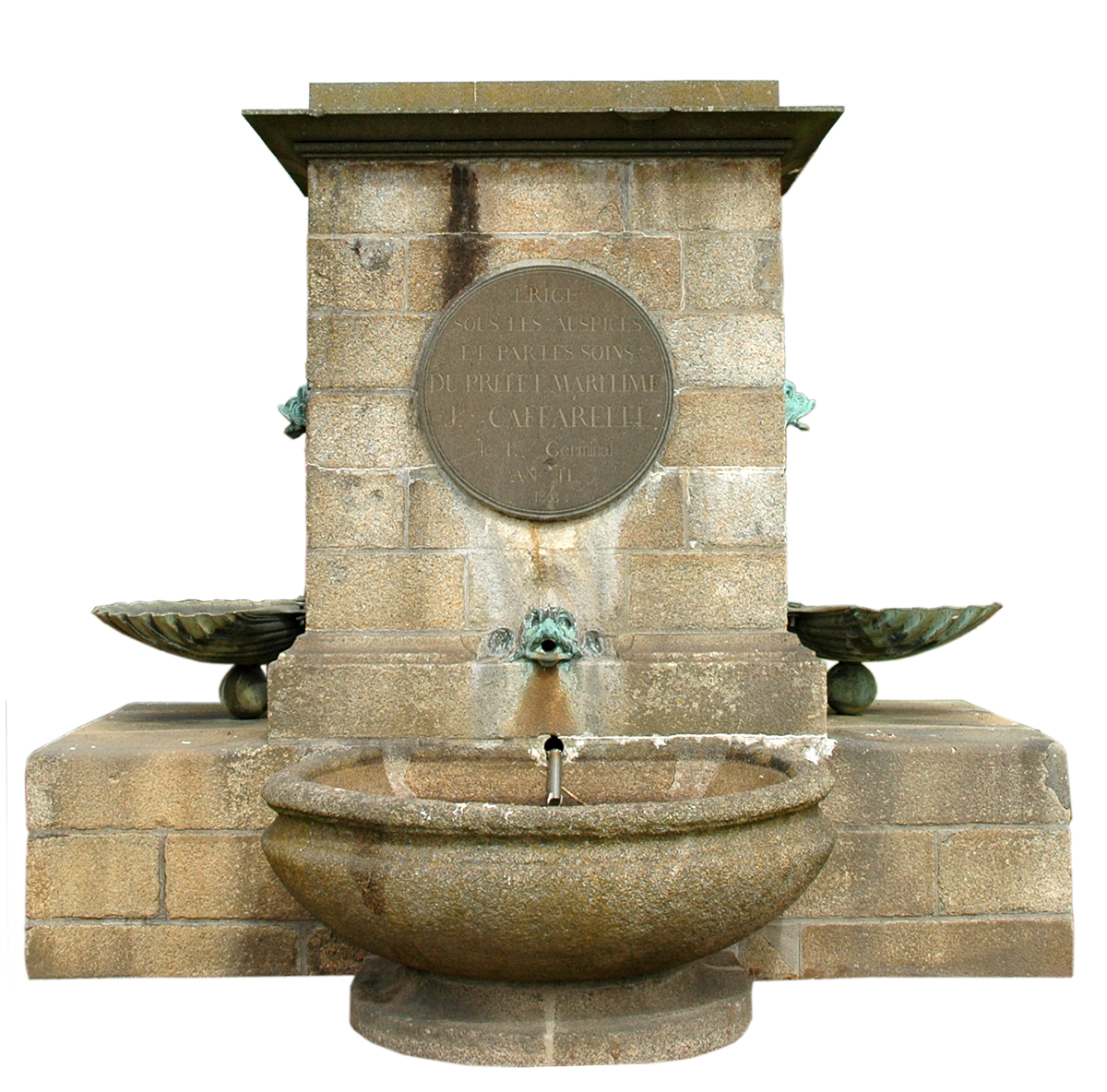
Le socle dans la cour du château.
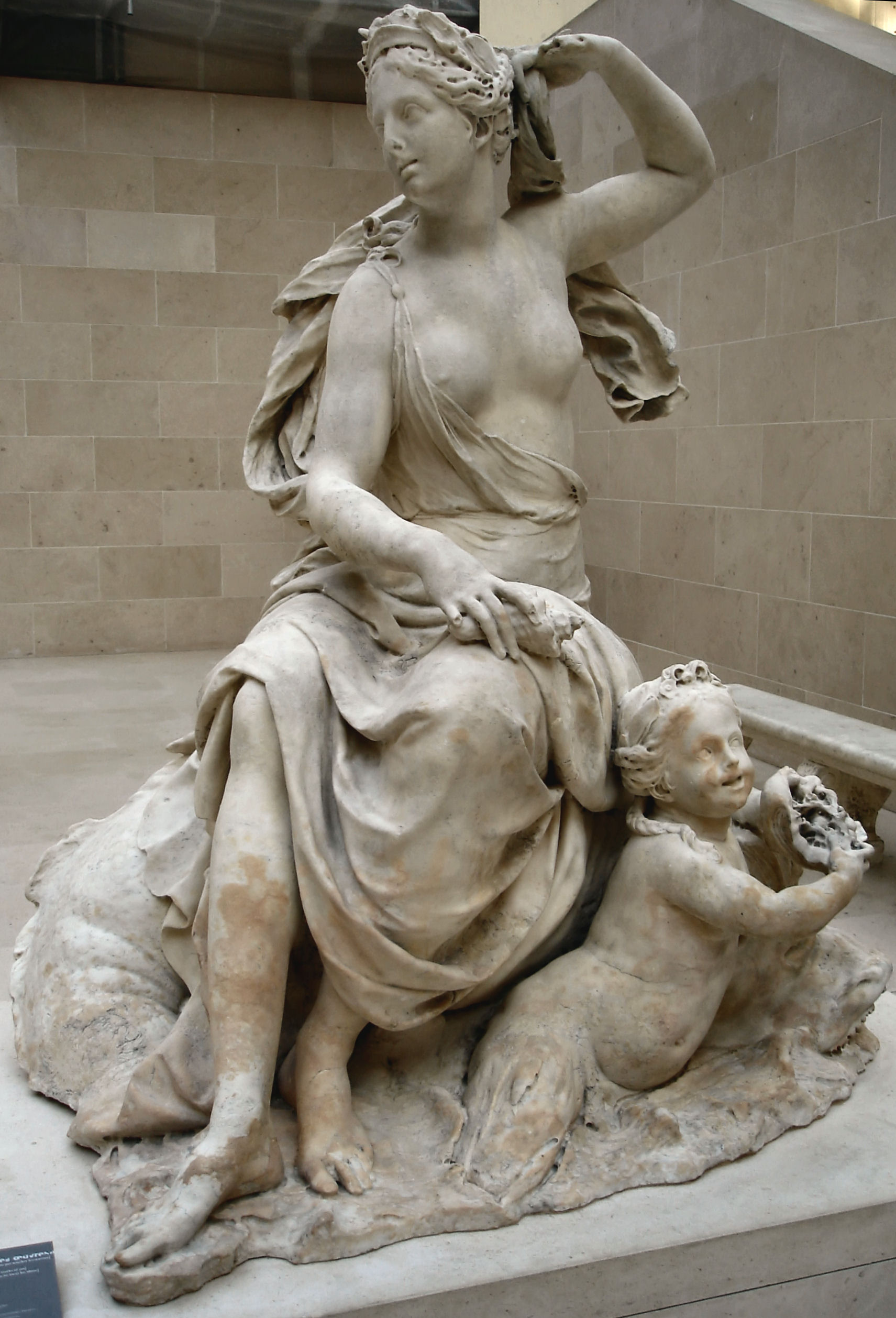
La statue au musée du Louvre.

## Le Musée national de la Marine
Le Musée de la Marine de Brest est l’un des quatre établissements décentralisés du Musée national de la Marine de Paris (Palais de Chaillot). Il présente une collection de figures de proue en bois, parmi lesquelles on peut voir les sculptures d’Yves Collet : Mars, Amphitrite, Minerve et Neptune qui montent la garde dans le chemin de ronde. La collection de modèles de navires du Musée évoquent l’art des charpentiers des arsenaux royaux, la collection rassemblée à Brest rappelle l’histoire de l’arsenal de Richelieu et des grandes flottes de haute mer à l’apogée de la voile. Les sculptures, peintures et autres objets y relatent le développement du port militaire, le bagne, et la vie maritime du Ponant.
On y évoque les grands évènements liés à la ville comme la victoire de la flotte de Grasse sur la flotte anglaise à la Chesapeake le 30 août 1781 qui mènera à l’indépendance de l’Amérique, le départ de la Boussole et l’Astrolabe de La Pérouse pour un voyage autour du monde dont elles ne reviendraient jamais ainsi que la Seconde Guerre mondiale avec un sous-marin de poche de type Seehund.

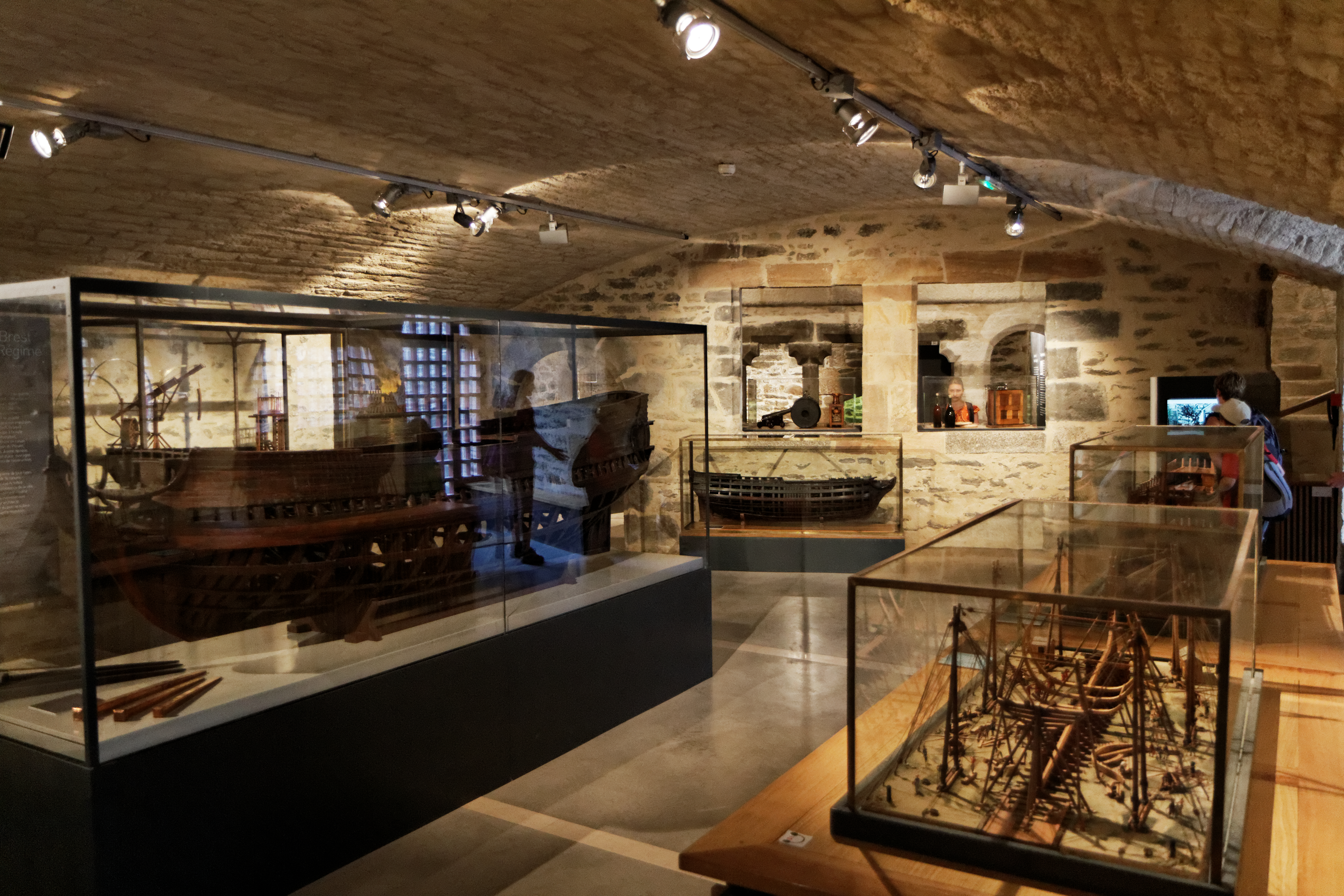
Une salle d'exposition.
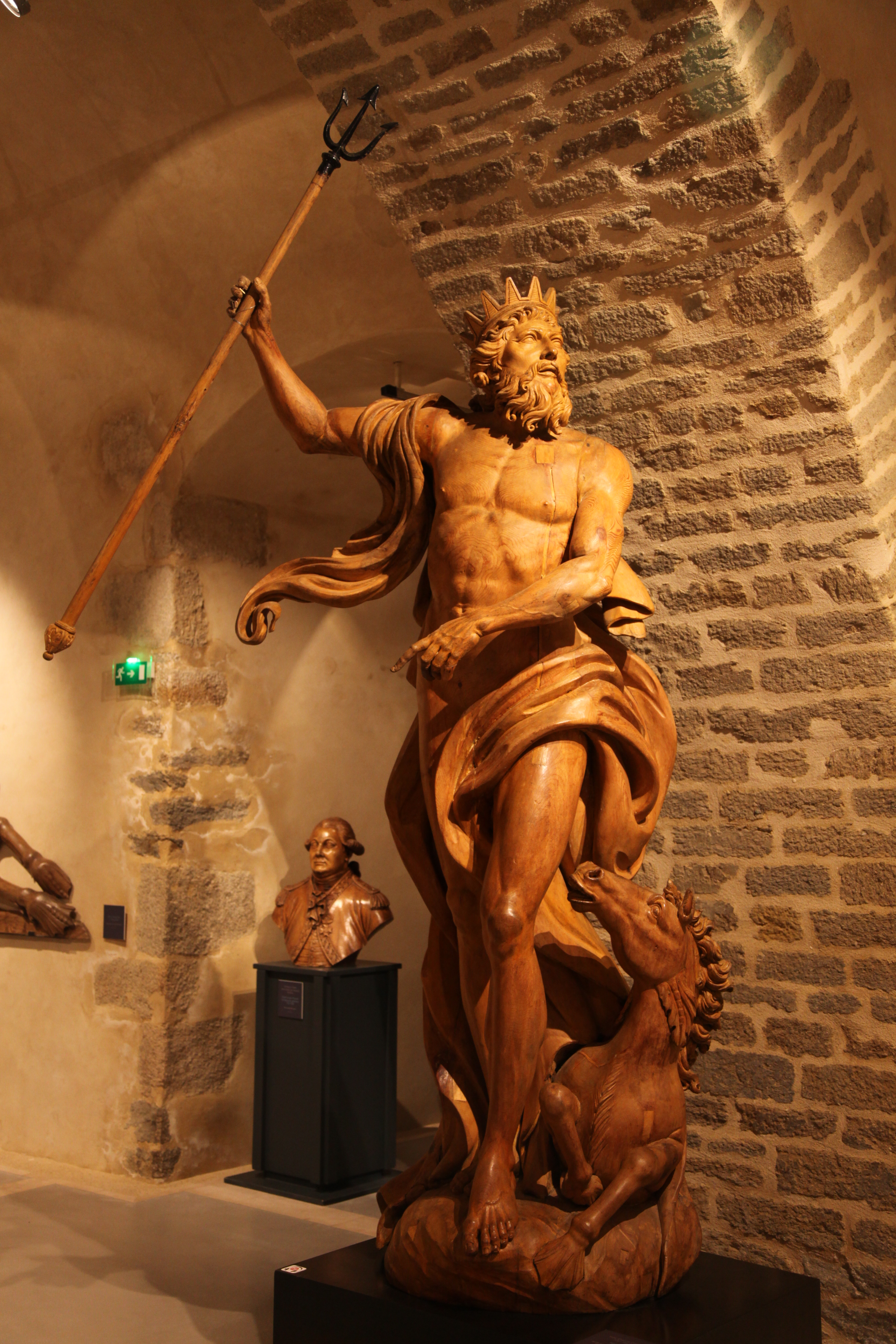
Neptune par Yves Collet.
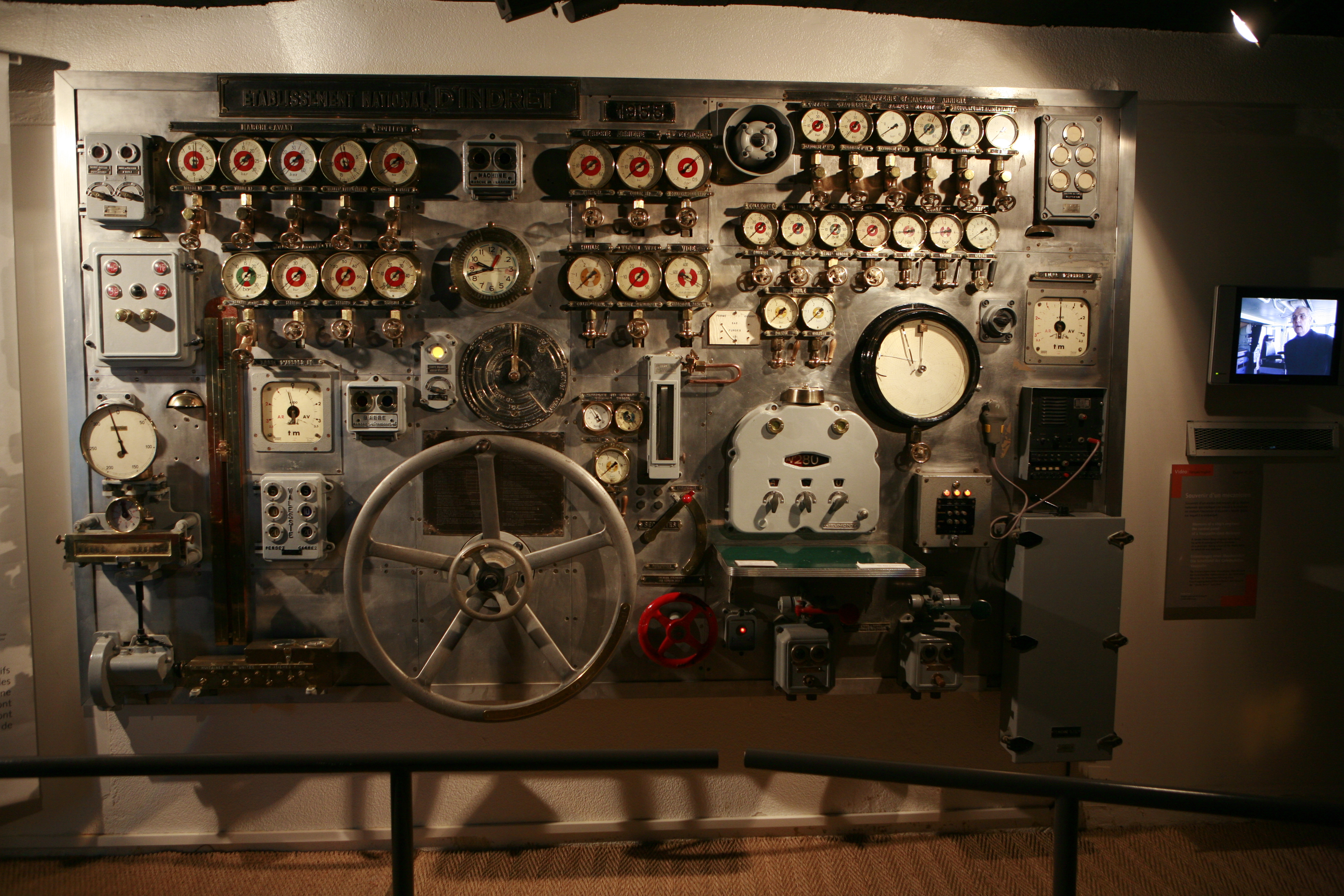
La passerelle de commandement du Vauquelin.
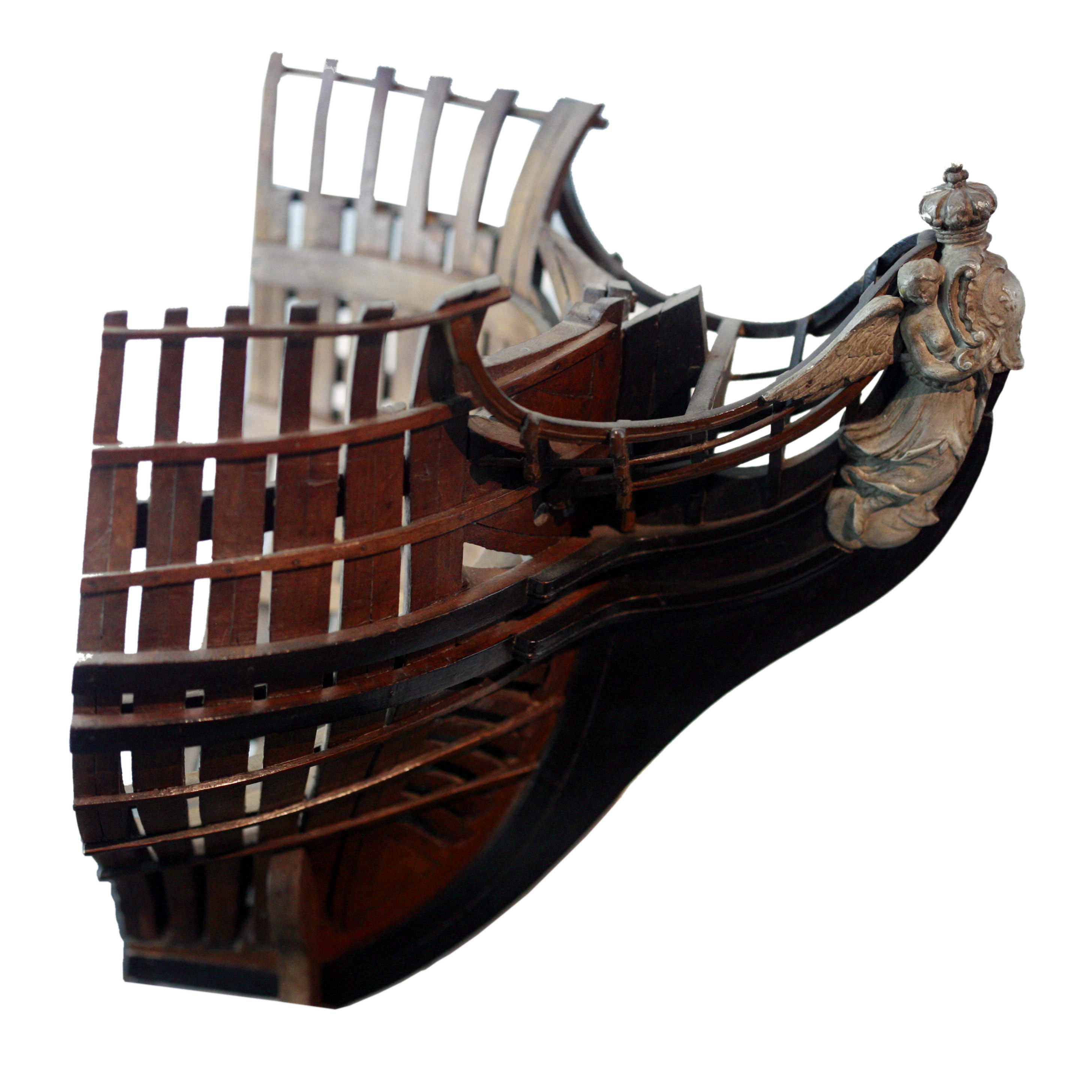
Proue en modèle réduit.
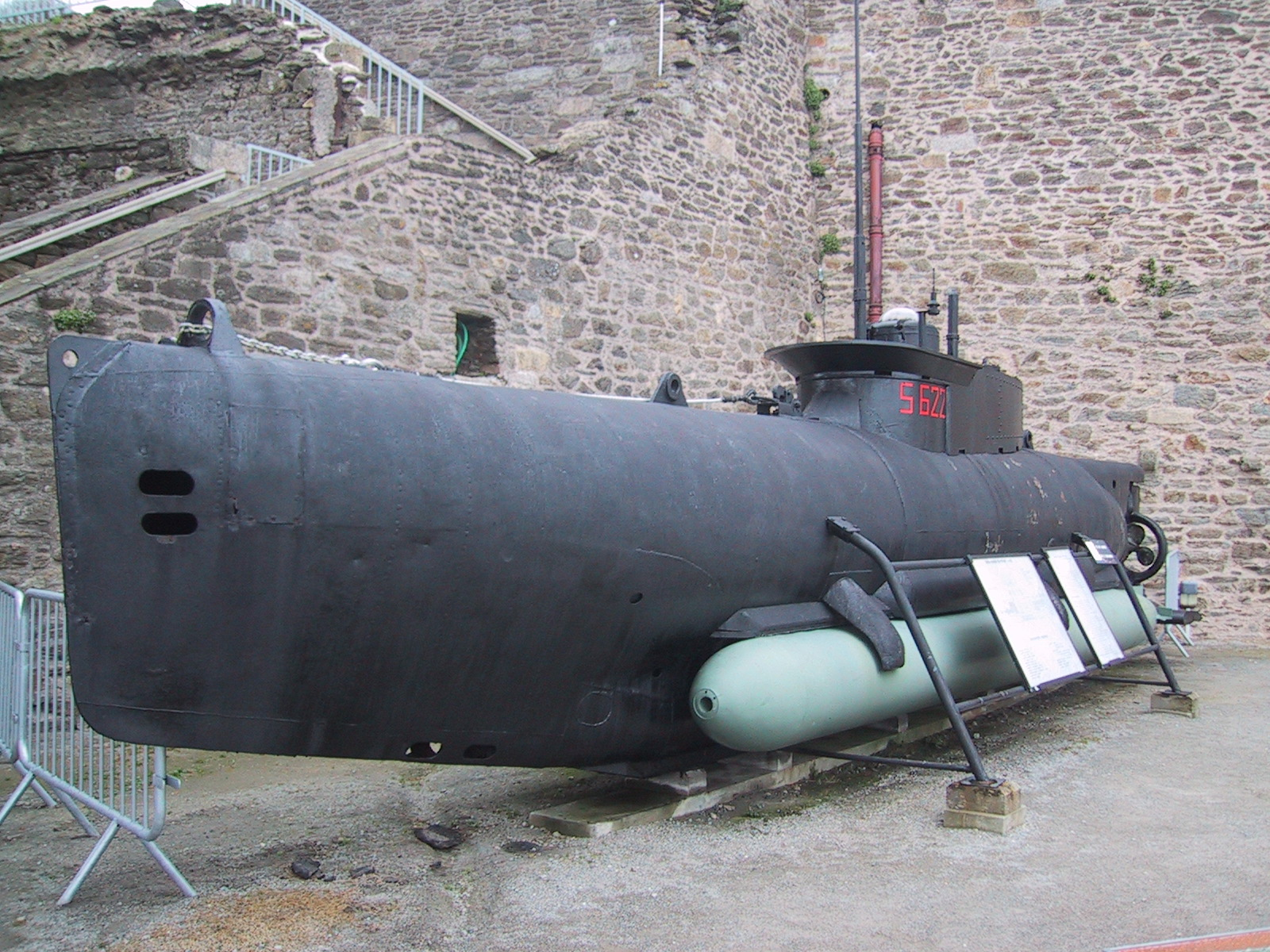
Sous-marin de type Seehund.

## Représentation du château de Brest dans l'art

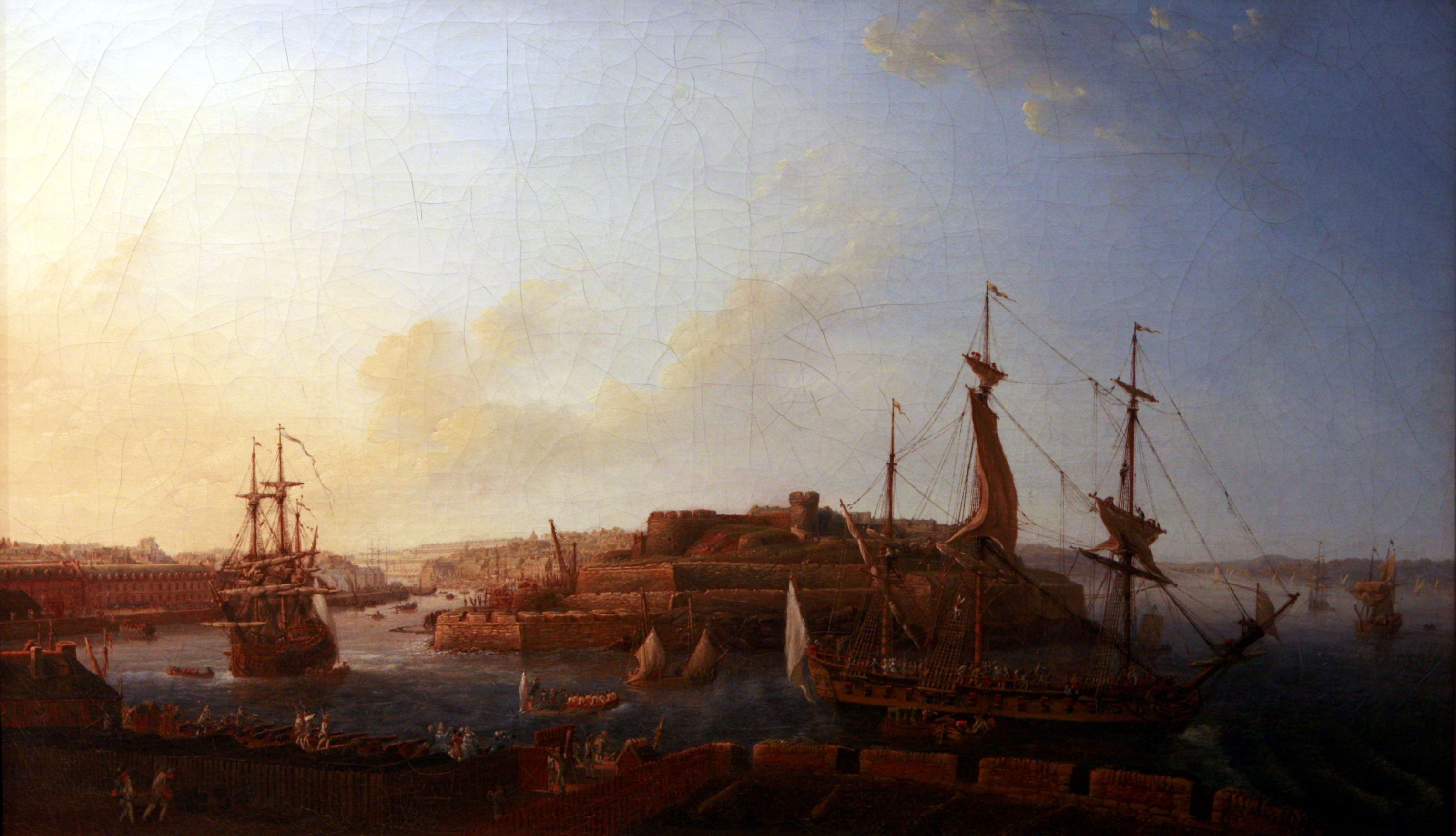
Louis-Nicolas Van Blarenberghe (1716-1794). L'Arsenal et le château de Brest vus de Recouvrance, 1774.
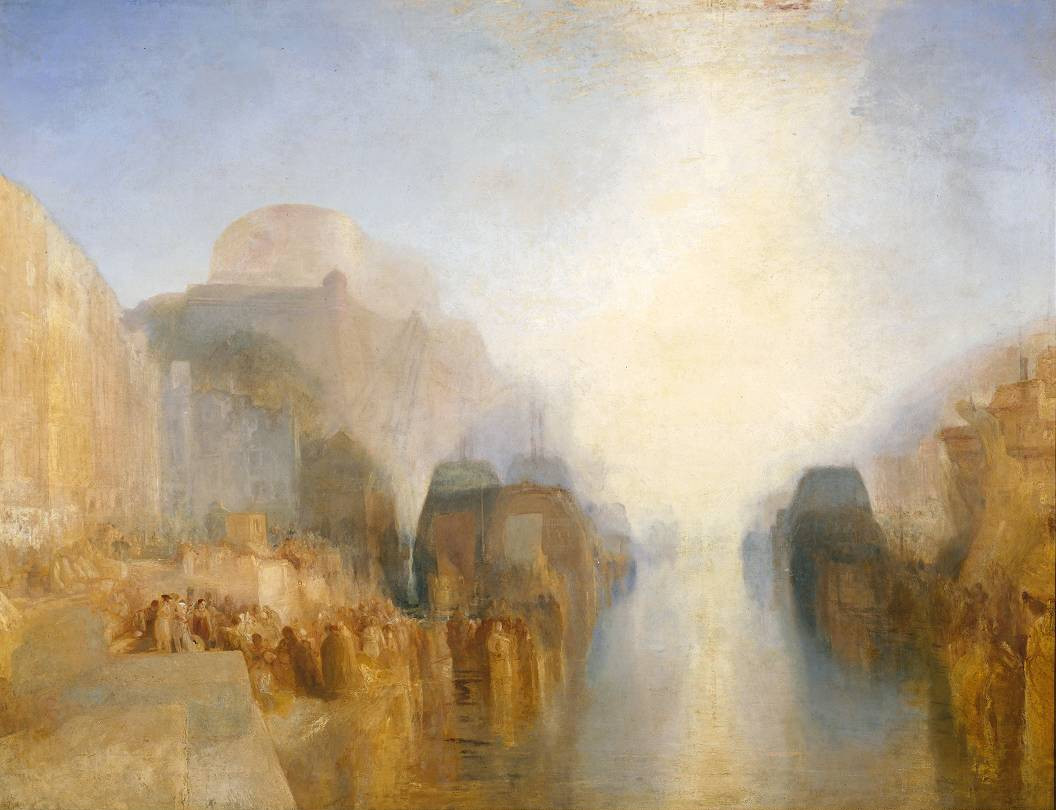
Joseph Mallord William Turner (1775-1851). The Harbour of Brest : The Quayside and Château.
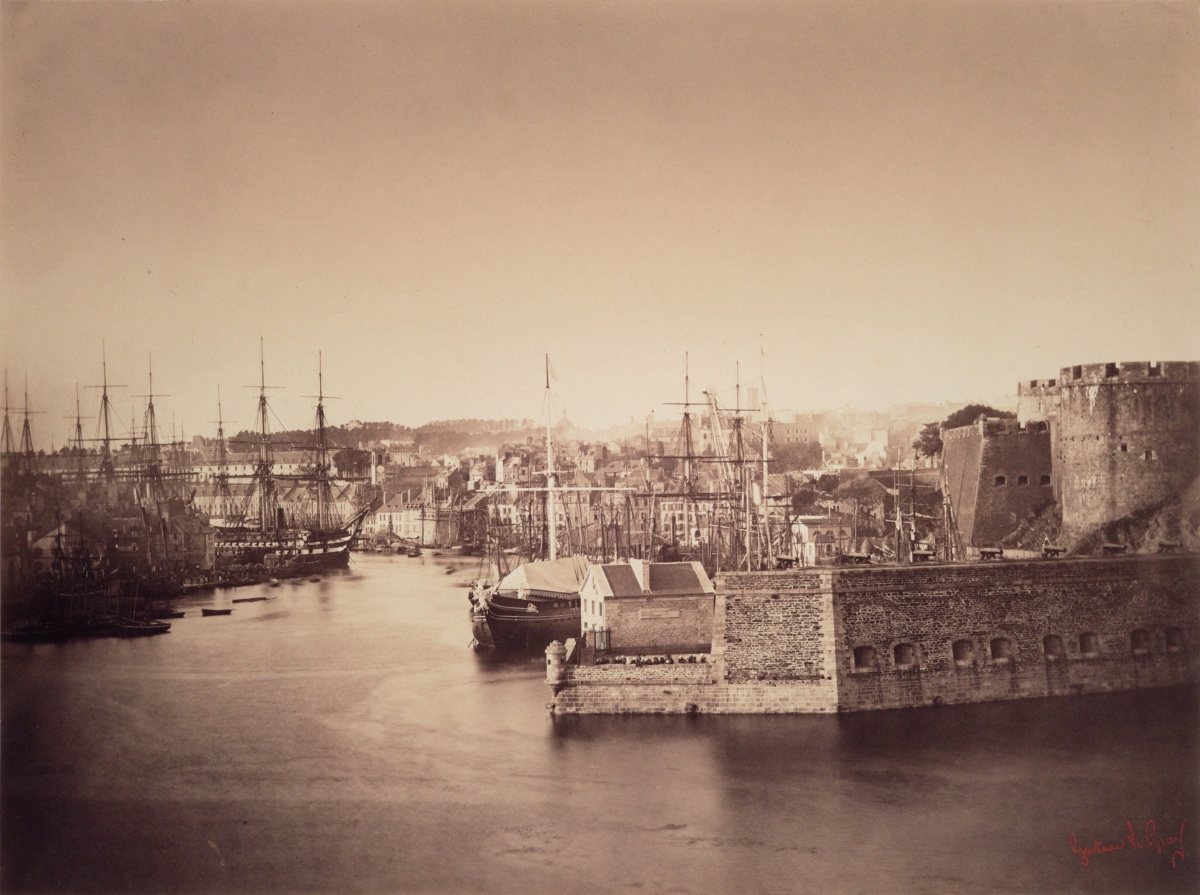
Gustave Le Gray (1820-1884).  Vue du port de Brest.
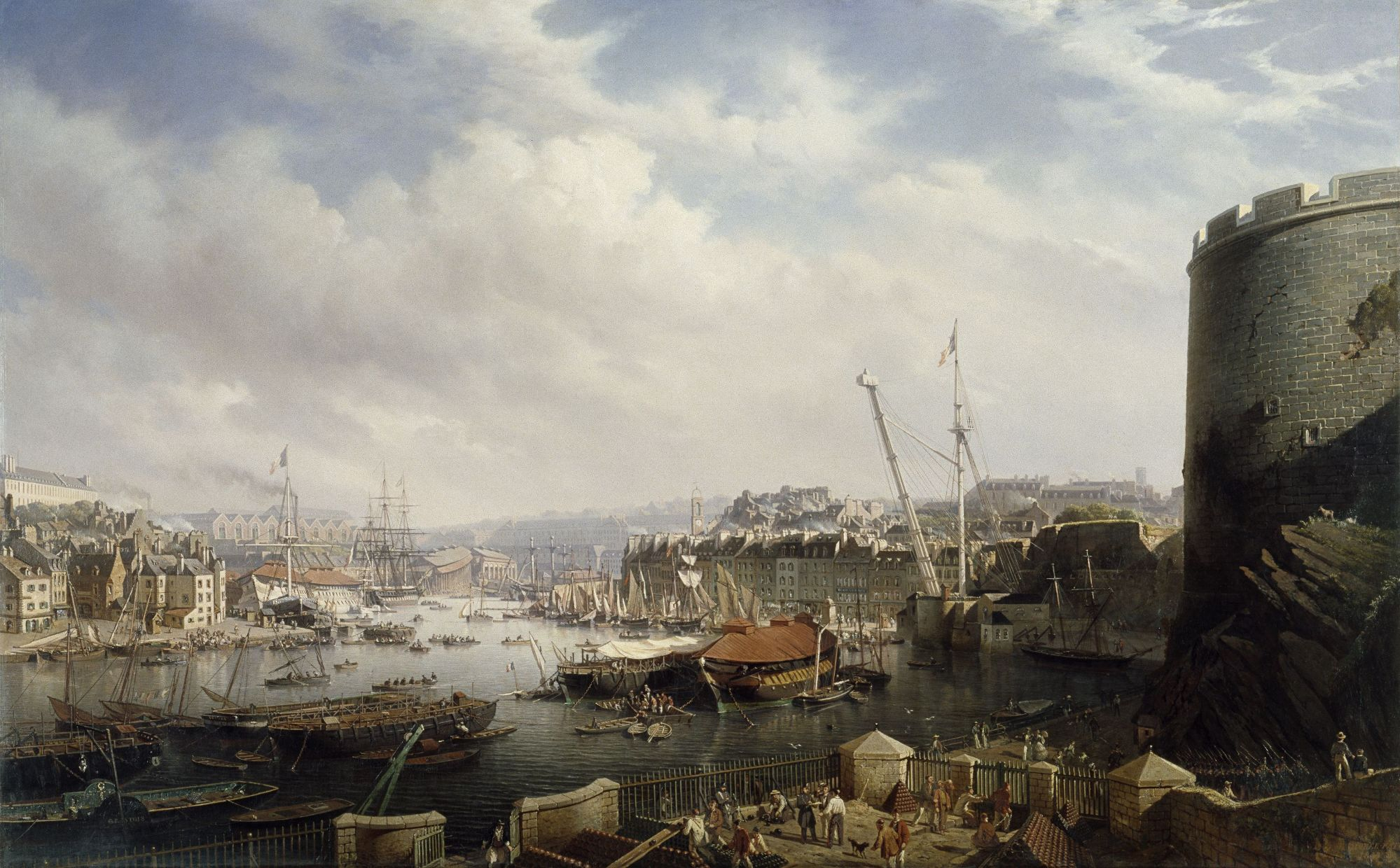
Léon Morel-Fatio (1810-1871) Le port de Brest, 1854.
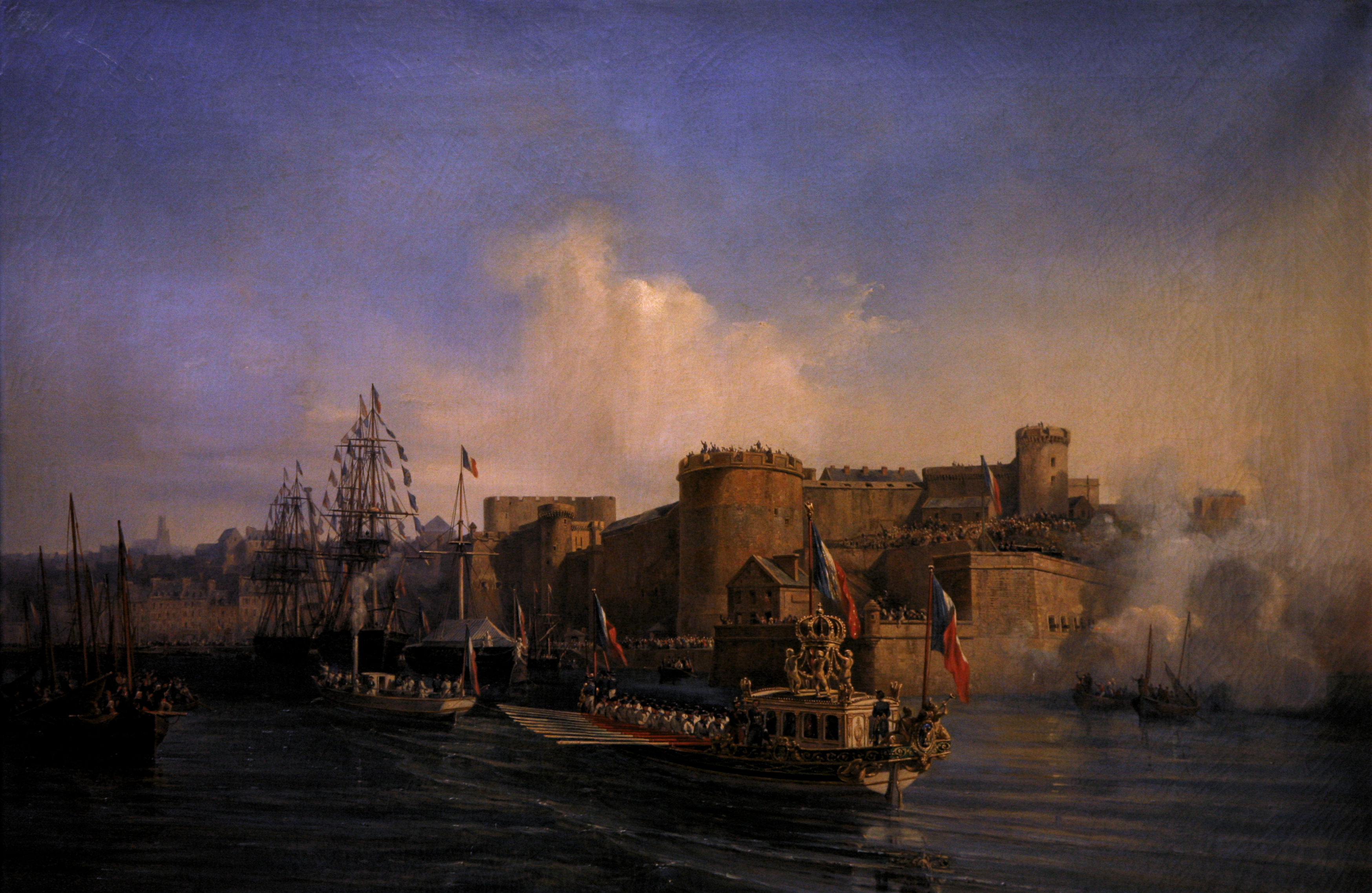
Auguste Mayer (1805-1890). La visite de Napoléon III à Brest, 11 août 1858, 1859.
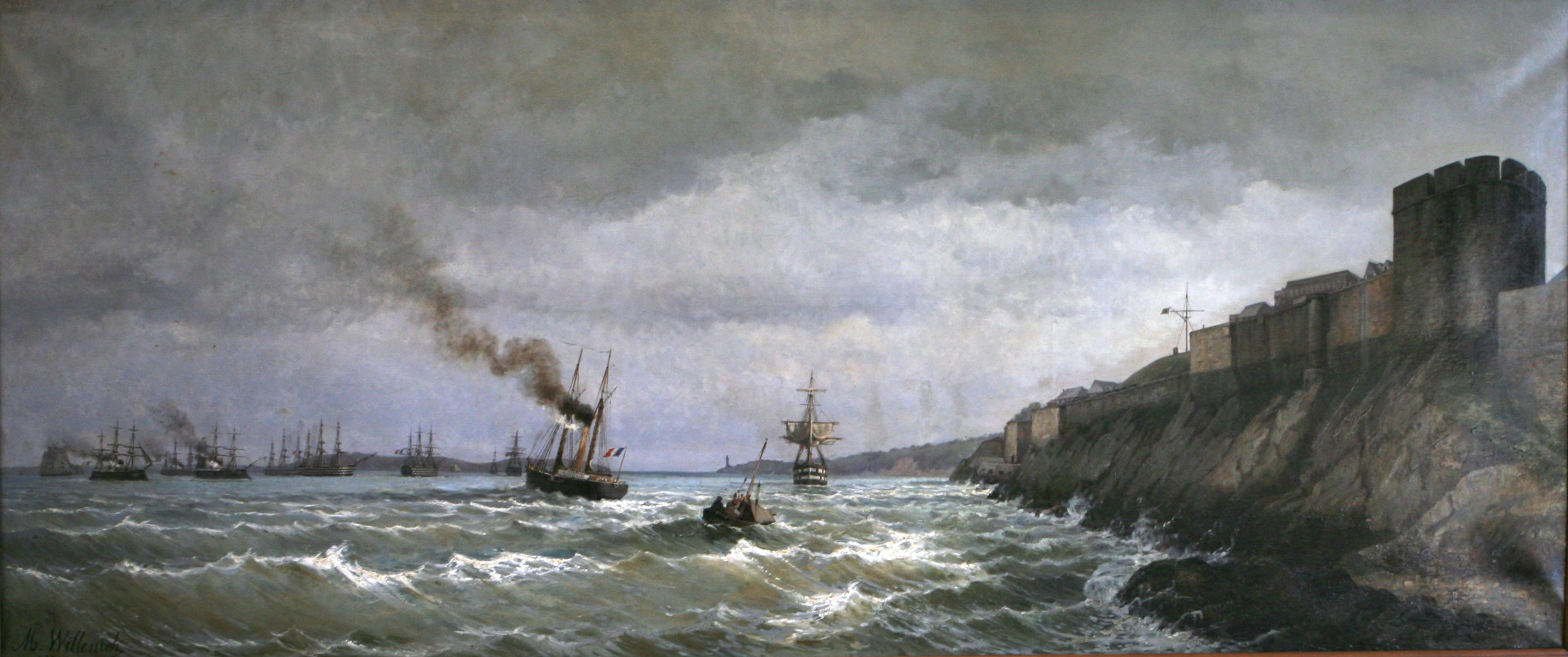
Michel Willenich, La rade de Brest et l'escadre cuirassée .

## Pour approfondir